# 閃電十一人GO角色列表
閃電十一人GO角色列表是LEVEL-5製作的N3DS遊戲《閃電十一人GO》以及所衍生的動畫所出現的虛擬人物列表。                         
前代的角色的詳細資料請參見閃電十一人角色列表。

## 雷門中學

### 新生雷門(雷門中學足球隊)

#### 松風 天馬（）
聲：寺崎裕香；錢欣郁(預告片)→曾允凡；張頌欣(TVB)、何凱怡(ViuTV)
本作品第一男主角。雷門新生，位置MF/FW/GK。於第一季第40集成為雷門隊長。天馬隊、新生閃電日本隊、地球十一人隊長。在對漆黑騎士團的背賽中及成為門將時背號為18，平常背號8號。
特徵是那個栗色漩渦頭和燦爛的笑容。對於踢真正的足球有堅持不懈的執着，更因此而先後打動到三國、神童及其他人，被隊友笑稱「足球蠢材」。個性活潑開朗，心地善良，有天然呆和心思細密的一面。在神童手上接過隊長的重任時，不時會懷疑自己是否有能力帶領雷門眾人。在第二季中更因此而自暴自棄。但到了第三季，已經能獨當一面成為大家認可的隊長。
小時候居於沖繩。一次於海邊回家時，於一間木屋下發現被木材夾着的幼犬—佐助。天馬在把佐助拉出後，木材亦都因而倒下。此時，因被外星人以妹妹作威脅而隱居沖繩的豪炎寺剛好在場，豪炎寺便以手上印有雷門「閃電」標誌的足球踢向木材，成功救下天馬。而天馬因為那一球和球上的雷門標誌而立志入讀雷門中學加入足球部。而為了入讀雷門中學，他和佐助由沖繩搬到稻妻町，但雙親因為工作關係未能陪同，所以在親戚木野秋所打理的木枯莊中租了一間房。經常會到公園或河邊球場練習盤球技巧。
小時於公園中練習盤球技巧時結識到空野葵。於河邊參加少年足球隊選拔賽時，把佐助交托給葵。
十分仰慕前作男主角圓堂守。
名言：「足球會哭的」、「足球現在都一定十分開心」、「一定會有辦法的」、「足球一定會給你們相應的回報」、「足球，我真的很喜歡你呀！！」
招牌動作：飛撲(對象通常是劍城）
第一期‧神聖之路
入讀雷門中學第一天，足球部的命運就已經被交托在他手上。他憑着堅毅不屈的意志，在與劍城一對一的挑戰中，成功搶到球，暫時避免足球部被解散的命運。
漆黑騎士團
上半場時，看見球場上的師兄們節節敗退，天馬希望久遠領隊想辦法。但是被領隊駁回，並且反問天馬是否想保護足球。之後更被叫去換上雷門的球衣，代替南澤出賽。
地區預賽
- 第一戰-天河原中學

多次使用必殺技「微風步伐」突破前來對手，並且因為先前練習成果而能夠成功和西園配合神童的「神之指揮棒」，也因為這個開頭而讓雷門的其他球員開始注意他們，甚至後來更因這件事情的發展而使得大家決定要找回真正的足球。
- 第三戰-帝國學園

聽從圓堂的建議而開始練習射門必殺技，在後來的帝國學園一戰之後，成功接下大家第一次成功的「究極閃電」的球並且同時施展出全新的射門必殺技「馬赫爆風」直接攻下第一分。	
- 第四戰-海王學園

在動畫第20話之中，圓堂為了讓松風正面的面對足球，而讓其與三國互換位置，初次成為雷門的守門員，也因為這樣從而激發起天馬的鬥志，學會使用出化身並踢飛射向球門的射門。
全國大賽
- 第一戰-月山國光中學

在見識大家多次與龍捲風的纏鬥而看出龍捲風的運轉方向，成功的使用出必殺技「微風步伐」來突破龍捲風場地所製造出來的龍捲風。並且在後來使用必殺技「螺旋攔截」與龍捲風融為一體並從龍捲風中取出足球。	
- 第二戰-白戀中學

因為白戀中的隊員石的惡意攻擊使得三國受傷，為了代替受傷的三國而被圓堂任命擔任守門員，並且成功以化身踢走雪村的化身射門「冰柱之路」。雖被雪村稱作門外漢的守門員，不過天馬在此場比賽中的守門率為100%。
- 第五戰-新雲學園

於上半場因太陽的事而沒有用盡全力比賽。但在下半場天馬的化身進化為魔神 亞克佩加薩斯，並射門得分，之後和神童、劍城發動合體化身「魔帝葛利芬」擋住太陽的化身技並將其反彈到新雲學園的球門，奪得致勝的一分。
必殺技為「微風步伐S」、「馬赫暴風 → 真•馬赫暴風」、「螺旋攔截」、「進化射球」(劍城&神童)、「烈焰龍捲雙重衝擊」(劍城)
第二期‧時空之石篇
雖然第一集被阿爾法改變了過去，但在第二集又被汪達巴修正回來。
第二話與網際空間奧米茄的比賽中跟上了對方的速度，受到刺激一口氣習得了斷球技「混沌攔截」以及過人技「侵略性脈動」。於第二季第3集成功使出化身武裝。實際上沒有學會，當時能使出的原因僅是因為平行世界的共鳴現象導致力量暫時增強而已，故無法隨意使出化身武裝。於第6集第一次於動畫中使出化身技「正義之翼」
必殺技為「奇妙陷阱」、「侵略性脈動 → 侵略性脈動•改」、「極致之兔」(菲)、「黃金神掌W」(劇場版登場)、「神明之風」、「烈焰龍捲風TC」（劍城&黃名子）（劇場版登場）  、「風穴驅動」
第三期：銀河篇
被黑岩領隊選為閃電日本隊的隊長。
必殺技為「Z字轉身」、「暴風•龍捲風•颶風」、「永恆地球」(劍城&神童)
化身
- 魔神 佩加薩斯（魔神ペガサス）

聲：佐藤健輔
人獸型風屬性進攻化身。召喚的瞬間會出現兩個光環在左右兩手，胸口前有個光環交叉圍住，身軀為紅色且長得很像翼人，並且有著紅色的巨大翅膀，就宛如魔神一樣，相當威武，跟其他化身不同的是，在出場時會發出巨大嚎叫。擁有一口氣突破兩個化身的強大力量。
化身技為「佩加薩斯落雷」
- 魔神 亞克佩加薩斯（魔神ペガサスアーク）

聲：佐藤健輔／港：陳卓智
人獸型風屬性射門化身。長得和「魔神 亞克佩加薩斯R」相似。在出場時會發出巨大嚎叫，雖然擁有強大的力量，但被阿爾法以普通射門輕鬆貫穿。
化身技為「正義之翼」
- 魔神 亞克佩加薩斯R（魔神ペガサスアークR）(劇場版登場)

人獸型風屬性射門化身。長得和「魔神 亞克佩加薩斯」相似。
化身技為「正義之翼」
合體化身
- 魔帝 葛利芬（魔帝グリフォン）

人獸型火屬性射門化身。呼應友情的羈絆現形的化身，發動的選手將能引出直達限界的力量。
由「魔神 亞克佩加薩斯」、「劍聖 蘭斯洛特」和「演奏者 瑪耶思特羅」合體而成的最強化身。
合體化身技為「火炎之劍」
天馬的化身武装
將魔神亞克佩加薩斯戰甲上身，其模樣宛如聖鬥士星矢的天馬座一般。實際上沒有學會，當時能使出的原因僅是因為平行世界的共鳴現象導致力量暫時增強而已。於第8集成功學會化身武裝。
極限合體
- 修

頭髮變成了黑色，前方更有修的兩道紅白色交雜的前髮。
必殺技為「黑色灰燼」(動畫未登場)
- 亞瑟王

必殺技為「王之劍」、「極·最強十一人波動」(超時空風暴隨機2人，註:要時空最強的十一人的極限融合)
合體化身（遊戲限定）
- 聖騎士 亞瑟（聖騎士アーサー）

人型無屬性射門化身。長得和「魔戰士 潘德拉剛」相似。混合光與闇的化身，劍鞘開封，所有事物都會消去。
由「聖獸 閃光飛龍」和「暗黑神 黑暗艾克索達斯」合體而成的最強化身。
合體化身技為「王者神劍」
靈魂(野獸之力)
- 馬

風屬性進攻魂獸。可以讓其他隊員騎上。
- 佩加薩斯（ペガサス）

風屬性進攻魂獸。振翅高飛，衝上雲霄突破對手。

#### 劍城 京介（）
聲：大原崇／小林優(7歲)；賀宇傑／曾允凡(7歲)→梁興昌(銀河篇開始)；李凱傑／陳皓宜(7歲)(TVB)、黃尉斯／楊樂瑤(7歲)(ViuTV)
本作品男主角之一。
雷門中學一年級，13歲，位置FW/MF，背號10號。
有著一頭超級賽亞人藍髮髮型，眼神相當銳利、皮膚白皙。原本在平時比賽中，不穿球衣而成為他的個人風格，但在正式加入雷門中學後才改穿球衣上場，(在閃電十一人 王牌前鋒 2012 Xtreme裡，劍城也只穿雷門國中制服，如果讓他穿其它隊的隊服的話，他也只會穿他的便服，也就是上述所講的造型。)，不過會習慣將領子弄上來。
必殺技為「死亡斬擊」、「死亡墜落 → 死亡墜落G3」、「進化射球」(天馬&神童)、「烈焰龍捲風雙重衝擊」(天馬)、「惡魔爆擊」 、「小丑之雨」(神童)、「烈焰龍捲風TC」（天馬&黃名子）（劇場版登場）、壯烈衝擊波（白龍）（劇場版預告登場）
第一期‧聖光之路篇
地區預賽
- 第二戰-萬能坂中學

因為磯崎對天馬的攻擊手段，想起自己的哥哥而替雷門射門得分。下半場在萬能坂的夾擊下選擇與雷門聯手合作，以化身技「失落天使」拿下第二分。
- 第三戰-帝國學園

上半場因無法在足球與哥哥之間做出選擇而未出賽。被哥哥聽見和黑木的對話而遭受責備後，在下半場趕到賽場。在下定決心貫徹與哥哥的約定之後，成功完成「究極閃電」，並使用新的必殺技「死亡墜落」得到第三分。從此以後也正式成為雷門足球社隊員並受到信任。
- 第四戰-海王學園

替雷門攻下前兩分，並激勵天馬使其順利的施展出化身。
全國大賽
- 第五戰-新雲學園

上半場以化身技「失落天使」奪得第二分，下半場和天馬、神童發動合體化身「魔帝葛利芬」擋住太陽的化身技並將其反彈到新雲學園的球門，奪得致勝的一分。
第二期‧時空之石篇
在被修正的時空，京介並沒有入讀雷門中學，京介和優一的那場意外並沒有發生，兩人也能快樂地踢球。但是父母由於只允許一人去外國留學，京介又主動把留學的機會讓給優一。自優一留學開始，他再也沒碰過足球，但其實心裡還是十分喜歡足球，最後因天馬的一番話回憶起跟優一小時候一起踢足球的快樂而跟優一踢他們兄弟之間「最後一次的足球」。於第四集因哥哥優一成功修正歷史而再度踢足球，但是哥哥優一就要變回以前一樣，於第11集成功使出化身武裝，後來被大介選中出發時空旅行的十一人。對次世代少年之戰中屬於鬼道小隊並擔任隊長。在和藏恩隊的比賽中被對手的暴力行為弄傷右腳，但因無人可上場替換，仍留在場上繼續比賽。
必殺技為「壯盛衝擊波」（白龍、遊戲版及劇場版預告，劇場版及動畫未登場）
第三期：銀河篇
雷門中學入選的三人其一。
常常陪井吹練習守門技巧。
被法爾莫比亞斯星球的公主-拉拉亞看上，在與桑多里亞斯的比賽結束後將他帶回自己的星球，而地球隊那邊便由偽京介代替，而看上的理由為樣子與先皇、也就是拉拉亞的父親很像。
必殺技為「倒掛之劍」(原文為bicycle sword, bicycle可能是來自於bicycle kick 在足球中為倒掛金鉤射門的意思）、「永恆地球」(天馬&神童)、「黑暗黎明」(瞬木)
劍城的化身
- 劍聖 蘭斯洛特（剣聖ランスロット）

人型火屬性射門化身。全身裝滿的巨型盔甲，彷彿中世紀騎士的打扮一般，且持有著一把長劍。
化身技為「失落天使」
合體化身
- 魔帝 葛利芬（魔帝グリフォン）

人型火屬性射門化身。呼應友情的羈絆現形的化身，發動的選手將能引出直達限界的力量。
由「魔神 亞克佩加薩斯」、「劍聖 蘭斯洛特」和「奏者 瑪耶思特羅」合體而成的最強化身。
化身技為「火炎之劍」
劍城的化身武裝
將劍聖 蘭斯洛特戰甲上身。有著披風和盔甲，非常符合騎士形象。
極限合體
- 沖田總司

必殺技為「菊一文字」
靈魂(野獸之力)
- 狼（オオカミ）

火屬性射門魂獸。急速衝刺後高高躍起，加速旋轉成螺旋刀片一般射向球門。

#### 神童 拓人（）
聲：齋賀光希；錢欣郁；李致林／黃積權（代配）(TVB)、顧詠雪(ViuTV)
本作品男主角之一。
雷門中學二年級，原雷門中學足球隊隊長，位置MF，背號9號。
與霧野是幼馴染
必殺技為「極強音律射門（原文意為樂譜上的ff記號，遇到這個記號時演奏會更加強而有力)(フォルテシモ)」、「極速轉身 → 極速轉身V2(プレストターンV2)」、「進化射球(エボリューション)」(劍城&天馬)、「奧林匹斯協奏曲(オリンポスハーモニー)」
、「小丑之雨(ジョーカーレインズ)」(劍城)
神聖之路
地區預賽
- 第一戰-天河原中學

原本被劍城傳達第五院的指示，要雷門以0-2輸球，為此煩惱的神童在賽程中領悟，並率先得分。但因為違背指示，讓整場比賽只靠神童﹑天馬﹑信助撐場，不過後半段藉由於三國的鼓勵而能成功控制化身，最終帶領雷門以2：1獲勝。
全國大賽
- 第一戰-月山國光中學

看穿了場地的空曠並藉此施展必殺戰術「神之指揮棒」，但不料卻因為場地出現龍捲風而遭到龍捲風徹底破解。
- 第三戰-木戶川清修中學

根據鬼道的指示，帶領隊友發動「飛行路徑傳球」去克服水世界競技場的障礙。
- 第五戰-新雲學園

上半場先使用「極強音律射門」，但被擋下，然後以化身技「最和諧曲調」奪得第一分，下半場和天馬、劍城發動合體化身「魔帝葛利芬」擋住太陽的化身技並將其反彈到新雲學園的球門，奪得致勝的一分。
第二期‧時空之石篇
在被修正的歷史中是音樂社的成員，在第三集中回復原本歷史後與天馬一行人一起行動，曾為了增強實力而一同前往神之伊甸進行特訓，後來為了拿取時空最強的十一人織田信長的氣場而來到日本戰國時代，遇到當地的少女-阿勝。最後，從信長的話中懂得要冷靜看清楚對方的靜和動，並成功使用化身武裝，並靠著與信長合體後使出的「剎那爆射」，擊敗奧美迦協定隊2.0。於18集被大介選中出發時空旅行的十一人。對次世代少年之戰中屬於埃爾多拉特小隊並擔任隊長
第三期：銀河篇
對於為何八名選手都是足球新手感到不滿，主張只由他們三人比賽：劍城當前鋒、天馬當中鋒、而他則會當後衛和截住射門的人，因此和井吹關係比較不和。與井吹在火之惑星伽頓比賽前被羅丹陷害掉下去，東方部落的長老們救了井吹和神童，並由東方部落的大長老幫助他們使出野獸能力，下半場回來參加比賽。
必殺技為「起音攔截」、「永恆地球」(劍城&天馬)
神童的化身
- 演者 瑪耶斯特羅（奏者マエストロ）

人型林屬性射門化身。有著一頭遮住雙眼的天藍色長髪而且擁有著四隻手、就宛如持有指揮棒的指揮家一樣。
化身技為「最和諧曲調」
合體化身
- 魔帝 葛利芬（魔帝グリフォン）

人型火屬性射門化身。呼應友情的羈絆現形的化身，發動的選手將能引出直達限界的力量。
由「魔神 亞克佩加薩斯」、「劍聖 蘭斯洛特」和「奏者 瑪耶思特羅」合體而成的最強化身。
合體化身技為「火炎之劍」
神童的化身武装
於第17集成功學會了化身戰甲
極限合體
- 織田信長

必殺技為「剎那爆擊」
靈魂(野獸之力)
- 孔雀（クジャク）

林屬性進攻魂獸。張開七彩羽翼，發出炫爛奪目的光線令敵人無法直視乘勢突破對手。

#### 西園 信助（）
聲: 戶松遙；陳貞伃；林元春(TVB)、陳子瑩(ViuTV)
雷門中學一年級，位置DF/GK，背號5/20號。
為天馬的同班同學，跳躍能力極強。有著一頭黄土色的頭髮，頭戴藍色頭巾，造型與圓堂守相似。擁有一對像是動物的耳朵及鼻子，身高估計70~80公分。
被同隊的三國學長啟發擁有擔任守門員的特質。
必殺技為「強力跳躍」、「合力跳躍防禦」(狩屋)、「空中行者」
神聖之路
地區預賽
- 第一戰-天河原中學

因為先前的練習成果而能夠成功和松風配合神童的「神之指揮棒」，也因為這個開頭而讓雷門的其他球員開始注意他們，甚至後來更因為這件事情的發展而使得大家決定要找回真正的足球。
- 第三戰-帝國學園

因為圓堂的指示而決定跳的比別人還要高，在圓堂的指導跟大家先前的特訓而成功練成新必殺技「強力跳躍」拿下一分。
全國大賽
- 第三戰-木戶川清修中學

在三國擋不下射門，即將要失分時，飛身去撲救，並且被鬼道及三國留意到西園當守門員的潛能。
- 第四戰-幻影學園

下半場，代替三國成為守門員，但沒有使用雙手擋下任何射球，因為忘記可以用雙手擋下射門了。

- 第五戰-新雲學園

施展出新必殺技「空中行者」突破場地障礙，在三國失掉第二分後接任守門員，爆發出化身擋下根淵的化身射門「重型海帝長矛」，施展化身技「魔神掌」擋下雨宮的化身射門「閃耀之力」，雷門最需要的真正的守護神覺醒。
第二期‧時空之石篇
於被修正的時空中為桌球社的社員，不認識天馬。回復原狀之後，與天馬一起與奧美迦協定隊比賽，成功修正劍城京介的歷史。及後戰敗於奧美迦協定隊2.0，與天馬一行人前往神之伊甸特訓。目前與天馬一行人以被選上的時空最強十一人球員的身份，以集齊時空最強十一人的氣場為目標，出發前往不同的時空。對次世代少年之戰中屬於豪炎寺小隊。
必殺技「彈飛手鎚」
第三期：銀河篇
世界賽時沒有被選上新閃電日本隊，於第19集知道所有真相之後而同天馬自薦加入，但是被拒絕。最後為了可以同天馬一起比賽而偷偷地上了銀河列車。在與火之惑星加頓比賽中接球時手受傷了，下半場改由趕回來的井吹代打。對法藍奧比亞斯一戰時因井吹的腳被羅丹用傷而再度上場，並成功使出新必殺技「銀河火箭」。
必殺技為「銀河火箭」
信助的化身
- 護星神 泰坦尼斯(護星神タイタニアス)

人型山屬性守門化身。有著一頭紫色的長髮，身軀為藍色，並擁有相當強壯的身體同一對手臂，並前後擋下兩次化身射門。
化身技為「魔神之手」
信助的化身武裝::於第13集成功學會了化身武裝。
極限合體
- 劉備

必殺技為「大國謳歌 → 大國謳歌•改 → 真•大國謳歌」

#### 霧野 蘭丸（）
聲：小林優；陳貞伃；羅杏芝→廖杏茵（銀河篇起）、黃淑芬（代配）(TVB)、楊樂瑤(ViuTV)
雷門中學二年級，位置DF/MF，背號3號。
男性，粉紅色頭髮且留著雙馬尾，長相秀氣可愛，而且踢法也相當的美麗，常常讓人誤以為他是女孩子。但是本人討厭被當成女性，講話則是相當男孩子氣。跟神童一樣，也是個受女性歡迎的人。是神童的幼馴染，動畫中最常的台詞是神童，曾因感追不上神童的實力而感到嫉妒和失落。
於GO系列的人氣排名排第一名。
必殺技為「迷幻之霧」、「深層濃霧」、  「旋律音浪」（動畫未登場）
神聖之路
地區預賽
- 第二戰-萬能阪中學

動畫第11話因為神童要堅持反抗第五院，而被他的熱情打動決定一起反抗命令，但因為萬能阪中學暴力行為弄傷右腳而坐板凳。
- 第四戰-海王學園

在動畫第20集之中，圓堂為了讓松風正面的面對足球，而讓松風初次成為雷門的守門員，由霧野代替松風的位子三國則擔任後衛。
全國大賽
- 第一戰-月山國光中學

與狩屋連手演出漂亮的組合破解必殺戰術「戰術迴圈」。
第二期：時空之石篇
得知從戰國時代回來的神童學懂化身武裝及取得信長之力後能極限合體後覺得距離太大而產生自卑，也沒被大介選中出發時空旅行的十一人，卻被狩屋看到自己的煩悶，決定把機會讓給霧野。與天馬一行人前往聖女貞德的年代，與貞德相遇。自身對於自己是否有能力幫上大家而煩惱，與貞德抱持同樣的煩惱而變得親近。其後找到答案並藉由學會化身讓貞德的力量覺醒，之後最先注意到霧野與貞德相合性的黃名子讓旺達巴使霧野與貞德進行了極限合體。對次世代之子戰中屬於豪炎寺小隊
霧野的化身
- 戰旗士 布倫希爾德（戰旗士ブリュンヒルデ）

人型林屬性防守化身。
化身技為「戰女神之旗」
霧野的化身武裝
於第47集成功學會了化身武裝
極限合體
- 聖女貞德

必殺技為「聖女烈火」、

#### 錦 龍馬（）
聲：岩崎了；何志威；雷霆→林筠翔(TVB)、周倚天(ViuTV)
雷門中學二年級，位置MF，背號14號。
必殺技為「特技運球」、「傳來寶刀」、「神龍昇天」
聖光之路
全國大賽
- 第二戰-白戀中學

在從義大利趕回日本到達白戀中學以後就馬上與天馬交換位置並且和大家使出雙翼衝擊，但結果是失敗，後來就說出自己從FW改成了MF的事情了。
- 第三戰-木户川清修中學

在突然出現的染岡激勵之下，成功使出了自己的化身，並且包辦雷門下半場的三個入球。
第二期‧時空之石篇
在被修正時空中為劍道社成員，歷史變回原狀之後，因戰敗於奧美迦協定隊2.0，與天馬一行人前往神之伊甸進行特訓。及後被大介選中為時空最強十一人的球員之一，出發前往各種時空，收集時空最強十一人的氣場。對次世代少年之戰中屬於鬼道小隊
錦的化身
- 戰國武神 武藏(戦国武神ムサシ)

人型山屬性射門化身。身穿武士鎧甲，並披著藍色的披風及手持兩把日本刀。
化身技為「武神連斬」
錦的化身武裝
於第29集成功學會了化身武裝
極限合體
- 坂本龍馬

必殺技為「駕馭黑潮」

#### 三國 太一（）
聲：佐藤健輔；台：何志威、孫若瑜（幼年）；港：李鎮然／伍秀霞（幼年）(TVB)、張振熙／梁倩蘅（幼年）(ViuTV)
雷門中學三年級，位置GK/DF，背號1/17號。原雷門十一人的足球隊隊長（後把隊長職務交付給神童）
必殺技為「燃燒接球」、「蓋亞之指」、「無賴神掌」、「真·黃金神掌X → 絕·黃金神掌X」
神聖之路
地區預賽
- 第一戰-天河原中學

比賽後半段，在母親首次觀戰下，由於想起過去踢球的快樂而決定違反指示守住球門。
- 第四戰-海王學園

在海王學園之戰之前就有「燃燒接球」不管怎麼樣都檔不下球的事情而灰心，在海王學園一戰之後看到松風不斷的努力並成功使出化身踢飛射向球門的射門以後，受到激勵而成功的使出新必殺技「蓋亞之指」來檔下海王學園的化身射門。
全國大賽
- 第二戰-白戀中學

在自己接住白戀中的射門以後，遭到種子選手石岩次郎的惡意攻擊使其受傷退場，而後由松風天馬頂替其守門位置。
- 第三戰-木戶川清修中學

因兩次擋不下射門，即將要失分時，信助飛身去撲救，發現信助有當守門員的潛質，並認定他為雷門新守門員的下任接班人。
- 第五戰-新雲學園

施展「蓋亞之指」,但與天城的「亞特蘭提斯之壁」以及狩屋的「獵人之網」一起被雨宮的「閃耀之力」射飛.瞬間被突破.被拿下第二分。
第二期‧時空之石篇
第39集時提到大介(時空之石)指導他守門，並且學會了「真·黃金神掌X」，對次世代之子戰中屬於鬼道小隊 在GO3遊戲版能夠選用為地球代表的一員。
三國的化身（熱風/雷鳴限定）
- 精鋭兵 波恩B（精鋭兵ポーンB）

人型火屬性進攻化身。長得和「精鋭兵 波恩W」相似。
化身技為「拳擊機槍」
合體化身(遊戲限定)
- 魔女 皇后蕾蒂亞B（魔女クィーンレディアB）'

人型林屬性射門化身。長得和「魔女 皇后蕾蒂亞W」相似。
由「精鋭兵 波恩B」×3合體而成的。
化身技為「全面征服」

#### 車田 剛一（）
聲：野島裕史；台：陳幼文；港：關令翹→巫哲棋（銀河篇起）(TVB)、待確定(ViuTV)
雷門中學三年級，位置DF，背號2號。
必殺技為「衝刺列車」
神聖之路
地區預賽
第二戰-萬能阪中學
一開始都在遵守「第五院」的命令，但是在看到三國渾身是傷卻還是不管怎麼樣都要接住球的模樣以及受到水鳥叱咤下而改變心意、決定要開始反抗「第五院」。
全國大賽
第三戰-木戶川清修中學
明白自己氣量不足，所以在晚間跑步練氣，最後因為能夠守住自己的先發位置而因此感到安心。
第二期‧時空之石篇
對次世代少年之戰中屬於鬼道小隊。

#### 天城（）
聲：奈良徹／加藤奈奈繪(小學生)；台：陳幼文；港：劉昭文／林丹鳳（小學生）(TVB)、簡懷甄／梁倩蘅（小學生）(ViuTV)
雷門中學三年級，位置DF，背號4號。
長相嚴厲且體型肥胖。討厭扭曲的事情，也很容易會和人吵架，但內心其實是個正直且善良的人。
常和三國及車田一起行動，最先就是他能夠接受天馬的事情。
由於不擅長跑步、所以與信助一度對新教練鬼道的特訓內容感到不滿、但藉由飛鷹的鼓勵而以要超越極限的堅強意志重新開始進行特訓。
有把護目鏡給弄到下巴的習慣。
是目前雷門的重要後衛球員之一，有著和前作的壁山一樣的後衛之位置。在GO3遊戲版能夠選用為地球代表的一員
必殺技為「萬里長城」、「亞特蘭提斯之壁 → 亞特蘭提斯之壁G2」
神聖之路
地區預賽
- 第二戰-萬能阪中學

一開始都在遵守「第五部門」的命令，但是在看到三國渾身是傷卻還是不管怎麼樣都要接住球的模樣以及受到水鳥叱咤下而改變心意、決定要開始反抗「第五部門」。
全國大賽

- 第一戰-月山國光中學

施展出「萬里長城」來擋下獨自一人嘗試突破的南澤。
- 第三戰-木戶川清修中學

因首次未能成為正選而感到不快，認為沒有他後防便不行。
- 第四戰-幻影學園

面對最好的朋友真帆路，希望他變回真正的自己，所以以必殺技來防守真帆路的射門，可惜一直失敗，但最終成功.他以新必殺技「亞特蘭提斯之壁」來擋下真帆路的被稱為最強必殺技「魅幻射門」。
- 第五戰-新雲學園

施展「亞特蘭提斯之壁」但與狩屋的「獵人之網」一起被雨宮的「閃耀之力」瞬間突破並貫穿三國的「蓋亞之指」被拿下第二分。
第二期‧時空之石篇
對次世代少年之戰中屬於埃爾多拉特小隊

#### 濱野 海士（）
聲：金野潤；台：賀宇傑；港：伍秀霞、謝潔貞(代配)(TVB)、梁瑞芬(ViuTV)
雷門中學二年級，位置MF，背號6號。
黑膚而且頭髮像是海帶一樣細長彎曲，也喜歡把球衣的袖子給捲起來以及將手插在褲子裡。
個性豪爽且喜歡釣魚，對於任何事都不會想太多。
說話喜歡以大海為例子。似乎對革命特別有興趣，而經常把革命掛在嘴邊。常和速水一起去釣魚。在GO3遊戲版能夠選用為地球代表的一員
於GO系列的人氣排名排第十一名。
必殺技為「乘浪小丑」
神聖之路
地區預賽
- 第二戰-萬能阪中學

一開始都在遵守「第五部門」命令，但是在看到三國渾身是傷卻還是不管怎麼樣都要接住球的模樣以及受到水鳥叱咤下而改變心意、決定要開始反抗「第五部門」。
全國大賽
- 第四戰-幻影學園

因腿被真帆路鏟傷而由青山代替上埸。
第二期‧時空之石篇
被大介選中出發時空旅行的十一人，與天馬一行人來到聖女貞德的時代。對次世代少年之戰中屬於豪炎寺小隊

#### 速水 鶴正（）
聲：吉野裕行；台：孫若瑜；港：梁少霞(TVB)、劉達斌(ViuTV)
雷門中學二年級，位置MF，背號7號。
紅色頭髮,有著雙馬尾髮型並且戴著眼鏡，身材也很纖細。
球隊中的人才之一，不過個性相當負面且憂鬱，遇到困境時會戴耳機。
對革命特別沒有興趣，正好與喜好革命的濱野相反。時常和濱野一起去釣魚。在GO3遊戲版能夠選用為地球代表的一員
必殺技為「光速衝刺」
神聖之路
地區預賽
- 第二戰-萬能阪中學

一開始都在遵守「第五部門」的命令，但是在看到三國渾身是傷卻還是不管怎麼樣都要接住球的模樣以及受到水鳥叱咤下而改變心意、決定要開始反抗「第五部門」。
- 第四戰-海王學園

在海王學園一戰之後看到松風不斷的努力並成功使出化身踢飛射向球門的射門以後，受到感動而回想自己的行為，並首次使出必殺技「光速衝刺」。
第二期‧時空之石篇
被大介選中出發時空旅行的十一人，與天馬一行人來到聖女貞德的時代。對次世代之子戰中屬於豪炎寺小隊

#### 倉間 典人（）
聲：高垣彩陽；台：賀宇傑；港：周倚天(TVB)、待確定(ViuTV)
雷門中學二年級，位置FW，背號11號（第二期為17號）。
黑膚，一頭藍髮並且遮住一隻眼睛。
擁有很是敏捷的身體能力並且擅長以及優秀的控球技術來藉此射門。
時常喜歡對天馬的話潑冷水，個性似乎有點腹黑。
最初在天馬加入球隊時嫌天馬很煩、惹人厭並且一度認為天馬是要來破壞足球隊的人，後來認同天馬等人的決心才改善他們的關係而且與他和解。
三國太一的難兄難弟，逢射門必被檔下，甚至聖光之路大賽唯一的一分是靠連鎖射門。
於GO系列的人氣排名排第十三名。在GO3遊戲版能夠選用為地球代表的一員
必殺技為「響尾蛇飛彈」
神聖之路
地區預賽
- 第二戰-萬能阪中學

在動畫第11話由於天馬接二連三帶頭反抗「第五院」，讓他們面臨可能廢社的危機，加上南澤的退社而使得他對天馬說出「真正毀掉我們的足球的不是劍城也不是第五部門而是你！」的指責。並且在隊友們都決定反抗第五部門時，也決定要一起反抗而在比賽中傳球給劍城。
- 第三戰-帝國學園

為了讓大家能夠成功突破帝國學園的後衛而多次嘗試完成終極閃電，可惜每一次都因力量不足不能把球踢出去，連人帶球被彈飛而失敗。
- 第四戰-海王學園

接下松風的傳球，並首次使出自己的射門必殺技「響尾蛇飛彈」，可惜直接就被擋下了。
全國大賽
- 第一戰-月山國光中學

接下松風往球門全力射出去的射門必殺技「馬赫暴風」，連接這招施展出必殺技「響尾蛇飛彈」，在兩記射門的威力之下直接攻下其在神聖之路的第一分。
第二期‧時空之石篇
對次世代少年之戰中屬於埃爾多拉特小隊。

#### 狩屋 正樹（）
聲：泰勇氣; 台：孫若瑜；港：麥皓豐(TVB)、黎皓宜(ViuTV)
雷門中學一年級，位置DF/GK，背號15號。
男性，有著一頭近肩藍綠色長髮。
於動畫第21集登場的雷門中學的轉學生，擁有天才般的能力但踢法卻相當粗暴。
被鬼道發現狩屋本身擁有著很強的平衡能力，而且本人移動速度也很快。
由於不信任他人，初登場時表面裝作溫和乖巧，隱藏自己真實的一面。實際上個性調皮有點粗暴，會做出惡作劇的行為，但本性溫柔且不服輸。也有毒舌的一面，還有招式命名的品味似乎很差。一開始只對坦率單純信任自己的天馬較為友善，但也包含偽裝自己本性的演技。
最初用說謊跟偽裝來隱藏喜好的踢法，但被霧野看穿而指責踢法粗暴因此開始敵視他。在對秋空挑戰者的練習賽中，離開自己的位置而跑去搶霧野與對手爭的球，還有假裝失誤衝撞霧野，並且在撞倒他後，做出故意大力踩他的腳的殘忍行為。使其他夥伴與霧野產生不合，還在比賽中對霧野謊稱自己是源種選手而一度讓霧野相當執著於他。
不喜歡夥伴這種東西，所以也不太願意融入足球部中，但對足球的喜愛是真實的，而且相當的不服輸。他認真比賽的模樣讓霧野的消除對他的困惑而願意相信他。並且一起合作突破月山國光的戰術，此後隨著霧野表明信任自己的態度而開始改變。
十一歲時，因為父親生意失敗難以撫養他，而將他送到瞳子開的陽光育幼園，讓他的心因此封閉起來，不過此時也展現對足球的熱情，於是讓瞳子將他轉學到雷門中學，希望能改善他的狀況。
原本因霧野的指責而很討厭他，因此針對霧野做些過分的事。但其後在月光國中一戰霧野選擇相信他之後和解，雖然嘴上逞強但實際變得相當信任霧野，也變得比較開放不隱藏本性。可以說霧野是令狩屋變得信任他人的主因。
最怕的東西是蛇。
於GO系列的人氣排名排第二名。
在GO3遊戲版能夠選用為地球代表的一員
必殺技為「獵人之網 → 獵人之網V2」
神聖之路
全國大賽
- 第一戰-月山國光中學

多次施展「獵人之網」但遭「戰術迴圈」第三型態(一直線)破解。之後與霧野合作一起突破他們的戰術。
- 第三戰-木户川清修中學

連續三次截走總介的球。
- 第五戰-新雲學園

施展「獵人之網」但與天城的「亞特蘭提斯之壁」一起被雨宮的「閃耀之力」瞬間突破並貫穿三國的「蓋亞之指」被拿下第二分。
第二期：時空之石篇
原被大介選中出發時空旅行的十一人，卻因看到霧野的煩悶，而向大介訛稱自己胃痛，把機會讓給霧野。及後，於三國篇加入雷門隊。對次世代少年之戰中屬於埃爾多拉特小隊

#### 影山 輝（）
聲：藤村歩；台：錢欣郁；港：陳琴雲→吳羨婷(TVB)、黃穎誼(ViuTV)
雷門中學一年級，位置FW，背號16號。
有著藍紫色像是葡萄髮型和一對充滿特色瞳孔的男性選手。
於動畫第24集與月山國光對戰結束後加入的球員。為前帝國學園總帥影山零治的姪子，剛開始因為知道自己的伯父對雷門中學做過不好的事情而一度不太敢報上自己的姓氏，不過在圓堂等人的認同下而順利加入球隊。
雖然是個只有兩個月的足球經驗的初學者，但卻擁有很快就學會的天份，擅於觀察對方的動作後，而藉此提升自己的技術。
在就連加入比賽的錦都無法完成的雙翼衝擊而無法突破絕對障壁的情況下，由於發揮了自己的天份及踢球的力量，成功完成「雙翼衝擊」而得分。
在GO3遊戲版能夠選用為地球代表的一員
必殺技「擴充領域」
神聖之路
全國大賽
- 第二戰-白戀中學

在與龍馬更換位置以後，第一次就令雙翼衝擊成功使出，並射入其門成為了自己在加入雷門後的首次入球。
- 第四戰-幻影學園

代替倉間上埸，並成功用新必殺技「擴充領域」射入球門。
第二期：時空之石篇
被大介選中出發時空旅行的十一人，與天馬一行人來到聖女貞德的時代，而後也有前往坂本龍馬所在的幕府時代與亞瑟王世界。對次世代少年之戰中屬於豪炎寺小隊。

#### 菲・魯恩（）
聲：木村亞希子；陳貞伃；黃昕瑜(TVB)、黃穎誼(ViuTV)
第二季動畫首次出現，為本季動畫男主角。
來自200年後的未來少年，位置是FW/MF，背號11號。在比賽中展現高超移動與跳躍能力，如同兔子一般。
一開始在阿爾法抹滅天馬的足球時出現，與天馬組成一支由天馬擔任隊長的隊伍，並命名為「天馬隊」，為了阻止企圖消滅足球的神秘未來組織「埃爾多拉特」，一同與天馬向未來的敵人進行挑戰。
在第二季動畫第1集與「奧美迦協定隊」的初戰中，叫出九個分體與天馬組成隊伍，但根據本人所說這只是化身中的「其中一種」。
根據菲所說，歷史被修正和成形是需要相當時間，因此距離修正時間愈近愈容易再度修正回來。同時了解到歷經多次修正的歷史會愈來愈難修正。
在第二季動畫第6集中，埃爾多拉特議長覺得他具有相當的威脅性而命令貝塔把他封印，雖然被圓堂守使出黃金神掌V所救，但不幸圓堂守反被貝塔捕捉並封印。
第32集中向嗶克說出因為被自己的父母討厭而被他們拋棄。於動畫第34集首次同時使出極限合體和化身武裝。
菲原來是進化世代(FEIDA)的一員，被薩魯消除身為次世代少年的記憶後送來天馬的身邊。但是他本性是不會說謊的孩子，所以喜愛足球的那一部分是被留下來的，變成一個普通喜歡足球的孩子。
第41集對扎隊的比賽中受薩魯的影響而恢復記憶，替扎隊得了一分之後於下半場離隊，導致鬼道小隊以十人迎戰。
第44集以卡魯隊隊長身分出場，且在場上的表現優於之前，下半場時被薩魯的要求，強迫他使出念動波，使得豪炎寺小隊所有隊員倒地，比賽結束後昏迷於球場上，後被支援者X救走。
第46集支援者X向菲表明他是菲的親生父親，名叫阿斯雷·魯恩，之後黃名子也向菲表明她是菲的親生母親，同時站在一旁的雷門隊員們也一同邀請菲回到他們身邊，菲因此而受到感動，發覺他有一群陪在他身邊的夥伴，並替天馬一群人將變成石頭的圓堂守從進化世代取回。
第47集重回天馬身邊，成為超時空風暴的一員。
菲的父親就是支援者X-阿斯雷·魯恩，母親就是菜花黃名子。
必殺技為「彈躍之兔」、「極致之兔」(天馬)
極限合體
- 霸王龍

髮色轉為粉紅色且髮型改變，眼睛轉為紅色，強行過人時會出現爪子特效。個性與處事態度更加的激烈、大膽，力量也變的更加強大。
必殺技為「古代之牙」
- 比(嗶)古

恐龍王者之子，外貌和與一般霸王龍合體的菲並沒有太大的差異，但是頭髮和眼睛顏色為深藍色。
必殺技為「王者之牙 → 王者之牙•改」、「最強十一人波動」(超時空風暴隨機2人，註:要時空最強的十一人的極限融合)
菲的化身
- 光速鬥士 羅賓（光速鬪士ロビン) 

有免耳的人型化身，雙手手臂戴著藍色鎧甲。
人獸型臨屬性射門化身。第34集初次登場，其實很久以前菲已經可以使用化身，但因為菲討厭這個化身而一直隱藏這件事並從不使用化身。
化身技為「滿月衝擊」
菲的化身武裝
於34集使出化身的同時也進行極限合體，之後再同時使出化身武裝，全身散發著藍色光芒，有著極快的移動速度與爆發力。
- 菲的分體（デュプリ）

如同複製人的化身，能將分體分化成多數隊員補足隊伍人數上的空缺，但會讓本人體力極速消耗，所以非必要時都不會使出分體，就可以使力量集中。其分化的每位分體模樣都不同。分體是透過主人遠程遙控來行動的，要是主人看不到就沒有辦法。
分體是從絕對的孤獨中所誕生的力量。
瑪邱斯（マッチョス）
聲：泰勇氣；麥皓豐
位置GK
必殺技為「極致胸膛 → 新˙極致胸膛」
斯邁爾（スマイル）
聲：折笠富美子
位置DF
史特羅（ストロウ）
聲：奈良徹
位置DF
必殺技為「分形幾何大廈」(沃利、疊胖)
沃利（ウォーリー）
聲：岩崎了
位置DF
必殺技為「分形幾何大廈」(史特羅、疊胖)
疊胖（デブーン)
位置DF
必殺技為「分形幾何大廈」(史特羅、沃利)
Chibitto（チビット）
聲：藤村歩
位置MF。
曼特（マント）
聲：高垣彩陽；何寶珊
天馬隊的女性選手，位置MF，背號7號。
有個像斗篷般的髮型。
多利露（ドリル）
位置MF。
奇莫郎（キモロ）
聲：小林優
位置FW。

#### 菜花 黃名子（）
聲：悠木碧；錢欣郁；何璐怡(TVB)、陳子瑩(ViuTV)
女性，一年級，FW/DF，極限合體之後則擔任自由人，10號→78號（OP3裡得知），於動畫第二季第18集登場。
在天馬一行人從戰國時代回到現代時發現的雷門成員，為雷門中學球隊在系列中首位正規女隊員。能擔任各種不同位置（GK以外的位置都能擔任）。
據她所述與劍城比賽誰才是雷門王牌前鋒時她一步之差贏了，故拿下劍城王牌前鋒之名，但因為不喜歡號碼所以未取走球衣。個子嬌小纖細但運動神經與反應力很高，加上能擔任各種位置的優秀足球技巧，能與劍城不相上下的踢球。從她在中世紀法國篇對足球的形容，可以看出是名熱愛足球的少女，口頭禪為: Cheese!。另外，她有著相當Q彈又柔軟的臉蛋（此特徵來自遊戲介紹）。
對於她是從那裡來的，還有怎樣加入雷門中學，到目前為止尚未明朗，直到與次世代之子的決戰前，基於情勢所逼只好把事情的真相全部告訴菲。菲推測她是因為時空悖論而出現的，埃爾多拉特表示她正常情況來講不會出現，似乎是某個人特意放在時間點上。其後埃爾多拉特調查她的真實身分卻一無所獲，似乎某人將與她相關的時空歷史給隱藏起來，但是她的行動確實對雷門有著各式各樣的影響，因此埃爾多拉特推斷她可能是與雷門有著很深關係的人物。
講話有岡崎腔，性格天真爛漫，與誰都能好好相處，對於初次見面的人也能打成一片，意外敏銳能察覺他人的情緒。在有些天然的形象下卻隱藏強烈地守護重要事物的決心。本人完全不在乎性別問題，在男性隊友面前脫衣也不在意。雖然她的出現令天馬們吃驚，但是很快就因為足球及天生性格被天馬他們接納。
真實身分是菲的親生母親，正確來說是菲的母親在年輕時的身分，為了守護菲與改變歷史，阿斯雷·魯恩到過去見她並告訴她實情，希望她能夠做為一個母親來保護菲，而送去現代成為雷門的一員。之所以無法拜託長大後的黃名子似乎是因為在未來27歲生下菲後，黃名子就去世了。待菲本人到過去見到懷孕期間的黃名子，黃名子本人說她會努力見到嬰兒的菲。
必殺技為「立黐黐黃粉餅」、「烤麻糬龍捲」、「烈焰龍捲風TC」（天馬&劍城）（劇場版登場。）
第二期：時空之石篇
在天馬一行人從戰國時代回到現代時，發現的雷門成員，曾與劍城比賽誰才是雷門王牌前鋒時她贏了，故拿下劍城的10號球衣及王牌前鋒之名。因向大介自薦與貞德合體，故被大介選中時空旅程的十一人的一員。雖是女性但不遜於男性的優秀足球技巧讓她成為被大介選中的十一人穿梭各種時空。
在恐龍時代白堊紀時對菲表現出一部分隱藏在內心的想法，並鼓勵菲發揮出全力。
在幻想時代被黑騎士控制的王者之龍（天王巨龍）抓走並作為人質。但見到王者之龍的眼神，明白她被控制的痛苦。直到最後都信任王者之龍的溫柔心意與聖劍一同解救了王者之龍。復原的王者之龍看透黃名子對所有人隱藏的想要守護所愛之人的決心，告訴她只有溫柔是不夠的，並指出連黃名子本人都沒有發覺的對菲的親情。告知黃名子要守護所愛之人除了溫柔與愛還需要強大以及智慧。為了回報黃名子解救自己的這份溫柔善心，王者之龍給予黃名子自己的力量與智慧令其極限合體，希望能幫助她守護所愛之人。對次世代少年戰中屬於鬼道小隊。
在GO3遊戲版能夠選用為地球代表的一員
黃名子的化身
- 曉之巫女 天照大御神（暁の巫女アマテラス）

人型火屬性防守化身。
化身技為「光輪之矢」
黃名子的化身武裝
於第41集成功學會了化身武裝
極限合體
- 霸王巨龍 （天王巨龍/マスタードラゴン）

必殺技為「閃閃亮亮幻象」

#### 青山 俊介（）
声：高垣彩陽；錢欣郁；周倚天(TVB)、梁倩蘅(ViuTV)
位置MF，背號12號（候補隊伍是6號）。黑髪而且有著斜分的前髪，屬林。
雖然給人靠不住的感覺，但卻擅於傳球。和七助一樣在不得已的狀況下離隊，不過也很擔心球隊狀況。動畫第19話再次加入球隊當候補。他一直希望能夠參與正式比賽，所以經常和七助到球場進行訓練。
在Wii版中沒有辦法使用
必殺技為「極速轉身」、「魔幻交叉」(一乃)
神聖之路
全國大賽
- 第四戰-幻影學園

再次加入後，首場參與正式比賽，並因經常和七助到球場進行訓練，所以成功使出神童的必殺技「急速轉身」。
- 第六戰-聖堂山國中

與一乃一起使用帝國的必殺技「魔幻交叉」突破巨龍聯隊的後衛。
第二期‧時空之石篇
對次世代少年之戰中屬於鬼道小隊

#### 一乃 七助（）
聲：折笠富美子；陳貞伃；周良鴻(TVB)、王夢華(ViuTV)
原候補隊的隊長。位置MF，背號13號（候補隊伍是9號），屬風。
一頭灰髮並且有著紅色的鬢髮。原本不想離隊，但眼見許多人離開，在不得已的情況下離隊。不過還對球隊狀況相當在意。動畫第19話再次加入球隊當候補。他一直希望能夠參與正式比賽，所以經常和俊介到球場進行訓練。
必殺技為「魔幻交叉」(青山)
神聖之路
全國大賽
- 第六戰-聖堂山中

再次加入後，首場參與正式比賽。與青山一起使用帝國必殺技「魔幻交叉」突破巨龍聯隊的後衛。
第二期‧時空之石篇
對次世代少年戰中屬於鬼道小隊

#### 球隊經理
空野 葵
聲：北原沙彌香；台：錢欣郁；港：余欣沛→林芷筠(TVB)、黎皓宜(ViuTV)
球隊經理，一年級，為本作中重要的女性角色。留著藍色短髮，水藍色的瞳孔。個性相當溫柔開朗。和天馬就讀同一間小學，得知天馬有意加入足球部後，便希望可以成為球隊經理人。在天馬的初賽以後，和他以及西園三個人一起進入足球隊。是天馬跟信助的好朋友。而且經常在天馬迷惘時鼓勵他。
時空之石篇：在亞瑟王的童話故事世界中，當天馬又再一次對於自己是否有能力擔任隊長時鼓勵天馬，並說他經常改不了把事情收在心底的做法。
銀河篇：服裝改為長袖，也留了較多的劉海，髮型與前作相比也更為成熟。
瀨戶 水鳥
聲：美名；台：孫若瑜；港：鄭麗麗(TVB)、梁倩蘅(ViuTV)
球隊經理，二年級。紅色長髮、頭上的髮結是她的魅力之處。雖然常和錦爭吵，但其實兩人相當要好。是一名古裝劇愛好者。
山菜 茜
聲：内藤千晶；台：陳貞伃；港：成瑤孆(TVB)、姜嘉蕾(ViuTV)
球隊經理，二年級。紫色眼睛看起來有點無精打采、有著淺杏色的頭髮且留著兩道辮子，脖子上總是掛著一台粉紅色的相機。非常喜歡神童，稱呼神童為「小神」，並且常常幫他拍攝照片。

#### 離隊球員
南澤 篤志（みなみさわ あつし/Minamisawa Atsushi）
聲：梶裕貴；港：梁偉德(TVB)、郭浩勤(ViuTV)
雷門中學三年級，位置FW，背號10號。
參考月山國光中學。
小坂元成（こさか もとなり/Kosaka Motonari）
聲：四宮豪；港：張方正(TVB)、簡懷甄(ViuTV)
原雷門足球社隊員。位置DF。背號5號。其特徵是淺綠色的頭髮。加入足球部不是因為喜愛足球，而是為了更容易考入大學。與漆黑騎士團比賽結束後，因為對第五院的作風感到恐懼，所以退出雷門足球部。
水森龍也（みずもり たつや/Mizumori Tatsuya）
聲：古島清孝；港：李震權(TVB)、郭浩勤(ViuTV)
原雷門足球隊隊員。位置MF。背號8號。特徵是抹茶色向後的頭髮，褐色皮膚。在與漆黑騎士團比賽時下半場中途離場。比賽結束後，離開了雷門足球部。離開時被天馬阻擋去路，結果拉着天馬的袋，把他摔向地下。

### 候補隊(雷門中學候補隊)
集結起雷門足球隊以外候補選手的隊伍。在天馬入隊前就被劍城給打的遍體鱗傷。
動畫第41話中，全員前往天地球場觀看雷門與聖唐山的比賽。
一乃 七助（いちの ななすけ）
雷門中學二年級，位置MF，背號9號。
參考雷門中學足球隊。
青山 俊介（あおやま しゅんすけ）
雷門中學二年級，位置MF，背號6號。
參考雷門中學足球隊。
虻山 保（あぶやま たもつ）
声：古島清孝；台：陳幼文；港：劉奕希(TVB)、簡懷甄(ViuTV)
位置GK，背號1號。球隊中的巨漢、有著一頭藍色的爆炸頭並且戴著黃色的頭帶，同樣也是被劍城京介打傷並且退出球隊的成員之一。
向坂 悟
声：梶裕貴；台：錢欣郁；港：陳灝瑋(TVB)、楊樂瑤(ViuTV)
位置DF，背號2號，同樣也是被劍城京介打傷並且退出球隊的成員之一。
森杉久(もりすぎ ひさし)
聲：港：張方正(TVB)、陳漢祺(ViuTV)
位置DF。背號3號。有三白眼、虎牙的特徵，同樣也是被劍城京介打傷並且退出球隊的成員之一。
桃山 我聞
声：戶松遙；港：劉惠雲(TVB)、張振熙(ViuTV)
位置DF，背號4號，同樣也是被劍城京介打傷並且退出球隊的成員之一。
星野 隆平
声：小林優；港：黃積權(TVB)、黎皓宜(ViuTV)
位置DF，背號5號，同樣也是被劍城京介打傷並且退出球隊的成員之一。
梨巣野ケン太（りすの けんた）
位置MF，背號7號。同樣也是被劍城京介打傷並且退出球隊的成員之一。
茂日 寛太
声：奈良徹；港：巫哲棋(TVB)、梁皓翔(ViuTV)
位置MF，背號8號，同樣也是被劍城京介打傷並且退出球隊的成員之一。
吉良 周吾（きら しゅうご）
声：金野潤；港：胡家豪(TVB)
位置FW。背號10番。有著一頭直立的深綠色頭髮，同樣也是被劍城京介打傷並且退出球隊的成員之一。
石狩雷太（いしかり らいた）
聲：港：李鎮然(TVB)、周倚天(ViuTV)
位置FW，背號11號。小麥色的肌肉體質、紫色長瓣髮的特徵，同樣也是被劍城京介打傷並且退出球隊的成員之一。

### 雷門中學關係者
金山 鄉造
声：小室正幸；台：陳幼文；港：朱子聰(TVB)、楊耀泰(ViuTV)
雷門中学現任理事長。
有著黑眼圈而且一頭白髮，身材很胖且看似邪惡。強迫久遠要改革足球社否則要讓他辭職，似乎和「第五部門」有關係。企圖與劍城一起廢掉雷門足球隊。
在榮都學園一戰中，由於雷門不服從第五部門的指示，使得自己的陰謀成功，而能將久遠給趕走，但沒想到這個舉動卻引來了更大的威脅，而讓雷門足球隊十年前的隊長‧圓堂守有機會進入雷門中學帶領新一代的雷門十一人。
在劇場版《究極之絆 獅鷲獸》中，圓堂守離隊後，還企圖將雷門十一人引去神之伊殿。
後來出場機會大幅變少了。
冬海 卓（ふゆかい すぐる）
声：四宮豪；台- 賀宇傑；港：古明華→葉振聲(TVB)、簡懷甄(ViuTV)
雷門中学現任校長。
前作中以帝國學園間諜身份潛入雷門中學當教師兼雷門足球隊教練，後因為被發現而遭警察逮捕。但不曉得如何成為雷門中學校長，似乎和金山有狼狽為奸的關係。
和前作相比來得老態，頭髮也變成白色，而且更加狡猾。
後來出場機會大幅變少了。
雷門 總一郎（らいもん そういちろう）
声：阪口候一；台：陳幼文；港：張炳強(TVB)、陳漢祺(ViuTV)
圓堂夏未的父親。雷門中学的前任理事長。外表長的像是羅貝托巴吉歐且戴着眼鏡。與前作相比，不但鬍子長長而且服裝更拉風，也將眼鏡換成墨鏡。因不明原因似乎被第五院的組織使用手段辭去理事長一職。現在則是反抗軍組織的一員，與響木一起將帝國學園地下做為活動據點。
現在因為圓堂和夏未結婚的關係而成為了圓堂的岳父，圓堂會稱總一郎為爸爸。
火來 伸藏（ひらい しんぞう）
声：稻田徹；台：陳幼文；港：陳永信(TVB)、張振熙(ViuTV)
雷門中學的前任校長。與前作相比，頭髮更白。因不明原因似乎被第五院的組織使用手段辭去校長一職。現在則是反抗軍組織的一員，與響木一起將帝國學園地下做為活動據點。
於第二期第四集得知再度擔任雷門中學的校長。
角馬 歩（かくま あゆむ）
声：古島清孝；台- 陳幼文；港：巫哲棋(TVB)、陳漢祺(ViuTV)
擔任雷門中學足球隊的播報員，平頭且戴的厚厚的眼鏡，有跟西園一樣的鼻子和臉腮，是角馬圭太的弟弟，角馬王將之子。
古株（ふるかぶ）
声：麻生智久；台- 陳幼文；港：黃子敬(TVB)、楊耀泰(ViuTV)
雷門中學的工友，有著像是瑪利歐的大鼻子，身材魁武的大叔。
前作中擁有擔任「閃電大蓬車」司機、「閃電噴射機」機長、雷門十一人比賽的裁判。
和前作相比頭上的帽子改成紅色。

### 雷門足球隊隊員的親友
佐助（サスケ）
声：佐藤健輔／佐佐木日菜子（幼年）
天馬的寵物狗、被養在「枯木莊」中。在『閃電十一人3 邁向世界的挑戰 王牙篇』中也有登場。
小時候被天馬所救，並且也因此讓天馬被豪炎寺所救而讓他想要進入雷門中學，是天馬的好朋友。
因為已經是老狗，所以平常都懶洋洋而沒什麼活力。
三國之母
声：田野惠；台：錢欣郁；港：沈小蘭(TVB)、黎皓宜(ViuTV)
三國太一母親。因為丈夫不在而一手養大太一。由於不曉得現在足球的狀況，所以認為太一進入反抗期才不找她看比賽。不過在太一小時候，她被太一的隊友稱作是「勝利女神」。天河原中學戰中再次前往觀戰、並且因為雷門獲勝，再次成為太一的勝利女神。
劍城 優一（つるぎ ゆういち）
声：前野智昭；台- 陳幼文；港：胡家豪／袁淑珍(12歲)(TVB)、楊耀泰／王夢華(12歲)(ViuTV)
劍城京介的哥哥。留著後梳型藍髮、嘴角有一顆痣。
小時候因一場意外，為救弟弟‧京介造成腳傷而連步行都成問題並且住院。和弟弟性格不同，個性非常沉穩溫柔、不僅不恨弟弟讓他變成這樣、而且還希望他繼續踢球。
起初不曉得弟弟加入「第五院」的事情，但在帝國學園戰中，因為很在意京介沒有出賽的事情而跟蹤他，結果在偶然間聽到京介與黑木的對話而知道真相。於是大力斥責服從「第五院」的弟弟背叛了他最喜歡的足球，因此讓京介決定出賽，然後在電視上看到京介努力的表現後而感到心滿意足。
在動畫版，天馬第一次遇見優一，就是尾隨京介到醫院。
於聖堂山一戰前，獲得石戶修二的協助，能夠動手術。
優一的化身
- 魔戰士 潘多拉剛（魔戦士ペンドラゴン）

人型無屬性射門化身。長得和「'聖騎士 亞瑟」相似。
化身技為「ソウル・ブリンガー」(動畫未登場)
優一的化身武裝
修(シュウ)
声：澤城美雪；港：沈小蘭
位置FW，背號11號。有著褐色肌膚和黑色短髮，然後又有兩道紅白色交雜的前髮。
參考神之伊甸

### 前代閃電十一人關係者
圓堂 守（えんどう まもる）
声：竹內順子／台：何志威／港：黃啟昌、伍秀霞（10年前）(TVB)、姜嘉蕾(ViuTV)
原雷門中學足球隊兼日本代表「閃電日本隊」隊長及守門員，同時亦是雷門足球社的創社三人之一。24歲（前作是國中2年級），屬山。
原是職業選手，由劇場版小説中得知因為圓堂在進行比賽時手部受傷而回到日本，現在擔任雷門中學足球社的教練，初登場於動畫第5話末段，之後收到久遠道也的電話，要求及通知他到雷門當教練，於動畫第7話因久遠辭職而代替第五部門所派遣的人選而正式成為雷門中學的教練。
深愛足球的熱血漢子，在知道因為「第五部門」的管理而喪失霸氣的雷門十一人的事情後，而想要讓他們回復成以前的雷門十一人。現在因為相信遵守「第五部門」勝敗的隊員一定會有想要贏的願望，所以就算是自己提案的特訓只有天馬和信助來時，也還是相信全隊隊員會出席。另外對隊員們，無論是誰都一視同仁而相當照顧他們，就算是面對痛恨自己隱藏敵意的劍城也依舊熱情的對待他。
和前作相比雖然外表及個性差異不大，但比以前更加成熟冷靜，就算面對發怒的劍城直接以必殺技迎面襲來的射門依然滿臉笑容地將頭微微閃過其射門，對於「第五部門」的權威更是毫不在意，一心一意只想讓雷門找回對足球的熱情。
跟過去的閃電十一人一樣，現在圓堂他的存在也成為了雷門十一人的精神支柱，每次他都會給予足球社的社員們一番激勵的話與來振奮他們的精神，在圓堂辭職離去以後從隊員們精神失落可知。
相當信任隊員的實力，尤其是天馬，二度給天馬擔任雷門的守門員，後來甚至和神童把雷門隊長的職務交給天馬。
在動畫第27話裡，因為從吹雪那邊得知「神之伊甸（ゴッドエデン）」島的事情而辭去雷門足球部教練一職並且跟吹雪、風丸、壁山及不動一起去進行調查並且讓鬼道接替他的職位。
在動畫第40話裡歸隊，除了重新執掌教練一職外，並且也命令天馬代替因傷離隊的神童成為隊長。
稱呼響木正剛作「響木先生」，而稱呼久遠道也和吉良瞳子也和前作一樣，分別稱呼「久遠領隊」和「吉良領隊」。(ViuTV版稱呼為教練)
在時空之石篇中，天馬與法爾為了避免被修改的命運前往十一年前找他加入天馬隊，當時圓堂才剛申請成立足球部而已。返家路上遭遇阿爾法的襲擊，天馬等人跟上後了解狀況，並與天馬隊一同迎戰奧美迦協定隊。比賽開始不久後，便使出「黃金神掌」接著阿爾法的普通射門，其後並成功使出化身「魔神葛雷特」和化身技「葛雷特神掌」成功擋住阿爾法的「射門指令01」。與奧美迦協定隊比賽完結後與天馬分別，分別前與天馬約定一定要繼續踢足球。天馬提到這時的圓堂為13歲，故一年級。
在第二期動畫第6話中，為了拯救法爾而使出上帝之手V，最後被貝塔捕捉並封印，下落不明。其後回到現在的時侯經音無春奈說出他已經死於交通意外，但是天馬相信他一定未死。
在第二期第17集中從議長口中提到，圓堂守變成時空之石（紫色），並在其手中。打算透過圓堂的精神，企圖威脅雷門足球部。
後被阿斯雷·魯恩奪走，交給進化世代(FEDA)。
在第二期第47集被薩魯看見兼不阻止法爾情況之下拿回時空之石（紫色），之後成功把他救回，並重新成為超時空風暴隊的教練。
於GO系列的人氣排名排第十名。在GO3遊戲版能夠選用為地球代表的一員
必殺技為「閃電爆破」(鬼道&豪炎寺)、「黃金神掌V」、「奧米加之手」、「億萬噸頭鎚」。
圓堂的化身
- 魔神 葛雷特（魔神グレイト）

人型山屬性射門化身。有著金黃色的巨大身軀和紅色的頭髮，外型就宛如圓堂施展「魔神之手」時背後出現的魔神。不過圓堂能使出化身也有可能只是平行世界的共鳴現象。
化身技為「葛雷特之手」
圓堂的化身武裝
鬼道 有人（きどう ゆうと）
參考帝國學園。
豪炎寺 修也(ごうえんじ しゅうや)
參考第五院。
風丸 一郎太（かぜまる いちろうた）
声：西墻由香／台 ：孫若瑜／港：關令翹(TVB)、馮詠恩(ViuTV)
原雷門中學足球隊副隊長、外星學園隊伍-黑暗帝國隊的隊長兼日本代表「閃電十一人」選手，當時位置是MF。背號2號。24歳（前作是國中2年級），屬風。
和前作相比，將後面的頭髮放了下來，打扮很像是前作的英國隊選手--愛德華。目前則是擔任職業足球選手。
於動畫43話、『劇場版閃電十一人GO 究極之絆』登場。
於GO系列的人氣排名排第十二名。在GO3遊戲版能夠選用為地球代表的一員
必殺技為「疾風衝刺」、「風神凌舞」、「深淵叢林」（壁山、佐久間）、「皇帝企鵝2號」（鬼道、不動）。
壁山 塀吾郎（かべやま へいごろう）
声：田野惠／台 ：何志威／港：李錦綸(TVB)、鄧晟均(ViuTV)
原雷門中學足球隊兼日本代表「閃電日本隊」選手，當時位置是DF。背號3號。23歳（前作是國中1年級），屬山。
和前作相比，頭髮更大而且還留著鬍子，並且穿著修理工人的服裝。感覺起來頭大身體小。目前則是擔任職業足球選手。
於動畫43話、『劇場版閃電十一人GO 究極之絆』登場。在GO3遊戲版能夠選用為地球代表的一員
必殺技為「鋼牆鐵壁」、「山岳鐵壁」、「深淵叢林」（風丸，佐久間）
染岡 龍吾（そめおか りゅうご）
聲：加瀨康之／台 ：何志威／港︰陳卓智(TVB)、周倚天(ViuTV)
原雷門中學足球隊、外星學園隊伍-黑暗帝國隊兼日本代表「閃電日本隊」選手，同時亦是雷門足球社的創社三人之一，當時位置是FW。背號17號。24歳（前作是國中2年級），屬火。
現在在義大利擔任職業足球選手，受錦 龍馬所仰慕而被他稱為師傅。在木戶川清修戰中，出現在雷門中學面前並且教導錦 龍馬使出化身。
和前作相比，頭髮長了些並且往後梳以及皮膚更黝黑外，而且也穿上一套白色西裝。在GO3遊戲版能夠選用為地球代表的一員
必殺技為「青龍咆哮」、「翼龍怒吼」、「暴龍屠殺斬V3」、「最終死亡領域」(吹雪&浩人)
染岡的化身（動畫未登場）
- 戰國武神 武藏(戦国武神ムサシ)

人型山屬性射門化身。身穿武士鎧甲，並披著藍色的披風及手持兩把日本刀。
化身技為「武神連斬」
半田 真一（はんだ しんいち）
配音：下野紘（日本）；袁淑珍（香港）
原雷門中學足球隊、外星學園隊伍-黑暗帝國隊隊員，同時亦是雷門足球社的創社三人之一，當時位置是MF，背號6號。24歳（前作是國中2年級）。
和前作相比、茶褐色的頭髮較為向外延伸。
現在則是擔任小學生足球隊「閃電KFC」的教練並且因為簡單易懂的教學，而深受孩子們歡迎。
音無 春奈（おとなし はるな）
声：佐佐木日菜子／台 ：陳貞伃；港：詹健兒(TVB)、梁瑞芬(ViuTV)
原雷門足球社兼日本代表「閃電日本隊」經理人。23歳（前作是國中1年級）。
和前作相比，同様戴著紅色的眼鏡，頭髮稍微長長。現在雷門中學教師兼足球隊顧問。
雖然有大人般的冷靜但也有直接的一面。
木野 秋（きの あき）
声：折笠富美子／台 ：錢欣郁／港：陳皓宜(TVB)、楊樂瑤(ViuTV)
原雷門足球社兼日本代表「閃電日本隊」經理人，同時亦是雷門足球社的創社經理。24歳（前作是國中2年級）。
和前作相比，前髮較長且沒有別髮夾。現在住在公寓「枯木莊」並擔任管理員一職，是木暮夕彌的鄰居。
和天馬是親戚關係，所以天馬都叫他「秋姐」。在聽到天馬說圓堂擔任教練後，向他表明自己和圓堂曾是同學，但對於已婚的圓堂曾有好感一事尚未交代始末。
和住在美國的一之瀨經常保持聯絡，被天馬說出這件事時還會臉紅。
動畫第21話中，集合枯木莊的居民們組成「秋空挑戰者」而且擔任教練與雷門中學進行練習賽。
動畫第41話中，前往天地球場觀看雷門與聖唐山的比賽，坐在圓堂夏未旁邊。
圓堂 夏未／雷門 夏未（えんどう なつみ）
声：小林沙苗／台：孫若瑜／港：劉惠雲(TVB)、廖欣怡(ViuTV)
原雷門足球社兼日本代表「閃電日本隊」經理人兼校內學生會長。24歳，圓堂守的妻子（光明版限定，前作為國中2年級）。
學園的出資者，也是雷門財閥的老闆、雷門總一郎的獨生女。但目前校內工作、與現任理事金山和冬海的關係尚不明確。
和前作相比，頭髮短了些並且好勝的個性也變得較為親切，但所做的菜依然不太好吃。（圓堂吃夏未煮的菜時必須一直狂想「這是好吃的」）。對於丈夫圓堂，與以前一樣依然稱呼他為圓堂君（粵语版稱呼他為阿守），並且也知道反抗軍的事情，但在圓堂知道前都未向他透露過。
動畫第41話中，前往天地球場觀看雷門與聖唐山的比賽，坐在木野秋旁邊。
在遊戲「閃電十一人GO」第一作光明版設定中，取代冬花為圓堂之妻，於GO系列的人氣排名排第十九名。
久遠 冬花（くどう ふゆか）
声：戶松遥／台 ：陳貞伃／港：羅杏芝(TVB)、王夢華(ViuTV)
原雷門足球社兼日本代表「閃電日本隊」的經理。24歳，圓堂守的妻子（黑暗版限定，前作為國中2年級）。
和前作相比，髮型沒有太大變化，只有將長髮綁了起來，現在在稻妻醫院擔任護士，於第33話出現，負責照顧優一和太陽，也常常為經常跑出醫院的太陽傷腦筋,亦曾照顧及陪伴神童出院到外。
在遊戲「閃電十一人GO」第一作黑暗版設定中，取代夏未為圓堂之妻。
目金 欠流（めがね かける）
声-  日本：加藤奈奈繪／台 ：賀宇傑／港：周良鴻(TVB)、王夢華(ViuTV)
原雷門中學足球社社員兼日本代表「閃電日本隊」記錄員（自稱戰術顧問&必殺技命名員）。
24歳（前作當時是國中2年級生）。職業不明、但熱衷在房間裡玩網路遊戲。
在從久遠那裡知道「第五院」對榮都學園的練習賽指令後，而幫他調查某些事情，並且活用網路的力量查出海王學園的球員們都是種子球員的事情。
目金的化身（遊戲限定）
- 幸運的拉斯維加斯（幸運のラストベガ）

人型風屬性守門化身。長得和「勝負士 骰子男」相似。
化身技為「幸運骰子」
合體化身（遊戲限定）
- 灼熱的赤紅骰子（灼熱のレッドダイス）

人型火屬性守門化身。長得和「勝負士 骰子男」、「幸運的拉斯維加斯」相似。
由「勝負士 骰子男」與「幸運的拉斯維加斯」合體而成的。
化身技為「幸運骰子」
久遠 道也（くどう みちや）
声：東地宏樹；台 ：何志威／港：李錦綸→陳廷軒(TVB)、梁皓翔(ViuTV)
原日本代表「閃電日本隊」教練。和前作相比，鬍子長了點。
FFI世界大賽結束後繼承響木的位置成為雷門中學足球社教練。
因為引起與榮都学園之戰帶來的麻煩，受到理事長的逼迫而辭職。但卻暗地裡與目金連絡，似乎正在策畫某些事情。
在帝國學園之戰後，出現在圓堂等人面前，並且以反抗軍組織一員的身分活動著。
圓堂守對他的稱呼還是和前作一樣稱呼作「久遠 教練」。
響木 正剛（ひびき せいごう）
声：有本欽隆；台 ：賀宇傑／港：葉振聲(TVB)、譚漢華(ViuTV)
原雷門中學足球隊教練。50年前傳說的閃電十一人之一，當時位置是守門員。
和前作相比，鬍子有長長，頭上的頭巾則是換成橘色。
現在則是反抗軍組織的中心人物並且以帝國學園的地下作為活動據點，以下一任的聖帝一職為目標而要發動革命。
在遊戲裏中及動畫44集因雷門中學獲勝成功當選聖帝，在台上宣佈足球不是平等的東西，而是令自己想變強的東西。其後再宣佈第五部門正式解散，令大家可以自由自在踢足球。
圓堂守於本作對他的稱呼為「響木先生」。
必殺技為「黃金神掌」
吉良 瞳子（きら ひとみこ）
声：北西純子／港：黃玉娟(TVB)、黎皓宜(ViuTV)
原閃電大蓬車雷門中學足球隊兼日本後補代表「新生日本隊」教練以及陽光育幼院院長。
和前作相比，個性變得比較溫和，臉上也多戴了副眼鏡。
為基山浩人的義姐，現在依舊經營著陽光育幼院。
由於知道所照顧的孩子正樹經常封閉著內心但卻喜歡足球，於是在動畫第21話讓正樹轉入雷門並且在動畫第24話向圓堂說明他的過去。
圓堂守對她的稱呼還是和前作一樣稱呼作「瞳子教練」。
動畫第41話中，前往天地球場觀看雷門與聖唐山的比賽。
吹雪 士郎 （ふぶき しろう）
声：宮野真守；台：賀宇傑；港：梁偉德(TVB)、成樂怡(ViuTV)
原白戀中學足球隊隊長、閃電大蓬車雷門中學足球隊兼日本代表「閃電十一人」選手，當時位置是FW/DF。背號9。24歳（前作是國中2年級）。
和前作相比，臉孔比較充滿自信，並且也有幾根頭髮倒立起來、然後穿著較為簡便的服裝，顯得更為帥氣。前作稱圓堂為隊長，現在則稱他為圓堂君。
原本是白戀中學教練、但遭到第五部門的放逐，於是以臨時教練的身分加入雷門中學。
被雪村稱作是「吹雪學長」同時吹雪也是指導雪村足球以及「永恆暴風雪」這招的人。
於GO系列的人氣排名排第七名。在GO3遊戲版能夠選用為地球代表的一員
必殺技為「永恆暴風雪」、「狼人傳奇」、「最終死亡領域」(染岡&浩人)
財前 塔子（ざいぜん とうこ）
声：高垣彩陽
原SP護衞隊的首領兼隊長、財前宗助總理的女兒,閃電大蓬車雷門中學足球隊選手，當時位置是MF/DF，背號8號。和以前相比頭髮留長及肩,帽子拿掉了,變得更有氣質。24歳（前作是國中2年級）。
必殺技為「落雷高塔V2」
僅在遊戲版登場,和財前總理一起觀看聖光之路決賽。在GO3遊戲版能夠選用為地球代表的一員
立向居 勇氣（たちむかい ゆうき）
声：立花慎之介／台：何志威／港：李震權(TVB)、廖欣怡(ViuTV)
原陽花戶中足球部（之後成隊長）、閃電大蓬車雷門中學足球隊兼日本代表「閃電日本隊」選手，當時位置為GK/MF。背號20。23歲（前作當時為國中1年級生）。
和前作相比，頭髮有長長、前髪也向右分，聲音比前作更成熟。
現在則是一名職業足球選手。
第37集中登場，春奈為了幫助信助而致電給立向居前來雷門給予信助如何當守門員的建議。
必殺技為「無限之手」、「魔王的巨掌」
綱海 條介（つなみ じょうすけ）
声：阪口周平；港：梁偉德
原大海原中學足球隊隊長、閃電大蓬車雷門中學足球隊兼日本代表「閃電日本隊」選手，當時位置DF/FW，背號4。25歲（前作是國中3年級）
黑皮膚，和前作相比，帶了一副黑色方框眼鏡，由於天馬小時候住在沖繩故認識天馬，當天馬煩惱時，在鐵塔上給予其建議(遊戲版)。在GO3遊戲版能夠選用為地球代表的一員
必殺技為「超級海嘯」、「海洋颶風」、「閃亮波紋」
飛鷹 征矢（とびたか せいや）
声：峰暢也；台：賀宇傑／港︰關令翹(TVB)、唐浩民(ViuTV)
原日本代表「閃電十一人」選手，當時位置是DF/MF。背號7號。
和前作相比，頭上戴上白色頭巾而且身高也長高，但像是老鷹般的髮型卻依然不變。
現在繼承響木在閃電商店街的的拉麵店雷雷軒，並且對受鬼道指導的天城等人請客來為他們打氣，然後也幫作為新教練而工作到很晚的鬼道送菜而給他一些如何指導球員的建議。
必殺技為「真空魔V3」
不動 明王（ふどう あきお）
声：梶裕貴／台 ：賀宇傑／港：李致林、鄧志堅（《劇場版-終極對決》起）(TVB)、梁皓翔(ViuTV)
原真帝國學園足球隊隊長（FFI世界大賽優勝後，轉校至帝國學園）兼日本代表「閃電日本隊」選手，當時位置MF，背號8。24歳（前作是國中2年級）。
和前作相比，從只有一撮毛的龐克頭造型變成長髮造型。
將於動畫43話、『劇場版閃電十一人GO 究極之絆』登場。
必殺技為「皇帝企鵝2號」（鬼道、風丸）。
吉良 浩人/基山 浩人（きら ヒロト/グラン）
声：水島大宙／台：孫若瑜／港：鄧志堅(TVB)、周倚天(ViuTV)
原外星學園終極層級隊伍-創世紀的隊長（當時名為古蘭）兼日本代表「閃電日本隊」選手，當時位置FW/MF，背號18。24歳（前作是國中2年級）。
和前作相比，頭髮相對短了些並且有戴上眼鏡。／
出身於吉良瞳子現在經營的育兒院「陽光育幼院」、也是吉良瞳子的義弟。現在正式變更戶籍到吉良家而成為吉良家正式的養子、以前的姓氏是「基山（きやま）」。現在則是擔任吉良財團的董事長。
第40集中登場現在則是反抗軍組織的一員，與響木一起將帝國學園地下做為活動據點，被賦予調查第五部門財務狀況的任務。
必殺技為「流星之刃V3」、「天空墜擊」、「最終死亡領域」(染岡&吹雪)
綠川 龍次/綠川 龍二（みどりかわ リュウジ）
声：小平有希／台 ：錢欣郁／港：鄧港文(TVB)、楊樂瑤(ViuTV)
原外星學園第二等級隊伍-雙子星風暴的隊長（當時名為雷傑）兼日本代表「閃電日本隊」選手，當時位置MF，背號13。24歳（前作是國中2年級）。
出身於吉良瞳子現在經營的育兒院「陽光育幼院」，現在在浩人的公司擔任秘書。與前作相比，將馬尾束起來，但還是很喜歡使用諺語。
第40集中登場現在則是反抗軍組織的一員，與響木一起將帝國學園地下做為活動據點，被賦予調查第五院財務狀況的任務。
豪炎寺 夕香（ごうえんじ ゆうか）
声：城雅子／台 ：陳貞伃／港：曾佩儀(TVB)、石梓晴(ViuTV)
豪炎寺修也妹妹。
動畫第36話登場。17歲，高中2年級（前作為小學2年級），髮色由棕色轉成粉紅色，但其辮子依然存在。個性有些改變。是少數知道哥哥真正的目的為何的人、與一個人來到河邊空地的天馬相遇而認識。
木暮 夕彌（こぐれ ゆうや）
參考秋空的挑戰者。
亞風爐 照美（あふろ てるみ）
參考木戶川清修中學。
宇都宮 虎丸（うつのみや とらまる）
參考第五院。
佐久間 次郎（さくま じろう）
參考帝國學園。
角馬 圭太（かくま けいた）
声：古島清孝／港：張錦江(TVB)、杜景煜(ViuTV)
前雷門中學足球隊的播報員，現交給弟弟角馬步負責。
動畫第47話登場，現在是電視台的監製，製作了一個節目來訪問雷門中學足球部的歷史。
圓堂 大介（えんどう だいすけ）
声：藤本讓／台：陳幼文／港：陳永信(TVB)、李家傑(ViuTV)
圓堂守的祖父。福岡陽花戶中學出身
之後成為職業足球選手，在60年前的世界冠軍賽代表選拔中，作為一群剛抬頭的年輕勢力的中心人物。50年前，引退後擔任雷門中的閃電十一人教練且有著無敵的戰蹟,同時也是「霸者聖典」的作者「Master D」。
在時空之石第11集被變成時空之石。
在時空之石第50集恢復原狀，但不到一會就像優一一樣消失。
必殺技為「黃金神掌」

### 天馬隊
第四集開始以雷門隊名義出戰。
松風 天馬（まつかぜ てんま）
聲：寺崎裕香；港：張頌欣(TVB)、何凱怡(ViuTV)
天馬隊隊長，閃電十一人GO主角之一，「雷門中學」一年級，位置是MF，背號8號。
參考雷門中學足球隊
菲・魯恩（フェイ・ルーン）（Fei Rune）
聲：木村亞希子；台：陳貞伃；港：黃昕瑜(TVB)、黃穎誼(ViuTV)
來自200年後的未來少年，閃電十一人GO:時空之石主角之一，位置是FW/MF，背號11號。
參考雷門中學足球隊
劍城 優一（つるぎ ゆういち）
声：前野智昭；港：胡家豪(TVB)、楊耀泰(ViuTV)
位置是FW，背號10號。
參考雷門足球隊隊員親友
圓堂 守（えんどう まもる）
聲：竹內順子；港：伍秀霞(TVB)、姜嘉蕾(ViuTV)
參考前代閃電十一人的關係者
克拉克・汪達巴特（クラーク・ワンダバット）
聲：吉野裕行；台：陳幼文；港：胡家豪(TVB)、簡懷甄(ViuTV)
自稱天馬隊教練，通稱「汪達巴（ワンダバ）」，是機械熊。
興奮時顏色會轉為粉紅，平時是藍色。
開口閉口都是本大爺，給人的感覺隨便，但做事時認真，也很有效率。
持有機器，可以將兩個生物進行極限合體，使兩個生物的個性相結合，產生新的姿態。機器上有正負記號，負記號側負責傳輸靈氣，正記號側則是接收靈氣並讓生物變身。
極限合體並不是把真的把兩個生物結合在一起，而是把生物的氣場加附至另一個生物身上，這類似化身武裝將化身附著於身上的概念。
此外，平時天馬隊隊員們進行移動的車是汪達巴仿造閃電大篷車所製成的時空跳躍裝置。時空跳躍也是有條件的，要跳躍到某個特定時空的話就需要做為路標的關鍵物品，辯識物必須是充滿當時當地所在之人強烈情感的物品，例如:舊足球活動室的「足球部」招牌。
另外還有一"汪達巴按鈕"可以改變衣物。
由於圓堂失蹤，汪達巴正式成為教練(本人自稱)，並且帶著天馬隊以及殘存的雷門球員繼續奮戰。其後在第十集暫時將教練一職交給鬼道有人，戰國時代由木下藤吉郎代替、百年戰爭時期由查理7世代替、三國時代由劉備代替、幕府後期由中岡代替、白堊紀時代連翼手龍都要教練的位置，在幻想世界由亞瑟王擔任，每次說要當教練，天馬他們就會要求另外的人。即使雷門與埃爾多拉特合作分成三隊，都是分別由豪炎寺修也、鬼道有人與坂卷擔任教練。在最終決戰的超時空風暴隊的教練還是由回來的圓堂守擔任。

### 時空風暴隊（クロノストーム）
- 為了對付進化世代(FIDEA)的強大力量，天馬一行人組成由圓堂大介的霸者的聖典內所寫的「時空最強十一人」的力量，人選由大介選定，大部分均來自雷門的球員。
- 由於時空穿越造成的影響，故菲提議以11人進行時空跳躍。後經阿爾諾博士改造大篷車後可13人進行時空跳躍。
- 公式人員為松風天馬、劍城京介、神童拓人、霧野蘭丸、西園信助、托普、菜花黃名子、錦龍馬、菲·魯恩、雨宮太陽（動畫&熱風）、扎納克‧阿巴洛尼庫。領隊為圓堂守
- 最終決戰時全員皆可同時使用極限合體與化身武裝。
- 時空風暴戰術（必殺タクティクス）

榮光巨陣(グランドラスター)
能很快地進入敵陣
松風 天馬（まつかぜ てんま）
十之力亞瑟王的擁有者，位置MF，背號8號。亦是時空風暴的隊長。
劍城 京介（つるぎ きょうすけ)
六之力沖田總司的擁有者，位置FW，背號10號。
神童 拓人（しんどう たくと）
一之力織田信長的擁有者，位置MF，背號9號。
西園 信助（にしぞのしんすけ）
四之力劉備的擁有者，位置GK，背號20號。
霧野 蘭丸（きりの‧らんまる）
二之力聖女貞德的擁有者，位置DF，背號3號。
錦 龍馬（にしき りょうま）
五之力坂本龍馬的擁有者，位置MF，背號14號。
菜花 黃名子（なのばな　きなこ）
九之力霸王巨龍的擁有者，位置DF，背號78號。
以上成員參考雷門中學足球隊
菲·魯恩（フェイ・ルーン）
八之力恐龍王者之子嗶克的擁有者，位置MF，背號11號。
參考雷門中學足球隊
雨宮 太陽（あめみや たいよう）
三之力諸葛孔明的擁有者，位置MF，背號18號。（動畫&熱風）
參考新雲學園
扎納克‧阿巴洛尼庫（ザナーク‧アバロニク）
十一之力巨大颱風克拉珍的擁有者，位置FW，背號99號。
參考扎納克領域
托普（トーブ）
聲：鈴木晶子；港：雷碧娜(TVB)、梁瑞芬(ViuTV)
七之力翼龍老爸的擁有者，雷門在大恐龍時代遇到的男孩，位置DF，背號21號。
實際是200年後的未來人，由於那個時代的時空穿越技術不是很發達，經常發生意外，而他就是在一次意外來到原始時代，發生事故時，父母警急之下將他放進救生艙逃脫，然後隨著時間波動，來到了白堊紀。由翼龍老爸養育，透過救生艙的設備學習人類語言。懂得聽恐龍們的說話。後來自己要求加入雷門成為其一員。
托普的化身
- 太古戰士 獵豹戰神(太古の戦士ジャガウォック)

人獸型風屬性防守化身。輕妙之身能輕鬆翻弄對手，巨大茅槍一旦投擲，幾乎無一不中。
化身技為「狩獵之矛」
托普的化身武裝 
- 於第45集成功學會了化身武裝。

極限合體
- 風神翼龍老爸

必殺技為「古代之翼」
圓堂 守（えんどう まもる）
聲：竹內順子；港：黃啟昌(TVB)、姜嘉蕾(ViuTV)
時空風暴隊的教練。
參考前代閃電十一人的關係者

### 雷門跟埃爾多拉特的混合隊
埃爾多拉特在對付雷門失敗數次後，為了對付FEIDA，於是決定與雷門結盟，並將歷史還原，還讓奧美迦協議隊與雷門混合並分成三隊，教練分別由鬼道有人、板真木以及豪炎寺修也擔任，隊長則是由劍城京介、神童拓人以及松風天馬擔任。

#### 第一隊（鬼道隊）
這隊穿著雷門中學的變色球衣（黃色衣身和藍色衣邊互換）。
劍城 京介
鬼道隊的隊長，位置FW，背號10號。
參考雷門中學足球隊
三國 太一
位置GK，背號1號。
參考雷門中學足球隊
車田 剛一
位置DF，背號2號。
參考雷門中學足球隊
青山 俊介
位置MF，背號12號。
參考雷門中學足球隊
一乃 七助
位置MF，背號13號。
參考雷門中學足球隊
錦 龍馬
位置MF，背號14號。
參考雷門中學足球隊
花菜 黃名子（なのばな　きなこ）
位置DF，背號78號。
參考雷門中學足球隊
法爾·魯吾
位置MF，背號11號。
參考天馬隊
沃德
位置DF，背號3號。
參考奧美迦協定隊2.0
剛拉
位置DF，背號4號。
參考奧美迦協定隊
達娜
位置MF，背號8號。
參考奧米迦協定隊3.0
鬼道 有人（きどう ゆうと）
鬼道隊的教練
參考帝國學園

#### 第二隊（埃爾多拉特隊）
這隊穿著奧美迦協議隊的球衣。
第二隊（埃爾多拉特隊）戰術（必殺戰術）
- 神之指揮棒(神のタクト）

透過神童的指揮，使其將足球以神童所劃出的金黃色的軌跡來互相傳球，並且依照神童的指揮行動，就好像一名指揮家在指揮球隊一樣，但是由於不習慣黃金國成員的節奏，而無法順利施展。
- 神之指揮棒火焰幻象(神のタクトFI）

透過神童的指揮，使其將足球以神童所劃出的火焰軌跡來互相傳球，並且依照神童的指揮行動，就好像一名指揮家在指揮球隊一樣，神之指揮棒的升級版。
神童 拓人
黃金國隊的隊長，位置MF，背號9號。
參考雷門中學足球隊
天城 
位置DF，背號3號。
參考雷門中學足球隊
狩屋 正樹
位置DF，背號15號。
參考雷門中學足球隊
倉間 典人
位置FW，背號17號。
參考雷門中學足球隊
阿爾法
位置FW，背號6號。
參考奧美迦協定隊
貝塔
位置FW，背號8號。
參考奧美迦協定隊2.0
伽瑪
位置FW，背號10號。
參考奧美迦協定隊3.0
魯吉斯/勞哲
位置GK，背號1號。
參考奧美迦協定隊3.0
蓋里姆
位置DF，背號4號。
參考奧美迦協定隊3.0
艾那姆
位置MF，背號11號。
參考A-5小隊
奧爾卡
位置MF，背號7號。
參考奧美迦協定隊2.0
扎納克‧阿巴洛尼庫
聲：小西克幸
位置FW，背號99號。比賽前加入球隊。
參考扎納克領域
機器圓堂
聲：竹内順子；港：黃啟昌（TVB）、姜嘉蕾（ViuTV）
位置GK，背號1號。機械人，擁有圓堂守的力量。因路吉可受傷而換入，最終在遭到連續射門後用盡最後的力氣放出化身擋下梅伊亞跟奇利斯聯手發動的化身射門後自爆。
必殺技為「企鵝神掌」
機械圓堂的化身
- 英知之王 文具王（英知の王ブングオー）

人型林屬性守門化身。全身由各種文具組合而成，召喚出來時必須先將全身各部分一一接上。其動作類似勇者王的我王凱牙，是目前召喚動作最攏長的化身。
化身技為「必勝!我夢亂射」(動畫有登場，沒寫名字)
板真木
聲：石井康嗣；港：盧國權（TVB）、陳漢祺→劉達斌（ViuTV）
黃金國隊的教練

#### 第三隊（豪炎寺隊）
這隊穿著雷門中學的球衣。
松風 天馬
豪炎寺隊隊長，位置MF，背號8號。
參考雷門中學足球隊
西園 信助
位置GK，背號20號。
參考雷門中學足球隊
霧野 蘭丸
位置DF，背號3號。
參考雷門中學足球隊
濱野 海士
位置MF，背號6號。
參考雷門中學足球隊
速水 鶴正
位置MF，背號7號。
參考雷門中學足球隊
影山 輝
位置FW，背號16號。
參考雷門中學足球隊
梅達姆
位置DF，背號2號。
參考奧美迦協定隊
銳札
位置MF，背號9號。
參考A-5小隊
雷・路克
位置MF，背號10號。
參考完美聯合
雨宮 太陽
位置FW，背號18號。
參考新雲學園
東武
位置DF，背號21號。
參考超時空風暴
扎納克‧阿巴洛尼庫
位置FW，背號99號。比賽前加入球隊。
參考扎納克領域
豪炎寺 修也豪炎寺隊的教練
參考第五院

## 閃電KFC隊（稲妻KFC）
由河川敷小學生足球隊所組成之隊伍，隊員都是小孩子。（遊戲登場）
小岩 羊介（あたる）
位置GK，背號1號。
宗像 小助（こすけ）
位置DF，背號2號。
土井坦 元（どいがき）
位置DF，背號3號。
寺坂 トキオ（トキオ）
位置MF，背號4號。
興津 碧洋（こうず）
位置FW，背號5號。
飯井 雄志（おもい）
位置DF，背號6號。
松石 林太郎（まついし）
位置DF，背號7號。
森元 海斗（かいと）
位置MF，背號8號。
相模 俊彥（さがみ）
位置MF，背號9號。
風間 麗美（レミィ）
位置MF，背號10號。
梅宮 チャコ（チャコ）
位置FW，背號11號。
唐井 中（あたる）
位置GK，背號12號。
鮎川 瞬（あゆかわ）
位置DF，背號13號。
東海林 タケル（タケル）
位置MF，背號14號。
河合 ミミ（みみ）
位置FW，背號15號。
塚 通真（とおま）
位置DF，背號16號。
半田 真一（はんだ しんいち）
配音：下野紘（日本）；袁淑珍（香港）
閃電KFC隊監督。
參考前代閃電十一人的關係者

## 秋空的挑戰者（秋空チャレンジャーズ）
由枯木莊居民所組成之隊伍，因本身一場比賽臨時取消，而與雷門足球隊進行了一場練習賽。隊中球員懂得使用前作角色之必殺技，如約翰尼使用之「風神凌舞」為前作角色風丸一郎太之必殺技。
動畫第41話中，全部前往天地球場觀看雷門與聖唐山的比賽。
木暮 夕彌（こぐれ ゆうや）
声：宮原永海；台：陳貞伃；港：黃積權(TVB)、楊樂瑤(ViuTV)
秋空挑戰者足球隊隊長。位置DF，背號2號。
原漫遊寺中學足球隊、閃電大蓬車雷門中學足球隊兼日本代表「閃電日本隊」選手，當時位置是DF，背號6。23歳（前作是國中1年級）。
目前在一流企業上班，但為了省錢而住在枯木莊，是木野秋的鄰居，也加入由木野組成的球隊「秋空的挑戰者」。
和前作不同的是，對於年長的人會使用敬語也不會對人惡作劇，在精神方面有很大的成長。但依然保持著與前作相同的獨特笑聲。
必殺技為「旋風陣」
豐田 穣（とよた みのる）
聲：港：梁皓翔(ViuTV)
位置GK，背號1號。特徵是淺藍色的鬢角，球隊中的大塊頭。
邊九津 涉柿（へんくつ しぶがき）
聲：港：郭浩勤(ViuTV)
位置DF，背號3號。
九里山 博士（くりやま ひろし）
聲：港：楊耀泰(ViuTV)
位置DF，背號4號。
楓野 小道（かえでの こみち）
聲：港：梁瑞芬(ViuTV)
位置DF，背號5號。特徵是髮量驚人的粉紅色頭髮。
必殺技為「皇帝企鵝2號」(風秋&秋山)
赤井 蜻蜓（あかい とんぼ）
位置MF，背號6號。
月見 秀穂（つきみ ひでほ）
聲：港：張振熙(ViuTV)
位置MF，背號7號。
有働 開（うどう かい）
聲：港：楊耀泰(ViuTV)
位置MF，背號8號。棕色的皮膚、紫色小眼睛，以及是個喜歡喧嘩的人。
約翰尼・奧克斯（ジョニー・オータム）
聲：港：周倚天(ViuTV)
位置FW，背號9號。金髪而且戴著眼鏡、還有綠色瞳孔。雖然是外國人，但講話是英日語交雜著使用。
必殺技為「風神凌舞」
風秋 米（かぜあき よね）
聲：港：王夢華(ViuTV)
位置FW，背號11號。有一頭燙過並且粉紅色中帶著一點黃色的頭髮、還戴著心型頭飾的體型嬌小的歐巴桑。
必殺技為「皇帝企鵝2號」(楓野&秋山)
秋山 卑彌呼（あきやま ひみこ）
聲：港：陳子瑩(ViuTV)
位置FW，背號10號。留著藍髮的高中女生，常把「我看到了~」掛在嘴邊。
必殺技為「皇帝企鵝2號」(楓野&風秋)
木野 秋（きの あき）
秋空的挑戰者的教練。
參考前代閃電十一人的關係者。

## 第五院
管理所有少年足球的機構，企圖支配足球以用來掌控全國的所有足球。任何少年足球隊的組成、球員訓練，以至比賽的勝負、得分、由誰射門等等的事情都必須要經過他們的指示才行，要是不遵從指示，更可能會遭到報復，讓一所名校的評價等事情皆全部衰弱。後來由新聖帝響木正剛宣佈解散。
千宮路 大悟（せんぐうじ だいご）
声：川島得愛／台：何志威／港：陳廷軒、鄧志堅(劇場版)(TVB)、楊耀泰(ViuTV)
「第五院」的創立人兼幕後黑手，第一任「聖帝」。小麥色皮膚、粉紅髮色的壯年男性。「千宮路財團」會長。
創立第五院的目的，是過去出身於德國的貧困家庭，雖然想踢球卻沒有錢買足球，結果去偷足球被人發現，因此不能成為足球選手。因此讓他有著「足球就是要讓大家能平等的比賽」的思想，所以為了打倒雷門，在決賽的下半場，取代違反第五院意志的石戶修二而成為巨龍聯隊的教練，之後從雷門比賽後的笑聲回憶起足球的快樂。
豪炎寺 修也（ごうえんじ しゅうや）／石戶修二（イシド シュウジ）
声：日本：野島裕史／台：賀宇傑／港：曹啟謙、黃積權(代配)(TVB)、簡懷甄(ViuTV)
原雷門中學足球隊兼日本代表「閃電日本隊」選手，位置是FW，背號10號。24歲（前作為國中2年級）
十年前在沖繩時救了險被木頭壓傷的天馬，成為天馬喜歡足球的原因及就讀雷門的契機並且在十年後成為掌管所有的少年足球神秘組織「第五院」的聖帝。
在45集之前留著白髪但是部分卻染成藍綠色、左耳戴著耳環，平常都戴著斗蓬之類的服裝，膚色比前作顯得更黑。
第45集開始，頭髮沒有染色，並束成馬尾
動畫第1話開頭中，在像是教會的地方發誓要「支配足球」。
以假名‧石戶修二的身份統領「第五院」，面對圓堂的指認也只是表明自己是石戶修二。但其實少數知道他目的的人才會了解他依然是以前的豪炎寺。
在面對雷門的反抗也沒有太大的反應，但在雷門中學的全國大賽第一戰後，為了保住聖帝一職而決定要摧毀雷門中學。雖然君臨在整個組織的最高位置，但其實自己和組織的行動完全不同，並且在組織將違抗他們的學校廢校時，也表達出他對這件事的憤怒。
於36話時重遇少時所救的天馬，並指出天馬令造成反抗第五部門的學校被廢校的主因而企圖要激起他的鬥志，之後跟夕香私下對話時，表達他對天馬的信心而暗藏了自己讓足球解放的希望，而企圖利用聖帝的職位來幫助雷門，令少年足球界回復原貌。
與夕香的對話被劍城偷聽到後，而猜出他的行動與目的並且發現他就是豪炎寺修也本人。
於37話時前往醫院阻止太陽在準決賽上場，並且向手下‧虎丸表示看到太陽之後，讓他回想起十年前的戰友‧一之瀨一哉。
於42話被千宮路大悟廢除聖唐山監督一職
於44話說明加入第五院而成為聖帝的目的是為了革命，並在決賽時向千宮路表明足球是自己的恩人，沒有足球的話就沒有現在的自己，但他明白現在的足球並沒能拯救到任何人，所以才會連日本代表的地位都要放棄，而選擇不惜一切成為聖帝來找回以前的足球，最後與圓堂約定好要再次好好享受足球。
於第二期第7話得知，因戴著時空手鐲，故不會受到時空改變的影響。
於第二期提供時空跳躍所需各時代的人偽製品給天馬等人。
於第三期成為日本少年足球協會的會長
於GO系列的人氣排名排第十六名。
必殺技為「烈焰龍捲風」、「爆炎風暴」、「真˙爆炎螺旋（爆熱スクリュー）」
豪炎寺的化身（動畫未登場）
- 炎魔 卡薩德（炎魔ガザード）

人型火屬性射門化身。從灼熱的炎火出生的化身，破壞力飽足的拳頭準備一決勝負。
化身技為「爆炎風暴」
宇都宮 虎丸（うつのみや とらまる）
聲：釘宮理惠；台：陳幼文；港：陳成港(TVB)、梁倩蘅(ViuTV)
原日本代表「閃電日本隊」選手，位置是FW，背號11號。22歲（前作為國小6年級）。
和前作相比起來，頭髮比以前變得長了，並身穿白色的西裝。
動畫第37話登場，在醫院跟石戶修二（豪炎寺修也）對話時，表明太陽是名天才球員，但同時對於太陽因無法參與神聖之道全國大賽而十分同情他。
現在則是擔任石戶修二的助手。
必殺技為「猛虎勁馳」、「羅馬劍陣」
牙山道三（きばやま どうざん）
声 – 大友龍三郎／港：朱子聰（TVB）
「第五院」一員、『閃電十一人GO 究極之絆 獅鷲獸』中登場。是名體格強壯的男性、留著鬍子並且穿著像是祭典般的華麗服裝。
必殺技為「風林火山驅逐艦」
五條勝（ごじょう まさる）
声：奈良徹
原帝国学園足球部部員（前作當時是國中2年生）。當時位置是DF。與前作相比只有頭髮長了些、但眼鏡和一撮捲毛的特徵卻沒有改變。 現在是「第五院」一員、在『閃電十一人GO 究極之絆 獅鷲獸』中登場。

### 漆黑騎士團（黑の騎士團）
管理所有的少年足球的神秘組織「第五院」的源種選手們所組成的強大足球隊。負責監督各所學校的足球隊。被指派到雷門中學去取代新生雷門足球部。大炒雷門9比0
劍城 京介（つるぎ‧きょうすけ）
原漆黑騎士團的成員、現雷門中學一年級，背號10號，位置FW。
參考雷門中學足球隊。
鐵雄田政志（てつおだ まさし）
必殺技為「急速快鞭」
單手接下了南澤的普射
位置GK，背號1號。褐色肌膚，一頭白髮而且留著平頭。無論什麼球都能臉色不變地接住。
森川源太（もりかわ げんた）
位置DF。背號2號。
牛島誠次（うしじま せいじ）
位置DF。背號3號。
大門満（だいもん みつる）
位置DF。背號4號。
柳光男（やなぎ みつお）
位置DF。背號5號。
三定大（さんじょう だい）
位置MF。背號6號。
伊勢屋實（いせや みのる）
位置MF，背號7號。褐色肌膚、金髪，額頭上有一顆痣。是「漆黑騎士團」的指揮官並且確實執行組織的命令。
天野快司（あまの かいじ）
位置MF。背號8號。
稻葉夏樹（いなば なつき）
位置FW，背號9號。有著一頭藍綠色的頭髮、眼睛有紅綠各一的雙色瞳。
貴崎勇二（きざき ゆうじ）
位置FW，背號11號。有著能蓋住眼睛的橘色長髮。常常浮現出詭異的微笑。
進了第一球
黑木善三（くろき ぜんぞう）
声：加瀨康之；台：何志威；港：劉昭文(TVB)、周倚天(ViuTV)
漆黑騎士團教練。一身黑色的打扮並且有著很強悍的臉孔。在收集完雷門足球隊的資料後，直接放棄比賽。在帝國學園戰時，將京介叫出來並且警告他讓雷門獲勝的話，就要撤回對他哥哥的手術費。

### 巨龍聯隊（ドラゴンリンク）
為千宮路大悟的私人足球隊，由他擔任球隊教練，全員不僅是源種，而且都有化身。隊內除了千宮路大和，所有隊員都留著灰白色的頭髮。而隊員的化身都是參照國際象棋的棋子。
巨龍聯隊戰術（必殺戰術）
- 千之超載（サウザンドロード）

兩名前鋒進行加速，一口氣衝入敵方禁區進行攻擊。
千宮路 大和（せんぐうじ やまと）
聲：早志勇紀；港：周良鴻→陳卓智（銀河篇起）(TVB)、鄧晟鈞(ViuTV)
位置GK，背號1號。千宮路大悟的兒子，與父親一樣，是一個留著小麥色皮膚、粉紅髮色的男性。他亦是巨龍聯隊的隊長。
千宮路的化身
- 賢王 潘恩國王W（賢王キングバーンW）

人型火屬性守門化身。長得和「賢王 潘恩國王B」相似。 四肢手腕、有十字型象徵的面具與巨大披風的國王的模樣。
化身技為「王者火焰」
護巻 徹郎（ごまき てつろう）
聲：野島裕史
位置DF，背號2號。
必殺技為「拋光切割」(動畫未登場)
護巻的化身
- 魔女 皇后蕾蒂亞W（魔女クィーンレディアW）

人型林屬性射門化身。長得和「魔女 皇后蕾蒂亞B」相似。戴假面的女王一般的女性化身。
化身技為「全面征服」（動畫未登場）
鄉石 閃真（ごういし せんま）
位置DF，背號3號。
鄉石的化身
- 番人之塔 盧克W（番人の塔ルークW）

人型山屬性防守化身。長得和「番人之塔 盧克B」相似。有如巨大堡壘一般的巨腕化身。
化身技為「強力巨塔」（動畫未登場）
五味 清榮（ごみ せいえい）
聲：奈良徹
位置MF，背號4號。
五味的化身
- 魔宰相 畢夏普W（魔宰相ビショップW）

人型林屬性防守化身。長得和「魔宰相 畢夏普B」相似。像是守護城堡的僧侶化身，能幻惑所見之物，將其奪去。
化身技為「暗黑空間」（動畫未登場）
神山 豪之伸（かみやま ごうのしん）
位置MF，背號5號。
神山的化身
- 魔宰相 畢夏普W（魔宰相ビショップW）

人型林屬性防守化身。長得和「魔宰相 畢夏普B」相似。像是守護城堡的僧侶化身，能幻惑所見之物，將其奪去。
化身技為「闇黑空間」（動畫未登場）
豬狩 強利貴（いかり ごうりき）
位置MF，背號6號。
豬狩的化身
- 鐵騎兵 奈特W（鉄騎兵ナイトW）

人獸型山屬性射門化身。長得和「鐵騎兵 奈特B」相似。持有馬腳型的刺槍、穿著盔甲並且長出馬頭的騎士。
化身技為「終極刺殺」（動畫未登場）
聖城 將護（せいじょう しょうご）
聲：小平有希；港：謝潔貞(TVB)、陳子瑩(ViuTV)
位置FW，背號7號。
必殺技為「千箭落雨」(動畫未登場)
聖城的化身
- 精鋭兵 波恩W（精鋭兵ポーンW）

人型火屬性進攻化身。長得和「精鋭兵 波恩B」相似。像穿著盔甲的機器人般的樣子。
化身技為「拳擊機槍」（動畫未登場）
合體化身（遊戲限定）
- 魔女 皇后蕾蒂亞W（魔女クィーンレディアW）'

人型林屬性射門化身。長得和「魔女 皇后蕾蒂亞B」相似。戴假面的女王一般的女性化身。
由「精鋭兵 波恩W」×3合體而成的。
化身技為「全面征服」
御戶 翔（みと しょう）
位置FW，背號8號。
御戶的化身
- 精鋭兵 波恩W（精鋭兵ポーンW）

人型火屬性進攻化身。長得和「精鋭兵 波恩B」相似。像穿著盔甲的機器人般的樣子。
化身技為「拳擊機槍」（動畫未登場）
合體化身（遊戲限定）
- 魔女 皇后蕾蒂亞W（魔女クィーンレディアW）'

人型林屬性射門化身。長得和「魔女 皇后蕾蒂亞B」相似。戴假面的女王一般的女性化身。
由「精鋭兵 波恩W」×3合體而成的。
化身技為「全面征服」
合川 賢（あいかわ まさる）
位置MF，背號9號。
必殺技為「急速彎曲」(動畫未登場)
合川的化身
- 鐵騎兵 奈特W（鉄騎兵ナイトW）

人獸型山屬性射門化身。長得和「鐵騎兵 奈特B」相似。持有馬腳型的刺槍、穿著盔甲並且長出馬頭的騎士。
化身技為「終極刺殺」（動畫未登場）
伍代 慎吾（ごだい しんご）
聲：金野潤
位置MF，背號10號。
伍代的化身
- 精鋭兵 波恩W（精鋭兵ポーンW）

長得和「精鋭兵 波恩B」相似。像穿著盔甲的機器人般的樣子。
化身技為「拳擊機槍」（動畫未登場）
合體化身（遊戲限定）
- 魔女 皇后蕾蒂亞W（魔女クィーンレディアW）'

人型林屬性射門化身。長得和「魔女 皇后蕾蒂亞B」相似。戴假面的女王一般的女性化身。
由「精鋭兵 波恩W」×3合體而成的。
化身技為「全面征服」
後藤 結界（ごとう ゆかい）
聲：折笠富美子；港：張振熙(ViuTV)
位置FW，背號11號。
後藤的化身
- 精鋭兵 波恩W（精鋭兵ポーンW）

人型火屬性進攻化身。長得和「精鋭兵 波恩B」相似。像穿著盔甲的機器人般的樣子。
化身技為「拳擊機槍」（動畫未登場）
合體化身（遊戲限定）
- 魔女 皇后蕾蒂亞W（魔女クィーンレディアW）'

人型林屬性射門化身。長得和「魔女 皇后蕾蒂亞B」相似。戴假面的女王一般的女性化身。
由「精鋭兵 波恩W」×3合體而成的。
化身技為「全面征服」
千宮路 大悟（せんぐうじ だいご）
声：川島得愛／台：何志威／港：陳廷軒(TVB)、楊耀泰(ViuTV)
巨龍聯隊監督。
參考第五院。

## 榮都學園
學習成績很優秀的学校，最近有著他們的足球隊很強的傳言，但其實是透過「第五院」的指示才贏球。與雷門足球隊進行練習賽時也是如此，還對雷門足球隊說出要遵守「第五院」的指示而以3-0輸球的忠告，讓他們能照預定的方式踢球。雖然最終比賽還是贏雷門，但天馬一直傳球給神童以表示清醒的情況下，讓神童不小心違背命令，而導致以3-1的比數收場。
冴渡 優一郎（さえわたり ゆういちろう）
声：峯暢也；周倚天(ViuTV)
榮都學園的足球隊隊長，位置FW，背號10號，有著藤色的捲髮而且戴著眼鏡。
雖然足球實力很不好、但卻相當擅長設計戰術、而且也擅於以他的頭腦來指揮球隊。
在比賽的途中不斷的向著神童提出要他們遵守「第五院」的指示而輸球的忠告、讓他們能照預定的方式踢球。
必殺技為「未來之眼」
影浦 透司（かげうら とうじ）
声：四宮豪
位置GK，背号1號，褐色肌膚、眼睛被頭髮遮起來、戴著漩渦式的眼鏡。
能夠藉由隱藏表情來預測對手的球路動向。
必殺技為「翻筋斗圖章」
三重內 光太（みえない こうた）
位置DF，背号2號，皮膚白皙、留著綠色的磨菇頭髮型並且戴著護目鏡。
是個像是會看到不存在的東西般而使人感到恐怖的人。
本多 大藏（ほんだ たいぞう）
位置DF。背號3號。
書崎 育（しょさき はぐみ）
声：戶松遙；謝潔貞(TVB)、王夢華(ViuTV)
位置DF。背號5號。
榮都學園隊員之一。個人認為擁有很強的抄球技術，但只是言過其實。
必殺技為「盜賊之眼」
一筆 早徒（ひとふで はやと）
位置MF。背號6號。
表現相當弱勢，比賽開始前曾被其母親帶去要求神童讓他射門得分，結果比賽完後，一分未得。
服呂 哲也（ふくろ てつや）
声：梶裕貴
位置MF。背號7號。
讀矢 聰（よみや さとし）
位置MF。背号8號。藍髪、綠眼而且戴著眼鏡。
擅於敏銳地解讀對手的移動之動向。
雪地 螢壹（ゆきじ けいいち）
声：加藤奈奈繪；姜嘉蕾(ViuTV)
位置MF。背號9號。留著三七頭並且戴著眼鏡。在對雷門中學一戰中，不斷接到其他球員的傳球，來進行射門。三國對他的評價是「我居然不能接住這種程度的球」
必殺技為「完美路徑」
近代知 學（きんだいち がく）
声：奈良徹
位置FW。背號11號。
艾薩(えいさい)(動畫未登場)
榮都學園的教練。

## 聖光之路
10年後，取代「明日之星足球大賽」的少年足球全国大賽。同時也會進行決定誰是第五部門「聖帝」的選舉。

### 地區預賽
雷門進入聖光之路前的比賽

#### 天河原中学
雷門在神聖之路第一場地區預賽的對手。雖然足球實力不錯、但卻擅於粗暴的踢法。
喜多 一番（きた いちばん）
聲- 金野潤；港：李凱傑(TVB)、梁倩蘅(ViuTV)
天河原中學二年級，天河原中學足球隊隊長。位置FW。背號9號。眼睛細長而且眼睫毛也很長、橘色頭髮並且戴著髮圈。和其他隊友不同，相當有禮貌。由於不敢違抗「第五部門」的命令、所以會不擇手段追求勝利。在比賽輸了後、很真心地認同了神童等人的心情以及踢球方式。
必殺技為「瘋狂變戲法」
隼總 英聖（はやぶさ ひでき）
声：室元氣；台：孫若瑜；港：張方正(TVB)、梁皓翔(ViuTV)
天河原中學一年級。位置MF。背號6號。紫髮、還塗有口紅，外表相當中性。是「第五部門」送到天河原中學的種子選手、也會使用「化身」。在遊戲版得知在學校中被稱為「王子」。
- 隼總的化身

- 鳥人 法爾克（鳥人ファルコ）

人獸型風屬性射門化身。長得和「焰紅之翼 古霍武」相似。有著像是鳥人般的容貌。
化身技為「法爾克之翼」
- 合體化身（遊戲限定）

- 豪雪的賽亞（豪雪のサイア）

人型風屬性射門化身。長得和「白銀的女王 格爾達」相似。持有白色的長槍、穿著盔甲、外型像飄逸長髮的女性。
由「鳥人 法爾克」、「龍騎士 泰迪斯」合體而成的。
化身技為「冰霜路徑」
三波 十次（みなみ じゅうじ）
天河原中學二年級。位置GK。背號1號。頭髮蓬鬆像是香蕉一樣。身材高壯而且面貌精悍。
必殺技為「急速快鞭」
河崎 銀太（かわさき ぎんた）
天河原中學三年級。位置DF。背號2號。
糸川 吉信（いとかわ よしのぶ）
天河原中學二年級。位置DF。背號3號。
樫尾 星五（かしお せいご）
天河原中學一年級。位置DF。背號4號。
比嘉志 欣也（ひがし きんや）
天河原中學一年級。位置DF。背號5號。
晴井 水成（はれい みずなり）
天河原中學一年級。位置MF。背號7號。
西野空 宵一（にしのそら よいち）
声：田野惠；台：孫若瑜；港：張裕東(TVB)、王夢華(ViuTV)
天河原中學二年級。位置MF。背號8號。留著金色長髮並且戴著眼鏡。個性邪惡而且毒舌、比賽時一直戲弄著雷門十一人。
安藤 恒之（あんどう つねゆき）
声：早志勇紀；港：周良鴻(TVB)、郭浩勤(ViuTV)
天河原中學三年級。位置FW。背號10號。藍色短髪、眼睛細長。有著為了勝利不擇手段的粗暴性格而向天馬進行攻擊。
星降 香宮夜（ほしふる かぐや）
天河原中學二年級。位置FW。背號11號。皮膚白皙、有著近腰部的紅色長髮，外表相當中性。

#### 萬能坂中學
雷門在神聖之路第二場地區預賽的對手。而且與其名字一樣，足球實力相當強而集合了不同的萬能型選手。不過因為隊中有許多人來自第五院，造成他們為達目的不擇手段，還會使出讓對手永遠無法踢球的恐怖攻擊
磯崎 研磨（いそざき けんま）
声：江口拓也；台：何志威；港：張方正(TVB)、杜景煜(ViuTV)
萬能坂中學一年級，萬能坂中學足球隊隊長。位置FW。背號11號。眼睛銳利，頭髮像是鯊魚一樣。與篠山、光良一樣是由「第五部門」送到萬能坂中學的源種選手。與劍城相識、為達目的，而能夠不擇手段地使出兇狠的攻擊。
篠山 滿（しのやま みつる）
萬能坂中學一年級。位置GK。背號1號。皮膚黑而且厚嘴唇有一頭像是花朵遮住左眼的綠髮。與磯崎、光良一樣是由「第五部門」送到萬能坂中學的源種選手，會使用「化身」。但體力有些略差，無法多次連續使出化身。
必殺技為「蝙蝠抓取」
- 篠山的化身

- 機械兵 卡雷烏斯（機械兵ガレウス）

人型風屬性守門化身。長得和「重機兵 巴隆」相似。有四隻手，後雙手持有盾牌、前雙手無盾牌，外型像是機器人一般
化身技為「守護者之盾」
- 合體化身（遊戲限定）
- 海帝 尼普頓（海帝ネプチューン）

人型風屬性射門化身。長得和「海王 波賽頓」相似。
由「光速的馬克西姆」、「機械兵 卡雷烏斯」合體而成的。
化身技為「重型水矛」
光良 夜櫻（みつよし よざくら）
声：小平有希；台：孫若瑜；港：黃積權(TVB)、姜嘉蕾(ViuTV)
萬能坂中學二年級。位置FW。背號10號。皮膚白皙、留著紅紫色的團子頭髮形，有黑眼圈，外表看起來相當中性。與磯崎、篠山一樣是由「第五部門」送到萬能坂中學的種子選手，會使用「化身」。
- 光良的化身

- 奇術魔 皮利姆（奇術魔ピューリム）

人型林屬性射門化身。長得和「道化師 番塔姆」、「夢紳士 多爾米伊庫」相似。有四隻手並且各自持有魔術棒、魔術帽、樸克牌、臉上留著紫色紋路，外貌宛如魔術師一般
化身技為「魔術師之盒」
- 合體化身（遊戲限定）

- 夢紳士 多爾米伊庫（夢紳士ドリームアンクル）

人型林屬性射門化身。 長得和「奇術魔 皮利姆」、「道化師 番塔姆」相似。
由「奇術魔 皮利姆」、「道化師 番塔姆」合體而成的。
化身技為「魔術師之盒」
浦石 常興（がまいし つねおき）
萬能坂中學三年級。位置DF。背號2號。有著接近肩部的灰色後梳型髮型、並且擁有粉紅色皮膚的巨漢。
必殺技為「巨象壓制」（大澤田）
大澤田 虎鐵（おおさわだ こてつ）
萬能坂中學二年級。位置DF。背號3號。有一頭紫色的捲髮和白色肌膚並且帶著髮箍的巨漢。
必殺技為「巨象壓制」（浦石）
倉之院 佐之助（くらのいん さのすけ）
萬能坂中學一年級。位置DF。背號5號。體型嬌小、有著暗綠色的頭髮和紅色的瞳孔特徴。
潮 賢次郎（うしお けんじろう）
萬能坂中學二年級。位置MF。背號6號。褐色肌膚、下白有鬍子並且留著綠色平頭。
毒島 兼真（ぶすじま かねざね）
萬能坂中學二年級。位置MF。背號7號。黑皮膚、有著一頭白髮並且眼睛細長。
逆崎 無限（さかざき むげん）
声：前野智昭
萬能坂中學一年級。位置MF。背號8號。淡黃色肌膚、有著一頭綠色的後梳型髮型。
必殺技為「迴旋鏢之術」
白都 聖志郎（しらと きよしろう）
萬能坂中學二年級。位置FW。背號9號。有一頭淡藍色的後梳型髮型。
必殺技為「彈跳火焰」

#### 帝國學園
雷門在神聖之路地區預賽的半決賽對手。雖然是個只在10年前輸給雷門而保有過四十年不敗記錄的強校，但據說現在遭到「第五部門」的控制。不過其實這只是為了欺敵而服從他們。私底下由鬼道在帝國學園底下設立叫作反抗軍的組織的根據地。
- 帝國學園戰術（必殺タクティクス）(遊戲原創)

企鵝嘉年華(ペンギンカーニバル)
鬼道 有人（きどう ゆうと）
声：吉野裕行；台：陳幼文﹔港：張裕東(TVB)、陳漢祺(ViuTV)
原雷門中學足球隊隊員兼「閃電日本隊」選手，當時位置是MF。曾是前帝國學園的隊長，2年級時轉學到雷門中學。24歳（前作當時是國中2年級），現在擔任帝國學園總帥。雷門晉級全國大賽後，開始協助園堂擔任雷門中學助手兼代理教練。
和前作相比，將一部分的頭髮放了下來，也換上了一身西裝並且沒有披上披風，護目鏡的形狀也跟著改變。
必殺技為「皇帝企鵝2號」（風丸、不動。電影版登場）。
佐久間 次郎（さくま じろう）
声：田野惠；台：賀宇傑﹔港：張方正(TVB)、杜景煜(ViuTV)
原帝國學園足球隊隊員兼「閃電日本隊」選手，當時位置是FW。24歳（前作當時是國中2年級）。
與前作相比，頭髮長到接近腰部並且依然戴著眼罩。現在是鬼道有人的助手以及足球隊教練。負責將鬼道指示傳達給選手們，同時也是反抗軍組織的一員。
御門 春馬（みかど はるま）
声：早志勇紀；台：賀宇傑；港：巫哲棋(TVB)、待確定(ViuTV)
帝國學園三年級，帝國學園隊長。位置FW。背號11號。有一頭灰色的超級賽亞人髮型、右手左臉頬都有傷痕、身體相當強壯而有個看來相當狂野的長相。是「第五部門」送入帝國學園的種子選手，有著遇強則強而想要贏過強敵的個性。
必殺技為「皇帝企鵝7」（此7是英文發音，而皇帝企鵝2號的2是日文發音）
- 御門的化身

- 黑色之翼 雷文（黒き翼レイブン）

人獸型山屬性射門化身。長得和「蒼藍之翼 利爾克」相似。像是全身黑色的鳥人一般。
化身技為「狂怒烈爪」（動畫未登場）
- 合體化身（遊戲限定）

- 獄炎的阿修羅（獄炎のアシュラ）'

人型火屬性射門化身。長得和「天空的支配者　鳳凰」相似。
由「天空的支配者 鳳凰」、「黑色之翼 雷文」合體而成的。
化身技為「鳳凰烈火」
龍崎 皇兒（りゅうざき おうじ）
聲：前野智昭；台：孫若瑜﹔港：梁偉德(TVB)、梁皓翔(ViuTV)
帝國學園二年級。位置DF。背號5號。淡黃色肌膚、左眼被頭髪蓋住並且留著淺綠色的長髮。是「第五部門」送入帝國學園的種子選手。
- 龍崎的化身

- 龍騎士 泰迪斯（竜騎士テディス）

人型風屬性防守化身。長得和「狂戰士 迪爾貝洛」相似。像是龍一樣並且穿著綠色盔甲、宛如騎士一般。
化身技為「猛龍風暴」（動畫未登場）
- 合體化身（遊戲限定）

- 豪雪的賽亞（豪雪のサイア）

人型風屬性射門化身。長得和「白銀的女王 格爾達」相似。持有白色的長槍、穿著盔甲、外型像飄逸長髮的女性。
由「'鳥人 法爾克」、「龍騎士 泰迪斯」合體而成的。
化身技為「冰霜路徑」
雅野 麗一（みやびの れいいち）
聲- 美名；台：錢欣郁﹔港：鄧志堅(TVB)、黎皓宜(ViuTV)
帝國學園一年級。位置GK。背號1號。有一頭銀色頭髮而看起來相當中性。自認為自己是最了解總帥鬼道的人，因此常和隊長御門起衝突。雖然在比賽中多有看不起對手的言行，不過比賽結束後卻因為與雷門的比賽讓他能夠感覺到認真比賽的快樂而向他們致謝。知道反抗軍的事情，而且也出入其在地下的據點。
必殺技為「力量扣球」、「力量扣球V3」。
大瀧 殿男 （おおたき とのお）
聲- 佐藤健輔
帝國學園二年級。位置DF。背号2號。
蒲田 太留彦 （かばた たるひこ）
聲- 大原崇
帝國學園三年級。位置DF。背号3號。
必殺技為「旋渦藻海V2」(飛鳥寺)。
成田 賢也 （なりた けんや）
聲- 折笠富美子
帝國學園一年級。位置DF。背号4號。
飛鳥寺 朔也（あすかじ さくや）
聲- 野島裕史
帝國學園二年級。位置MF。背號6號。淺黑色肌膚、有個像是角的紫色頭髮。是「第五院」送入帝國學園的種子選手。
必殺技為「旋渦藻海V2」（蒲田）。
洞澤 秀二 （ほらさわ しゅうじ）
聲：港：王夢華(ViuTV)
帝國學園一年級。位置MF。背号7號。
五木 勝正 （いつき かつまさ）
聲- 金野潤
帝國學園三年級。位置MF。背号8號。
佐佐鬼 嚴 （ささき いわお）
聲- 奈良徹
帝國學園二年級。位置MF。背号9號。
必殺技為「魔幻交叉」(逸見)
逸見 久仁彥（いつみ くにひこ）
聲- 古島清孝；港：劉奕希(TVB)、周倚天(ViuTV)
帝國學園一年級。位置FW。背號10號。眼睛細長、右臉頬有傷、留著紅紫色頭髮。是「第五部門」送入帝國學園的種子選手。
必殺技為「魔幻交叉」(佐佐鬼)。

#### 海王學園
雷門中學在神聖之路地區預賽決賽的對手，校舍位於港口附近。是今年神聖之路的熱門優勝後補隊伍。由於全隊都是種子選手，所以據說多數人都會使用化身。在FLETS光的特別動畫中，向雷門發出挑戰狀進行挑戰。
浪川 蓮助（なみかわ れんすけ）
声：峯暢也；台：賀宇傑；港：黃積權(TVB)、劉達斌(ViuTV)
海王學園二年級，海王學園足球隊隊長。位置FW。背號10號。左眼有傷、有著像鯊魚般的藍色頭髮、並且戴著髮箍。在當足球選手時遇到挫折，受到第五部門的幫助而因此覺醒而能夠發揮自己潛藏的實力。
- 浪川的化身

- 海王 波塞頓（海王ポセイドン）

人型風屬性射門化身。長得和「海帝 尼普頓」相似。下半身為魚身、有著像是海神波塞頓的容貌。
化身技為「重型水矛」（動畫未登場）
井出 乘數（いで のりかず）
海王學園三年級。位置DF。背号2號。有著黑色皮膚以及由藍色頭髮編織成的辮子頭髮型的巨漢。會使用「化身」。
聲：港：周倚天(ViuTV)
- 井出的化身

- 精鋭兵 波恩W（精鋭兵ポーンW）

人型火屬性進攻化身。長得和「精鋭兵 波恩B」相似。像穿著盔甲的機器人般的樣子。
化身技為「拳擊機槍」（動畫未登場）
- 合體化身（遊戲限定）

- 魔女 皇后蕾蒂亞W（魔女クィーンレディアW）'

人型林屬性射門化身。長得和「魔女 皇后蕾蒂亞B」相似。戴假面的女王一般的女性化身。
由「精鋭兵 波恩W」×3合體而成的。
化身技為「全面征服」
灣田 七雄人（わんだ なおと）
海王學園二年級。位置MF。背號9號。有著接近肩膀的藍色的辨子頭長髮。會使用「化身」。
聲：港：簡懷甄(ViuTV)
- 灣田的化身

- 音速的巴里屋斯（音速のバリウス）

人型風屬性進攻化身。長得和「光速的馬克西姆」相似。長著翅膀、被藍色盔甲包覆,擁有音速的速度。
化身技為「超速驅動」（動畫有登場，但沒標明名稱）
- 合體化身（遊戲限定）
- 海王 波塞頓（海王ポセイドン）

人型風屬性射門化身。長得和「海帝 尼普頓」相似。下半身為魚身、有著像是海神波塞頓的容貌。
由「音速的巴里屋斯」、「重機 兵巴隆」合體而成的。
化身技為「重型水矛」
深淵 斷道（ふかみ だんどう）
聲：港：陳漢祺(ViuTV)
海王學園二年級。位置GK。背號1號。體格強壯、有著茶色長髪並且戴著口罩。
必殺技是「次元鐵錨」
猿賀 操馬（さるが そうま）
海王學園二年級。位置DF。背号3號。褐色肌膚、有一頭突起狀的灰色頭髮並且戴著四角形黑框眼鏡。
船旗 勇斗（ふなはた ゆうと）
海王學園一年級。位置DF。背号4號。有一頭突起狀的深綠色頭髮並且有一對三白眼。
凪澤 渚（なぎさわ なぎさ）
海王學園一年級。位置DF。背號5號。有著茶色的頭髮。
黨賀 徹（とうが とおる）
聲：港：張振熙(ViuTV)
海王學園二年級。位置MF。背號6號。體格肥胖，並且右眼戴著眼帶。
海圖 航一郎（かいず こういちろう）
聲：港：楊樂瑤(ViuTV)
海王學園一年級。位置MF。背號7號。體格嬌小、留著一頭中分的綠色和粉紅色交加頭髮並且綁有馬尾、看起來相當中性。
喜峰 岬（よしみね みさき）
声：西墻由香；港：梁皓翔(ViuTV)
海王學園一年級。位置FW。背號11號。前髪一部分是紅色而有著深綠色頭髮，看起來相當中性。
必殺技是「飛翔之魚」。

### 全國大賽
神聖之路決賽

#### 月山國光中學
雷門中學在神聖之路全國大賽第一戰中的對手。是去年神聖之路全國大賽前八強的強豪學校。能夠像是軍隊般一絲不亂地踢球。
- 月山國光中學戰術（必殺タクティクス）

不動之陣
在龍捲風發生在我方地區時發動，並且由全員蹲坐在龍捲風範圍不及的安全地方。
炎之陣
在龍捲風發生在敵方地區時發動。球員會帶球到龍捲風的後方前進或是將球踢進龍捲風裡以方便前進。
戰術迴圈(タクティクスサイクル)
最初由球員排成菱形、但在將球傳給最後面的球員後會排成長條狀而加速並且一口氣突破對手的防守。但被霧野看穿在轉換陣式時會有很大的空隙。
兵頭 司（ひょうとう つかさ）
声：三戶耕三；台：賀宇傑；港：劉奕希(TVB)、鄧晟鈞(ViuTV)
月山國光中学二年級，月山國光中学足球隊隊長。位置GK。背号1號。有著藍色的頭髮及橘色的瞳孔。會使用「化身」。
在37集與南澤到雷門幫助信助成為守門員。
動畫第41話中，與南澤前往天之御門足球場觀看雷門與聖堂山的比賽。
- 兵頭的化身

- 巨神 基加迪斯（巨神ギガンテス）

人型山屬性守門化身。長得和「鐵壁的基加頓恩」相似。外型有如城堡一般而擁有壯闊的巨大身體，任何攻擊都能自豪的腕力排除。
化身技為「基加迪斯炸彈」
南澤 篤志（みなみさわ あつし）
声：梶裕貴﹔港：梁偉德(TVB)、郭浩勤(ViuTV)
月山國光中學三年級，位置FW，背號10號。
必殺技為「音速射門」
金平 鐵齋（かねひら てっさい）
聲- 志村知幸
月山國光中学三年級。位置DF。背号2號。
必殺技是「雙重攪碎機」（長船）、「火箭頭槌」（甲斐）
長船 典膳（おさふね てんぜん）
月山國光中学二年級。位置DF。背号3號。
必殺技は「雙重攪碎機」（金平）
蜂須賀 忠虎（はちすか ただとら）
月山國光中学一年級。位置DF。背号4番。
小早川 槍吉（こばやかわ そうきち）
聲：港：張振熙(ViuTV)
月山國光中学二年級。位置DF。背号5號。
月島 景秀（つきしま かげひで）
聲：港：簡懷甄(ViuTV)
月山國光中学一年級。位置MF。背号6番。
頭髮上有著上弦月的造型。必殺戰術循環戰術的發動者之一。
正宗 五郎（まさむね ごろう）
月山國光中一学年級。位置MF。背号7號。
鼻子上戴著紅色鳥嘴面具。
甲斐 信武（かい のぶたけ）
聲：港：王夢華(ViuTV)
月山國光中学一年級。位置MF。背号8號。有著深綠色的龐克頭髮型並且戴著墨鏡，左臉頰上有傷、黑皮膚而且體格嬌小。必殺戰術循環戰術的發動者之一。
必殺技是「闊刀地雷」、「火箭頭槌」（金平）
柴田 勝時（しばた かちどき）
聲：港：周倚天(ViuTV)
月山國光中学二年級。位置FW。背号9號。
有著像是兩片葉子的中分髮型。必殺戰術循環戰術的發動者之一。
- 柴田的化身(動畫未登場)

- 蒼藍之翼 利爾克（蒼きリューク）

人獸型風屬性射門化身。長的和「黑色之翼 雷文」相似。
化身技為「狂怒烈爪」
一文字 斬斗（いちもんじ あつと）
聲：港：梁皓翔(ViuTV)
月山國光中学一年級。位置FW，背號11號。有一頭紅茶色頭髪並綁著黑色的頭帶。
- 一文字的化身(動畫未登場)

- 焰紅之翼 古霍武（紅きメガホーク）

人獸型火屬性射門化身。長的和「鳥人 法爾克」相似。
化身技為「法爾克之翼」
- 合體化身（遊戲限定）

- 慈愛的女神 墨提斯（慈愛の女神メティス）

人型火屬性射門化身。長得和「虛空的女神 雅典娜」相似。
由「虛空的女神 雅典娜」、「焰紅之翼 古霍武」合體而成的。
化身技為「雅典娜逆襲」
山本 勘太（やまもと かんた）
月山國光中学二年級。位置GK。背号12號。
竹中 半藏（たけなか はんぞう）
月山國光中学二年級。位置DF。背号13號。
真田 六郎（さなだ ろくろう）
月山國光中学一年級。位置DF。背号14號。
嶋 左門字（しま さもんじ）
月山國光中学三年級。位置FW。背号15號。
烏丸 竹千代（からすま たはちよ）
月山國光中学一年級。位置FW。背号16號。
近藤 哲士（こんどう　けいじ）
声：志村知幸；港：李錦綸(TVB)、楊耀泰(ViuTV)
月山國光中學足球隊教練。以策略家的身分相當知名。雖然最後輸給雷門，卻很高興認真踢了一場毫無悔恨的比賽，並且將他的票投給響木。

#### 白戀中學
雷門在神聖之路全国大賽二戰的對手。從十年前的弱小學校轉變成北海道第一足球強豪。本來在吹雪的帶領下，極力反抗第五部門，可是之後遭到他們的入侵，讓吹雪因此遭到解任，同時也因為他們未告知一些球員們這個消息，使球員也對吹雪產生誤會。
- 白戀中學戰術（必殺タクティクス）

絕對障壁(ぜったいしょうへき)
讓六名選手往中央集結成一條線、使對手無法接近。但弱點是會造成左右兩邊成為空檔。
白咲 克也（しろさき かつや）
聲：金野潤；港：梁皓翔(ViuTV)；台：陳幼文
白戀中学足球隊隊長。白戀中學二年級，位置GK。背号1號。是第五部門送到白戀中學的種子選手。在吹雪被趕走後擔任球隊隊長。
必殺技是「水晶障壁」
雪村 豹牙（ゆきむら ひょうが）
声：寺島惇太；港：鍾見麟→張裕東(銀河篇)(TVB)、張振熙(ViuTV)；台：陳貞伃
白戀中学足球隊王牌選手。白戀中學二年級，位置FW。背号10號。
必殺技是「永恆暴風雪」、「獵豹冰風暴」、「黑色黎明」（銀河遊戲中出現過，動畫未登場）
第二期：時空之石
於劇場版預告中登場，與天馬他們穿著同樣隊服，目前對於為何加入天馬的隊伍原因尚未明朗。
- 雪村的化身

- 豪雪的賽亞（豪雪のサイア）

人型風屬性射門化身。長得和「白銀的女王 格爾達」相似。持有白色的長槍、穿著盔甲、外型像飄逸長髮的女性。
化身技是「冰霜路徑」
北嚴 猛雪（ほくげん たけゆき）
聲：奈良徹
位置DF。白戀中學三年級，背号2號。必殺戰術絕對障壁的協助發動者。
伊富 寅太（いとう とらた）
位置DF。白戀中學二年級，背号3號。必殺戰術絕對障壁的協助發動者。
小樽港 太郎（おたる こうたろう）
位置DF。白戀中學二年級，背号4號。
真狩 銀次郎（まかり ぎんじろう）
聲：野島裕史；台：孫若瑜
位置DF。白戀中學一年級，背号5號。必殺戰術絕對障壁的主要發動者。
- 真狩的化身(動畫未登場)

- 狂戰士 迪爾貝洛（狂戦士ディアベル）

人型林屬性防守化身。長的和「龍騎士 泰迪斯」相似。
化身技為「猛龍風暴」
木瀧 常緒（きたき つねお）
聲：泰勇氣
位置MF。背号6號。
- 木瀧的化身(動畫未登場)

- 精鋭兵 波恩W（精鋭兵ポーンW）

人型火屬性進攻化身。長得和「精鋭兵 波恩B」相似。像穿著盔甲的機器人般的樣子。
化身技為「拳擊機槍」
- 合體化身（遊戲限定）

- 魔女 皇后蕾蒂亞W（魔女クィーンレディアW）'

人型林屬性射門化身。長得和「魔女 皇后蕾蒂亞B」相似。戴假面的女王一般的女性化身。
由「精鋭兵 波恩W」×3合體而成的。
化身技為「全面征服」
洞爺 國廣（とうや くにひろ）
位置MF。背号7號。必殺戰術絕對障壁的協助發動者。
冰里 樹（こおり いつき）
聲：折笠富美子；港：王夢華(ViuTV)
位置MF。背号8號。必殺戰術絕對障壁的協助發動者。
留萌 頃彦（るもい ころひこ）
位置MF。背号9號。必殺戰術絕對障壁的協助發動者。
射月 冬馬（いてつき とうま）
位置FW。背号11號，石岩次郎上場時被換下場。
最崎 至（もさき いたる）
位置GK。背号12號。
王鹿 角（おうじか かく）
位置DF。背号13號。
山音 實里（やまね みのり）
位置MF。背号14號。
日高 岳（ひだか たけし）
位置MF。背号15號。
石 岩次郎（せき がんじろう）
聲- 加瀨康之
位置FW。背号16號。有一頭白色的倒立型髮型，是第五部門送到白戀中學的種子選手。雖然在板凳上待命、但在比賽快結束時，被熊崎指示上場並且故意製造意外讓三國受傷。但由於他這種不厭其煩弄傷別人的作法、使得大部分隊員因此對「第五部門」的作法加以反抗。
熊崎 傳治（くまざき でんじ）
白戀中学足球隊教練。在吹雪被趕走後，由第五部門指定而接下吹雪的位置。因無法擊倒雷門被「第五部門」踢出白戀。

#### 木戶川清修中學
雷門在神聖之路全國大賽第三戰的對手。和前作相同，依然是國内的強豪學校、在去年神聖之路全国大賽決賽中擊敗雷門中學。現在則是跟隨「第五部門」的指示、但隨著雷門中學的反抗，也讓球隊內部產生內鬨。
- 木戶川清修中學戰術(必殺タクティクス)

神之三角洲（ゴッドトライアングル）
讓三名球員組成三角形方陣，能夠一起隨着水的變動（原本是針對對手的動向）而傳球給後面兩人其中之一，保持三角形陣式而讓球可以由我方所掌控。由於需要有相當的反應力及對應的技術，所以是擁有人材的木戶川清修才能使出的戰術。
貴志部 大河（きしべ たいが）
声：小野友樹；台：孫若瑜；港：陳灝瑋→李震權(銀河篇)(TVB)、劉達斌(ViuTV)
木戶川清修中學二年級，木戶川清修中學足球隊隊長。位置MF，背號9號。淺黑色的皮膚、紫色的頭髮。
神童的勁敵，煩惱隊上因為雷門的革命與第五部門的管理而鬧內鬨的兩派球員們。但在新教練亞風爐照美開示了一條新的道路下，決定要為了球隊本身來挑戰雷門。遊戲裡能使用化身，動畫中則是沒有化身。
必殺技為「死亡三角洲ZZ」（和泉＆跳澤）
- 貴志部的化身

- 獸王 雷翁（獣王レオン）（遊戲登場）

人獸型山屬性進攻化身。長得和「獅子王 阿力歐斯」相似。獅子般外型的凶猛化身，其利爪能撕裂。
化身技為「利爪突襲」
硬山 強（かたやま つよし）
木戶川清修中學三年級。位置GK，背號1號。有著淡黄色肌膚和抹茶色的後梳型髮形，眼睛也相當銳利的巨漢。是球隊中尊崇第五部門的親和派之一，會使用「化身」。
必殺技為「計算驅動」(動畫未登場)
- 硬山的化身

- 重機兵 巴隆（重機兵バロソ）

人型山屬性守門化身。長得和「機械兵 卡雷烏斯」相似。
化身技為「守護者之盾」
- 合體化身（遊戲限定）
- 海王 波塞頓（海王ポセイドン）

人型風屬性射門化身。長得和「海帝 尼普頓」相似。下半身為魚身、有著像是海神波塞頓的容貌。
由「音速的巴里屋斯」、「重機兵 巴隆」合體而成的。
化身技為「重型水矛」
瀧 總介（たき そうすけ）
声：峯暢也；台：賀宇傑；港：簡懷甄(ViuTV)
位置FW，背號10號。
木戶川清修中學二年級。是隊上尊崇第五部門的親和派代表，快彥的親哥哥。由於看不見中學足球將來的過程如何、而且也為了成為職業選手而遵從「第五部門」的指示。但其實還抱持著一份對足球的熱愛。由於對自己的實力相當有信心、因此對決雷門時經常自己一個人進攻、但在弟弟‧快彦的斥責下而注意到為了比賽而全力奮到的隊友們而與他們一起進行團隊運作。
- 總介的化身

- 鐵騎兵 耐特W（鉄騎兵ナイトW）

人獸型山屬性射門化身。長得和「鐵騎兵 耐特B」相似。持有馬腳型的刺槍、穿著盔甲並且長出馬頭的騎士。
化身技為「終極刺殺」
瀧 快彥（たき よしひこ）
声：折笠富美子；港：陳皓宜(TVB)、梁倩蘅(ViuTV)；台：孫若瑜
位置FW，背號13號。
木戶川清修中學一年級。是隊上反抗第五部門的反對派代表，總介的親弟弟。因為接觸到認真比賽的雷門中學的事實、而決定也要與他們一起革命、但卻被哥哥認為是因為他未被選上先發而不滿而因此與他產生衝突。在終盤在上場比賽並且不斷以他個人獨特的踢法企圖要將對於足球的熱情以及夥伴之間的比賽傳達給哥哥、最後也讓他哥哥注意弟弟的想法而順利和解。
大磯川 太郎（おおいそかわ たろう）
木戶川清修中學二年級。位置DF。背号2號。有一頭茶髪、臉也很長。是球隊中尊崇第五部門的親和派之一。
必殺技為「大閘殺」（山裂）
石川 神兵（いしかわ かんぺい）
木戶川清修中學二年級。位置DF。背号3號。體格巨大、有著倒立的前髮和抹茶色的平頭造型。是球隊中反抗第五部門的反對派之一。
山裂 虎太郎（やまざき こたろう）
木戶川清修中學一年級。位置DF。背号4號。體格嬌小、有著紫色的龐克頭。是球隊中反抗第五部門的反對派之一。
必殺技為「大閘殺」（大磯川）
湖沼 枠（こぬま わく）
木戶川清修中學一年級。位置DF。背号5號。體格嬌小、有著黃土色的短髮，眼睛也很細長。是球隊中尊崇第五部門的親和派之一。
清水 柳人（しみず りゅうと）
声：四宮豪
木戶川清修中學二年級。位置MF。背号6號。有頭倒立的金髮、頭上也載著藍色的頭帶。
必殺技為「魔幻之球」。
和泉 奏秋（いずみ かなあき）
聲：泰勇氣；港：梁皓翔(ViuTV)
木戶川清修中學二年級。位置MF。背号7號。有一頭灰色短髮。
必殺技は「死亡三角洲ZZ」（貴志部＆跳澤）
跳澤 真波（とびさわ まな）
聲：奈良徹；港：黃尉斯(ViuTV)
木戶川清修中學二年級。位置MF。背番号8番。有一頭前髪向右延伸的白髪。是球隊中尊崇第五部門的親和派之一。
必殺技は「死亡三角洲ZZ」（貴志部＆和泉）
河宮 幸多（かわみや こうた）
聲：小林優
木戶川清修中學一年級。位置FW。背号11號。有一頭倒立的黑髮。是球隊中反抗第五部門的反對派代表之一。
鬼怒川 我貫（きぬがわ わがぬき）
木戶川清修中學三年級。位置GK。背号12號。長得很高、有一頭蓋住左眼的紫色長髮。
遊海 端（ゆかい みずほ）
木戶川清修中學二年級。位置FW。背号14號。有一頭頭髮向後延伸的黑髪。
五色 潤（ごしき じゅん）
木戶川清修中學一年級。位置DF。背号15號。有一頭留長到左肩的灰色長髮。
川内 廣明（せんだい ひろあき）
木戶川清修中學一年級。位置MF。背号16號。有一頭抹茶色的後梳型髮型。
亞風爐 照美（あふろ てるみ）
聲：三瓶由布子；台：賀宇傑﹔港：周良鴻(TVB)、王夢華(ViuTV)
原世宇子中學的隊長、閃電大蓬車雷門中學足球隊兼韓國代表隊「火焰神龍隊」選手，當時位置MF/FW，背號10(世宇子中)/11(閃電大篷車雷門中學)/9(火焰神龍隊、漫畫版中為10號)。
24歲（前作是國中2年級）。與前作同様、被圓堂等人稱作「阿芙洛蒂/亞風爐」。與前作相比，將其長髮綁成馬尾並且看來更為成熟。
為木戶川清修中學教練。與聖帝似乎有所聯繫並且因為他的指示而在與雷門比賽的前天就任木戶川清修中學的教練。但他本人並未接受「第五部門」的幫助、而是依據自己的想法來行動。就任教練之後看到球隊因為內鬨而要接近分裂的情形、為了拯救他們而向貴志部大河指示了一條不是為了「第五部門」也不是為了革命而是為了自己而戰的全新道路、也因此讓球隊內部可以化開歧見團結一心。為了與雷門公平競爭、不從石戶那邊得知水世界足球場的機關設施。
於GO系列的人氣排名排第九名。
必殺技為「天堂之時」、「傾聽神諭」

#### 幻影學園
雷門在神聖之路全國大賽第四戰的對手。由於令人眼花繚亂的踢法而被稱為「不可思議的魔術師集團」。
真帆路 正（まほろ ただし）
声：堀江一真／高垣彩陽（幼年） ；台：賀宇傑／陳貞伃（幼年）；港：劉奕希／詹健兒（幼年）(TVB)、唐浩民／陳子瑩（幼年）(ViuTV)
幻影學園足球隊隊長。幻影學園三年級，位置MF，背號9號。有一頭像是牛角的紅色髮型。擅長計策與在對手背後操弄的踢法，因為無論什麼狀況都不會表露表情而被稱為「不笑的前鋒」，也會使用化身。
與天城及香坂是小學同學和最好的朋友，有著討厭不對的事以及表情豐富的個性，過去一直保護被欺負的天城並且總是三個人一起玩，但為了不要讓天城被卷入遭到欺負的事情而斷絕與他的往來。之後在不斷被欺負下，產生了跟從強大力量的想法而因此跟從了第五部門。不過在與雷門的對決下，看到了勇敢對抗第五部門的天城後體悟自己只是在逃避現實，最後與從香坂那裡聽到真相的天城和解。
必殺技為「魅幻射門」
- 真帆路的化身

- 幻影的達拉曼卡拉斯（幻影のダラマンガラス）

人型林屬性進攻化身。長得和「魅惑的達拉曼蘿絲」相似。手持一支權杖，穿著宛如魔女一般的羽服的女性。
化身技為「舞蹈鬼魂」
箱野 随一（はこの ずいいち）
位置GK，幻影學園三年級，背號1號。能使用化身。最初在板凳守候，直到其隊連失兩分後上場。
- 箱野的化身

- 勝負士 骰子男（勝負士ダイスマン）

人型山屬性守門化身。長得和「幸運的拉斯維加斯」、「灼熱的赤紅骰子」相似。背後、肩上與腰間都裝有轉輪，並雙手持有6顆骰子的男性。
化身技為「幸運骰子」
- 合體化身（遊戲限定）

- 灼熱的赤紅骰子（灼熱のレッドダイス）

人型火屬性守門化身。長得和「勝負士 骰子男」、「幸運的拉斯維加斯」相似。
由「勝負士 骰子男」、「幸運的拉斯維加斯」合體而成的。
化身技為「幸運骰子」
暮內 逄馬（おづの やく）
位置DF，幻影學園二年級，背號2號。
小津 野役（みちいえ かんじゅうろう）
聲：小林優
位置DF，幻影學園一年級，背號3號。
道家 冠十郎（くれない おうま）
位置DF，幻影學園三年級，背號4號。
新木 朗（あらき あきら）
位置DF，幻影學園二年級，背號5號。
銅原 帝人（どうはら ていと）
位置MF，幻影學園一年級，背號6號。
札野 霧正（ふだの さりまき）
位置MF，幻影學園二年級，背號7號。
小鳩 宏夫（こばと ひろお）
声：加藤奈奈繪；港：楊樂瑤(ViuTV)
位置MF，幻影學園一年級，背號8號。體型嬌小，白髮，而且左眼帶著眼罩。
必殺技為「異次元攔截」
不知火 幻一（しらぬい げんいち）
聲：泰勇氣；港：梁皓翔(ViuTV)
位置FW，幻影學園二年級，背號10號。不知火兄弟的哥哥，有往左看的怪癖。
必殺技為「把戲之球」
- 幻一的化身(動畫未登場)

- 夢紳士 多爾米伊庫（夢紳士ドリームアンクル）

人型林屬性射門化身。長得和「奇術 魔皮利姆」、「道化師 番塔姆」相似。
化身技為「魔術師之盒」
不知火 影二（しらぬい えいじ）
位置FW，幻影學園一年級，背號11號。不知火兄弟的弟弟，有往右看的怪癖。
- 影二的化身(動畫未登場)

- 道化師 番塔姆（道化師ファンタム）

人型林屬性射門化身。長得和「奇術 魔皮利姆」、「夢紳士 多爾米伊庫」相似。。
化身技為「魔術師之盒」
- 合體化身（遊戲限定）

- 夢紳士 多爾米伊庫（夢紳士ドリームアンクル）

人型林屬性射門化身。長得和「奇術魔 皮利姆」、「道化師 番塔姆」相似。
由「奇術魔 皮利姆」、「道化師 番塔姆」合體而成的。
化身技為「魔術師之盒」
虛木 實美（うつろぎ さねみ）
聲：美名；港：梁倩蘅(ViuTV)
位置GK，幻影學園一年級，背號12號。留著紫色長髮、眼角塗有油彩。最初是先發隊員，其後連失兩分後坐板凳。
必殺技為「闇影捕捉」
井柳 丈次（いりゅう じょうじ）
位置DF，幻影學園二年級，背號13號。
真地 椎矢（まち しいや）
位置MF，幻影學園二年級，背號14號。
取行 麻也（とりゆき あさや）
位置FW，幻影學園一年級，背號15號。
大木 玉則（おおき たまのり）
位置FW，幻影學園三年級，背號16號。
寶水院忠則（ほうすいいん ただのり）
聲：港：張振熙(ViuTV)
幻影學園足球部的提督。留著七三分的黑髮、擁有蒼白的肌膚而給人怪異氣息男性，是支持第五部門的忠誠信徒。使用著讓人捉摸不定的戰術來瞬間贏得勝利
香坂 幸惠（こうさか ゆきえ）
声：ゆりん；港：魏惠娥(TVB)、姜嘉蕾(ViuTV)
幻影學園的女學生，與天城和真帆路是小學同學。有一對眼角上揚的眼睛，而且留著綁有馬尾的紫髮。遊戲中，老家在經營古董店。小學時常與天城和真帆路一起玩，三人非常要好，並且也擔心在那時就彼此疏遠的天城和真帆路。
遇到影山後，希望他能將真相告訴給天城，但被影山勸她親自告訴給天城，於是在半場時告訴天城，真帆路過去的事情後，而在觀眾席上看著他們的比賽並且為他們祈禱，最後在看到兩人終於和解時，不自覺地喜極而泣。

#### 新雲學園
雷門在神聖之路全國大賽第五戰的對手。
- 新雲學園戰術（必殺戰術）

越位陷阱(オフサイドトラップ）(動畫未登場)
敵方進行傳球的瞬間，三名後衛用超高速往前衝製造越位，使我方取得持球權。
雨宮 太陽（あめみや たいよう）
聲：江口拓也 ；台：何志威；港：黃積權(TVB)、梁皓翔(ViuTV)
新雲学園足球隊隊長。1年級，位置FW，背號11號。
於動畫33集登場，有著橘色像是向日葵般的頭髮。被人說是「十年難得一見的天才前鋒」，也會使用化身。
為了身體檢查住進冬花上班的醫院而因此中止踢球，不過偶而還是會會偷跑出去踢足球。遇見前來探望劍城優一而要離開醫院的天馬，並且與天馬進行比賽過後，祝福雷門可以贏得之後的比賽。
似乎得了疾病而不能踢球。本來想在對雷門的半決賽中上場，但被石戶修二禁止，之後太陽對足球的想法，使得石戶從他身上看到十年前的戰友一之瀨一哉的影子。
最後在與雷門的比賽上場及使用化身攻入兩分，而石戶修二為他準備了醫療隊。並於比賽結束後，與天馬約定將來要一起在球場上踢足球。
第二期：時空之石
於22集登場，受到豪炎寺的邀請而加入雷門隊，並與天馬一行人前往三國時代，位置MF, 背號18號，其後取得諸葛孔明的力量，為擁有第三種力量的球員。
必殺技為「閃耀利刃滑行」、「閃耀風暴」（劇場版登場）、「流星之刃」（Wii版限定）
- 雨宮的化身

- 太陽神 阿波羅（太陽神アポロ）

人型火屬性射門化身。四支手腕與太陽的光輪裝飾，有讓人聯想到奧林匹斯眾神之一的阿波羅的面貌。
化身技為「閃耀之力」
- 雨宮的化身武裝

於44集學會化身武裝
- 極限合體

- 諸葛孔明(熱風/動畫限定)

必殺技為「天地雷鳴」（劇場版登場）
- 孔明的化身（動畫未登場）

- 蒼天的霸者 玉龍（蒼天の霸者 玉龍）

獸型林屬性進攻化身。長得和「招雷的青龍」相似。擁有優雅姿態的化身，強大的力量足以造成天變地異。
化身技為「落雷風暴」
佐田 土佐丸
聲：泰勇氣；港：鍾見麟(TVB)、劉達斌(ViuTV)
位置GK，背號1號。
必殺技為「反射星星」(動畫未登場)
- 佐田的化身

- 鐵壁的基加頓恩（鉄壁のギガドーン）

人型山屬性守門化身。長得和「巨神 基加迪斯」相似。
化身技為「基加迪斯炸彈」
浦野天正（うらの てんしょう）
位置DF。背號2號。
武雲月弥（むくも つきや）
位置DF。背號3號。
安守地春（やすもり ちはる）
聲：加瀨康之
位置DF。背號4號。
牧里水樹（まきさと みずき）
位置DF。背號5號。
必殺技為「瘋狂日光」(動畫未登場)
古戸冥次（ふると めいじ）
位置MF。背號6號。
雛乃金輔（ひなの きんすけ）
位置MF。背號7號。
必殺技為「旋律音浪」(動畫未登場)
樹田木蓮（きだ もくれん）
位置MF。背號8號。
真住火朗志（まずみ ひろし）
位置MF。背號9號。
根淵 海友
位置FW，背號10號。
- 根淵的化身

- 海帝 尼普頓（海帝ネプチューン）

人型風屬性射門化身。長得和「海王 波塞頓」相似。
化身技為「重型水矛」
狩部蘭子（かりべ らんこ）
新雲學園足球部監督。

#### 聖堂山中學
雷門在神聖之路全國大賽最後的對手，同時也是最有能力獲得優勝的最強隊伍。甚至還被稱為神聖之路全國大賽的冠軍候補、教練則是石戶修二，也正是豪炎寺修也。有著被稱為「選手全員都是王牌前鋒」的強大的攻擊力、準決賽中對前作登場的千羽山中學，甚至以16-0的比數大勝對手。可說是將「第五院」的團隊合作及控制的精髓發揮到最高峰的球隊、同時也因為豪炎寺而能夠以自由踢球的方式而被加以培養出來、因此與雷門中學的比賽中都可以依其意志來比賽。但由於違反「第五院」的方針、因此在下半場被千宮路以巨龍聯隊取代全部隊員。
- 聖堂山中學戰術（必殺戰術）

天堂與地獄(ヘルア ンドヘブン）(遊戲限定)
我方全員速度上升，敵方速度下降。
黑裂 真命（くろさき まこと）
声：加藤奈奈繪；台：錢欣郁；港：雷碧娜、何寶珊（代配）(TVB)、石梓晴(ViuTV)
聖堂山中學足球部的隊長。位置FW，背號9號。有著細長的眼睛、茶色的長髮而綁成馬尾留在左肩上並且也戴著一個髮圈。會使用「化身」、也被稱為「足球之神所選之子」。認同雷門的實力而堂堂正正與他們對決。為了證明石戶修二的足球方式是正確的，因此在比賽中，在被石戶告訴他們不再給予指示而要他們自由比賽時，一度感到困惑，但在接受了他所說的相信你們自己所踢的足球後，而把球隊視為自己的靠山來比賽、最終的也與其他隊友們一起露出喜悅的表情。
必殺技為「投石器射門」
- 黑裂的化身

- 炎魔 卡薩德（炎魔ガザード）

人型火屬性射門化身。從灼熱的炎火出生的化身，破壞力飽足的拳頭準備一決勝負。
化身技為「爆炎風暴」
征木 帝矢（まさき ていや）
位置GK，背號1號。
必殺技為「射門破解」
宗森 秀年（むねもり ひでとし）
位置DF，背號2號
呉井 雄大（くれい ゆうだい）
位置DF，背號3號
伊矢部 敏志（いやべ さとし）
位置DF，背號4號。
穂積 信平（ほづみ しんぺい）
位置DF，背號5號。
天瀨 玲亞（あませ れいあ）
位置MF，背號6號。
必殺技為「空氣狙擊槍」
- 天籟的化身(動畫未登場)

- 魅惑的達拉曼蘿絲（魅惑のダラマンローズ）

人型火屬性進攻化身。長得和「幻影的達拉曼卡拉斯」相似。
化身技為「跳舞鬼魂」
日向 理恩（ひゅうが りおん）
聲：齋賀觀月；港：王夢華(ViuTV)
位置MF，背號7號。
必殺技為「電磁環繞」
- 日向的化身(動畫未登場)

- 光速的馬克西姆（光速のマキシム）

人型火屬性進攻化身。長得和「音速的巴裡屋斯」相似。
化身技為「超速驅動」
- 合體化身（遊戲限定）
- 海帝 尼普頓（海帝ネプチューン）

人型風屬性射門化身。長得和「海王 波塞頓」相似。	
由「光速的馬克西姆」、「機械兵 卡雷烏斯」合體而成的。
化身技為「重型水矛」
桶川之 守（おけがわ ゆきもり）
位置MF，背號8號。
戀崎 伊雄（こいざき いお）
位置FW，背號10號。
堤美 智（つつみ とも）
位置FW，背號11號。
石戶 修二
參考第五院項。
砂木沼 治（さぎぬま おさむ）
聲：疋田高志；港：劉奕希(TVB)、簡懷甄(ViuTV)
原外星學園第一等級隊伍－極限零度（當時名為迪薩姆）兼日本代表候補隊「新生日本隊」的隊長，當時位置GK/FW/MF，背號1/11/10。24歳（前作是國中2年級）。
出身於吉良瞳子現在經營的育兒院「陽光育幼院」，遊戲中則是聖堂山隊教練。與前作相比，前面頭髮向左並且直到肩部。對於足球的熱情依舊不變、甚至還有著比前作更熱血的表現。
必殺技為「蟲洞」、「鑽頭毀滅者」、「永恆之槍」

## 神之伊甸
用魔鬼訓練培育種子選手的地方，天馬為了強化雷門足球部的戰鬥力而來到神之伊甸進行特訓。

### 無限閃光隊（アンリミテッドシャイニング）
白龍（はくりゅう）
声：福山潤；台：郭霖；港：鍾見麟（劇場版）→麥皓豐（銀河篇）(TVB)、潘昀雋(ViuTV)
位置FW，一年級，背號10號(無盡閃耀隊)。有著灰白色的頭髮並且綁著馬尾。
曾稱離開島上的劍城是「三流源種選手」
對於被他視為對手的劍城離開「神之伊甸」後、就對他抱持著「想讓他看看自己實力」的想法。
第一期劇場版：究極之絆
無盡閃耀隊的隊長，也是零隊的隊長/副隊長(劇場版，遊戲黑暗版，雷鳴版/遊戲閃光版，熱風版)。是在「神之伊甸」裡受英才教育的種子選手的高材生，與修組成究極的隊伍「零隊」，與雷門十一人比賽後理解何謂足球的樂趣。在廣播劇中與雷門比賽後，帶天馬一行人前往溫泉休息，表明希望籍此了解更多有關雷門的事。
於GO系列的人氣排名排第十四名。
必殺技是「純白颶風」、「飛龍爆射」、「麥格農零式」（修）。
第二期：時空之石
背號19號。遊戲雷鳴版為白龍加入雷門，而非雨宮太陽。
因動畫選擇了走熱風版路線，故白龍無法於二期中登場。
必殺技為「飛龍爆射」（劇場版）、「巨大衝擊波」（與劍城）[遊戲版及劇場版CM]
第三期：銀河
從遊戲PV中得知，他與其他外校生都有出席參加選拔賽。選拔賽時站在新雲學園的隊長雨宮太陽旁邊，以零隊的隊長身份參與是次選拔
在不動的招集下，與數名聖光之路大賽的好手組成反抗日本隊與新閃電日本對抗，目的擊潰新生閃電日本，讓新閃電日本知道自己並未完全接受足球(雷門三巨頭除外)
- 白龍的化身（劇場版登場）

- 聖獸 閃光飛龍（聖獸シャイニソグドラゴソ）

獸型風屬性射門化身。從光之世界召喚的化身，美麗的光輝下吐息出可怕的破壞力。
化身技為「純白吐息」
- 白龍的化身武裝

- 合體化身（劇場版登場）

- 聖騎士 亞瑟（聖騎士アーサー）

人型無屬性射門化身。長得和「魔戰士 潘德拉剛」相似。混合光與闇的化身，劍鞘開封，所有事物都會消去。
由「聖獸 閃光飛龍」和「暗黑神 黑暗艾克索達斯」合體而成的最強化身。
合體化身技為「王者神劍」
- 極限合體(雷鳴限定)

- 諸葛孔明

必殺技為「天地雷鳴」（劇場版未登場）
- 孔明的化身（劇場版未登場）

- 蒼天的霸者 玉龍（蒼天の霸者 玉龍）

獸型林屬性進攻化身。長得和「招雷的青龍」相似。擁有優雅姿態的化身，強大的力量足以造成天變地異。
化身技為「落雷風暴」
青銅 彈(せいどう だん)
無限閃耀副隊長。位置MF,背號7號。
- 青銅的化身

- 精鋭兵 波恩B（精鋭兵ポーンB）

人型火屬性進攻化身長得和「精鋭兵 波恩W」相似。
化身技為「拳擊機槍」(劇場版未登場)
- 合體化身（遊戲限定）

- 魔女 皇后蕾蒂亞B（魔女クィーンレディアB）'

人型林屬性射門化身。長得和「魔女 皇后蕾蒂亞W」相似。
由「精鋭兵 波恩B」×3合體而成的。
化身技為「全面征服」
蛇野 卷人(へびの まきと)
位置GK,背號1號。
必殺技是「光劍之牙」
佐喜 幸夫(さき ゆきお)
位置DF,背號2號。
江島 一八(えじま かずか)
位置DF,背號3號。
鬼塚 平太(おにづか へいた)
位置DF,背號4號。
藤木 立彥(ふじき たつひこ)
位置DF,背號5號。
新田 ミル(につた ミル)
位置MF,背號6號。
銀座宮 章(ぎんざみか あきら)
位置MF,背號8號。
笹山 滝(ささやま たき)
位置MF,背號9號。
帆田 光洋(はだ みつひろ)
位置FW,背號11號。

### 遠古黑暗隊（エンシャントダーク）
周（シュウ)（前譯「修」）
声：澤城美雪；台：陳貞伃；港：沈小蘭(TVB)、楊婉潼(ViuTV)
位置FW，背號11號。有著褐色肌膚和深灰色短髮，然後又有兩道紅白色交雜的前髮。
實際上是位早就死亡的鬼魂。過去是名住在島上的少年並且因為無法救出被當作祭品候補的妹妹，以及對「神之伊甸」所殘存的強烈的眷戀感，讓他因為這份悔恨和執著而因此留在這個世上。
在時空之石篇第8話中再次登場，沒受到歷史修正的影響，也知道化身武裝和極限合體，兩者原因皆不知為何。
使用化身暗黑神黑暗艾克索達斯來拯救險被打敗的天馬們，並幫助天馬等人特訓，並以極限合體令天馬領會化身武裝，其後天馬邀請他入隊，但他拒絕了，雖然修說自己為了保護神之伊甸而留下來，不能入隊，但實際原因不明。推測因為只是鬼魂所以無法離開島嶼（類似地縛靈那樣）
於GO系列的人氣排名排第六名。
劇場版：究極之絆
遠古黑暗隊的隊長，也是零隊副隊長/隊長(劇場版，遊戲黑暗版，雷鳴版/遊戲閃光版，熱風版)。是在「神之伊甸」接受英才教育的種子選手們的高材生，也是位不知為何要來幫助天馬他們的謎之少年。對於島上的事情非常清楚，並認為「足球是用來決定人的價值的道具」。與白龍組成究極隊伍的「零隊」，與雷門比賽後，對天馬道謝，並說是天馬讓他重新認識踢足球的樂趣。
於GO系列的人氣排名排第六名。
必殺技是「黑色灰燼」、「麥格農零式」（白龍）。
第二期：時空之石
在第8集裡登場，唯一沒受歷史修正所影響，亦知道化身武裝和極限合體的事。並在天馬他們遇到危機時用化身拯救他們，並幫助天馬等人進行特訓，並以極限合體令天馬領會化身武裝。
- 修的化身

- 暗黑神 黑暗艾克索達斯（暗黑神ダークエクソダス）

人型林屬性射門化身。從闇之世界召喚的化身，巨大斧頭擲出能開天闢地。
化身技為「魔王之斧」
- 合體化身（劇場版登場）

- 聖騎士 亞瑟（聖騎士アーサー）

人型無屬性射門化身。長得和「魔戰士 潘德拉剛」相似。混合光與闇的化身，劍鞘開封，所有事物都會消去。
由「聖獸 閃光飛龍」和「暗黑神 黑暗艾克索達斯」合體而成的最強化身。
合體化身技為「王者神劍」
LEVEL-5宣佈從遊戲版英雄們的勝利之路改譯為「周」。
海（カイ）
遠古黑暗副隊長。位置FW,背號10號。
- 海的化身

- 番人之塔 盧克B（番人の塔ルークB）

人型山屬性防守化身。長得和「番人之塔 盧克W」相似。
化身技為「強力巨塔」(劇場版未登場)
蘆矢 昇（あしや のぼる）
位置GK,背號1號。
必殺技是「重力集中」
元乃 剛（もとの　つよし）
位置DF,背號2號。
路野 進（みちの　すすむ）
位置DF,背號3號。
枝木 早樹（えだき さき）
位置DF,背號4號。
木屋 功治（きや こうじ）
位置DF,背號5號。
林音 真琴（りんね まこと）
位置MF,背號6號。
- 林音的化身（

- 鐵騎兵 奈特B（鉄騎兵ナイトB）

人獸型山屬性射門化身。長得和「鐵騎兵 奈特W」相似。
化身技為「終極刺殺」(劇場版未登場)
久雲 仁太（ひさくも じんた）
位置MF,背號7號。
野谷 計一郎（のや けいいちろう）
位置MF,背號8號。
悠木 譲（ゆうき じょう）
位置MF,背號9號。
- 悠木的化身

- 魔宰相 畢夏普B（魔宰相ビショップB）

人型林屬性防守化身。長得和「魔宰相 畢夏普W」相似。
化身技為「暗黑空間」(劇場版未登場)

### 零隊（ゼロ）
- 零隊戰術（必殺タクティクス）(劇場版未登場)

無限之零(インフィニットゼロ)
白龍（はくりゅう）
位置FW，一年級，背號10號(零隊)。零隊隊長。
參考無盡閃耀隊（アンリミテッドシャイニング）
小愁（シュウ)
位置FW，背號11號。零隊副隊長。
參考遠古黑暗隊（エンシャントダーク）
蛇野 卷人(へびの まきと)
位置GK,背號1號。
參考無盡閃耀隊（アンリミテッドシャイニング）
佐喜 幸夫(さき ゆきお)
位置DF,背號2號。
參考無盡閃耀隊（アンリミテッドシャイニング）
江島 一八(えじま かずか)
位置DF,背號3號。
參考無盡閃耀隊（アンリミテッドシャイニング）
鬼塚 平太(おにづか へいた)
位置DF,背號4號。
參考無盡閃耀隊（アンリミテッドシャイニング）
木屋 功治（きや こうじ）
位置DF,背號5號。
參考遠古黑暗隊（エンシャントダーク）
林音 真琴（りんね まこと）
位置MF,背號6號。
參考遠古黑暗隊（エンシャントダーク）
青銅 彈(せいどう だん)
位置MF,背號7號。
參考無盡閃耀隊（アンリミテッドシャイニング）
悠木 譲（ゆうき じょう）
位置MF,背號9號。
參考遠古黑暗隊（エンシャントダーク）
海（カイ）
位置隊FW,背號8號。
參考遠古黑暗隊（エンシャントダーク）

## 黃金國
兩百年後未來掌握大權的團體，為了除掉擁有優秀足球運動員基因的孩子們第二階段孩童(Second Stage Children)，而想要消滅足球。
向雷門隊解釋消除足球真正的目的是要從第二階段孩童手中保護世界的後和解，並與其結盟對抗第二階段孩童。
藤堂 丙吉(トウドウ・ヘイキチ)
聲：相澤正輝；台：陳幼文；港：張錦江(TVB)、梁皓翔(ViuTV)
未來掌握大權的團體「黃金國」的議長，黑色長髮、臉頰左右邊有兩對鬍子的老人。

### 足球機械人(サッカーロボッツ)
天馬一行人奪走霸者聖典後，原本欲要逃離，卻被機械人攔下要求勝利才能通過。
ＳＲ－１０１Ｘ（ロボ１）
位置GK，背號1。
ＳＲ－１０２Ｘ（ロボ２）
位置DF，背號2。
ＳＲ－１０３Ｘ（ロボ３）
位置DF，背號3。
ＳＲ－１０４Ｘ（ロボ４）
位置DF，背號4。
ＳＲ－１０５Ｘ（ロボ５）
位置MF，背號5。
ＳＲ－１０６Ｘ（ロボ６）
位置MF，背號6。
ＳＲ－１０７Ｘ（ロボ７）
位置MF，背號7。
ＳＲ－１０８Ｘ（ロボ８）
位置MF，背號8。
ＳＲ－１０９Ｘ（ロボ９）
位置FW，背號9。
ＳＲ－１１０Ｘ（ロボ１０）
位置FW，背號10。
ＳＲ－１１１Ｘ（ロボ１１）
位置FW，背號11。

### 網際空間奧米迦/奧美伽協定
為了抹滅足球而出現的未來刺客，會進行時空跳躍，出現於各種歷史分歧點及歷史場景。其目的是要消除所有人對於足球的記憶。在被雷門打倒後被比達帶領的網際空間奧米迦2.0取代，之後其再被伽瑪所帶領的網際空間奧米迦3.0取代。
網際空間奧米迦戰術（必殺戰術）
「戰術AX3」(百慕達磁波)「タクティクスAX3」(バミューダウェーブ)
阿爾法和前鋒兩人相互傳球造成三角磁場，造成敵方3名成員沉默，再趁機進攻。
阿爾法（アルファ/Arufa）
聲優：谷山紀章；台：郭霖；港：陳灝瑋(TVB)、劉達斌(ViuTV)
網際空間奧米迦1.0的隊長，位置FW，背號10。
粉紫色的頭髮，身材較高，擁有著冷酷的性格。說話中常加入英文「yes」、「no」。
作為先發隊伍去消滅松風天馬對於足球的記憶。先是把天馬帶回小時豪炎寺救下天馬的一刻，改變豪炎寺的射球的軌跡，令木材倒在天馬身上，入院一個月。在任務失敗後被送往無限獄，被2.0的貝塔取代位置。
對第二階段末日之戰中屬於黃金國二號隊，最初無視作為隊長的神童，以及拒絕與同隊的貝塔及伽瑪合作。:: 必殺技：「射門指令01(螺旋鑽射)」、「射門指令03(高斯射門)」(動畫未登場)、「射門指令24(奧米伽攻擊)」(比達、伽瑪)
阿爾法的化身
- 天空的支配者 鳳凰（天空の支配者 鳳凰）

人獸型火屬性射門化身。長得和「獄炎的阿修羅」相似。
化身技為「攻門指令K01」(鳳凰烈火)（動畫未登場）
合體化身（遊戲限定）
- 獄炎的阿修羅（獄炎のアシュラ）

人型山屬性射門化身。 長得和「天空的支配者　鳳凰」相似。
由「天空的支配者 鳳凰」、「黑色之翼 雷文」合體而成的。
化身技為「攻門指令K01」(鳳凰烈火)
阿爾法的化身武裝/戰甲
將鳳凰武裝上身，其模樣宛如聖鬥士星矢的鳳凰座一般。
紮諾/贊勞/查諾（ザノウ/Zanou）
聲優：岩崎了；港：周良鴻(TVB)、劉達斌(ViuTV)
請參A-5小隊
梅達姆/米達梅（メダム/Medamu）
聲優：金野潤；港：梁偉德（TVB）
網際空間奧米迦的汎用球員。位置DF，背號2，少數從一開始保留到3.0的成員。
對第二階段末日之戰中屬於豪炎寺小隊
必殺技為「防守指令03」(上層線圈)(動畫未登場)、「防守指令06」(魔法磁鐵)
庫奧魯（クオル）
聲優 -；港：詹健兒（TVB）
網際空間奧米迦的汎用球員。位置DF，背號3。
和阿爾法一同被送往無限獄，被2.0的沃德取代位置。
必殺技為「防守指令03」(上層線圈)(動畫未登場)
克烏拉/賈奧拉（ガウラ）
聲優：佐藤健輔；港：張裕東(TVB)、楊耀泰(ViuTV)
網際空間奧米迦的汎用球員。位置DF，背號4。
請參考A-5小隊
奈堂（ネタン）
聲優：美名；港：李凱傑（TVB）
網際空間奧米迦的汎用球員。位置MF，背號5。
和阿爾法一同被送往無限獄，被2.0的多利姆取代位置。
必殺技為「進攻指令04」（旋風上升）(動畫未登場)
庫歐斯/高荷斯（クオース）
聲優：大原崇；港：關令翹(TVB)、周倚天(ViuTV)
網際空間奧米迦的汎用球員。位置DF，背號6。
請參考A5小隊
吉尼（ジーニー）
聲優 -；港：麥皓豐（TVB）
網際空間奧米迦的汎用球員。位置MF，背號7。
和阿爾法一同被送往無限獄，被2.0的奧爾卡取代位置。
必殺技為「進攻指令04」（旋風上升）(動畫未登場)、「防守指令06」(魔法磁鐵)(動畫未登場)
妮拉（ネイラ）
聲優：佐々木日菜子；港：李凱傑（TVB）
網際空間奧米迦的汎用球員。位置MF，背號8。
臉部罩住讓人容易誤以為是男性，其實是女性。
被伽瑪送往無限獄中，被3.0的達娜取代位置。
必殺技為「進攻指令04」（旋風上升）(動畫未登場)、「防守指令03」(上層線圈)(動畫未登場)、「射門指令08」(愛情之箭)
瑞札/瑞莎/理查（レイザ/Reiza ）
聲優：藤村歩；港：曹啟謙→黃瑩瑩(TVB)、陳子瑩(ViuTV)
網際空間奧米迦的汎用球員。位置FW，背號9。
請參考A-5小隊
艾那姆（エイナム/Einamu）
聲優：野島裕史；台：錢欣郁；港：鄧港文（TVB）
網際空間奧米迦的汎用球員。位置FW，背號11。
請參考A-5小隊
藤堂 丙吉(トウドウ・ヘイキチ)
網際空間奧米迦的教練。
參考埃爾多拉特。

### A-5小隊
阿爾法被送往無限獄後，請求釋放阿爾法而獨自成立的非官方五人小隊。成員為網際空間奧米加開始就留到現在的人。
艾那姆（エイナム/Einamu）
聲優：野島裕史；台：錢欣郁；港：鄧港文（TVB）
網際空間奧米加的汎用球員。位置FW，背號11。
頭髮為淺啡色，將劉海撥開避免阻擋視力。因為宣示效忠阿爾法，不承認貝塔作為隊長而組成A5小隊獨自向天馬挑戰，少數從一開始保留到3.0的成員。
對第二階段孩童戰中屬於黃金國2號隊
必殺技為「攻門指令06(電漿射球)」、「攻門指令03(高斯射門)」(動畫未登場)
瑞扎/理查（レイザ/Reiza）
聲優：藤村歩；港：曹啟謙→黃瑩瑩(TVB)、陳子瑩(ViuTV)
網際空間奧米伽的汎用球員。位置FW，背號9。
將一隻眼睛以頭髮遮住，金髮的女性，少數從一開始活保留到3.0的成員。
對第二階段孩童之戰中屬於黃金國3號隊
必殺技為「進攻指令04(旋風上升)」、「攻門指令03(高斯射門)」(動畫未登場)、「射門指令06(電漿射球)」(動畫未登場)
庫歐斯/高荷斯（クオース）
聲優：大原崇；港：關令翹(TVB)、周倚天(ViuTV)
網際空間奧米加的汎用球員。位置MF，背號6。
特徵為皮膚白皙，紫色頭髮在額頭前垂下，少數從一開始活到3.0的成員。
必殺技為「進攻指令04」（旋風上升）、「進攻指令02」（直線驅動）(動畫未登場)
庫歐斯的化身(動畫未登場)
- 音速的巴裡屋斯（音速のバリウス）

人型風屬性進攻化身。長得和「光速的馬克西姆「相似。
化身技為「進攻指令K01」(超速驅動)
合體化身（遊戲限定）
- 海王 波塞頓（海王ポセイドン）

人型風屬性射門化身。長得和「海帝 尼普頓」相似。下半身為魚身、有著像是海神波塞頓的容貌。
由「音速的巴里屋斯」、「重機兵 巴隆」合體而成的。
化身技為「重型水矛」
紮諾/查諾（ザノウ）
聲優：岩崎了；港：周良鴻(TVB)、劉達斌(ViuTV)
網際空間奧米加的汎用球員。位置GK，背號1。
在奧美迦協定隊時被多次進球，在網際空間奧米加2.0時卻突然實力暴增許多。
被伽瑪送往無限獄中，被3.0的魯吉斯取代位置。
必殺技為「守門指令03」（晨光吶喊）、「守門指令07」(儲能陀螺)(動畫未登場)
紮諾的化身
- 重機兵 巴隆（機械兵ガレウス）

人型山屬性守門化身。長得和「機械兵 卡雷烏斯」相似。
化身技為「守門指令K03」(守護者之盾)
合體化身（遊戲限定）
- 海王 波塞頓（海王ポセイドン）

人型風屬性射門化身。長得和「海帝 尼普頓」相似。下半身為魚身、有著像是海神波塞頓的容貌。
由「音速的巴里屋斯」、「重機兵 巴隆」合體而成的。
化身技為「重型水矛」
克烏拉/賈奧拉（ガウラ）
聲優：佐藤健輔；港：張裕東(TVB)、楊耀泰(ViuTV)
位置DF，背號4。
網際空間奧米加汎用球員
有翡翠色頭髮與鬍子特徵的巨漢。
對第二階段孩童之戰中屬於鬼道小隊
被伽瑪送往無限獄中，被3.0的蓋里姆取代位置。
必殺技為「防守指令03」(上層線圈)(動畫未登場)、「進攻指令04」（旋風上升）(動畫未登場)、守門指令03」（晨光吶喊）(動畫未登場)

### 網際空間奧米加2.0
黃金國所派出的第二個隊伍。網際空間奧米加十一人中有七人也待在網際空間奧米加2.0。除了有四位新隊員以外，原本隊員的能力也大幅的強化。
貝塔/比達（ベータ）
聲優：伊瀬茉莉也；台灣：錢欣郁；港：何寶珊(TVB)、楊樂瑤(ViuTV)
網際空間奧米加2.0隊長。位置FW，背號10。
個性腹黑，平常十分乖巧可愛有禮，在某些特定狀況下個性會轉為極度粗暴，眼神的眼色也會因為個性的變化而有所改變。本身擁有很高的實力，以壓倒性的力量對抗雷門。是劇情中第一個出現的敵方女隊長，採用暴力的戰鬥手段，被3.0的伽瑪取代位置。
使用意識操控取走雷門球員對足球的熱情，但對部分人沒有效果。無效的原因是因為化身具有抵禦的功效，意識操控是改變人心的東西，而化身本身就是從堅定的心所生的氣場。
於17集比賽結束後，把被心智控制隊員解除其狀態。並向天馬他們說明圓堂不在埃爾多拉特的事。
在被得到信長之力的雷門擊敗後被送往無限獄。
對第二階段孩童之戰中屬於黃金國小隊
必殺技為「射門指令07」(雙重射門)、「進攻指令04」(迴旋上擊)（動畫未登場）、「射門指令24」(奧米迦攻擊)(阿爾法&伽瑪）
- 貝塔的化身

- 虛空的女神 雅典娜（虚空の女神 アテナ）

人型風屬性射門化身。長得和「慈愛的女神 墨提斯」相似。雪白的皮膚配上黑暗的雙翼，手持雙槍，象徵著虛無混沌的黑白女神。
化身技為「射門指令K02」（雅典娜逆襲）
- 合體化身（遊戲限定）

- 慈愛的女神 墨提斯（慈愛の女神メティス）

人型火屬性射門化身。長得和「虛空的女神 雅典娜」相似。
由「虛空的女神 雅典娜」、「焰紅之翼 古霍武」合體而成的。
化身技為「射門指令K02」（雅典娜逆襲）
- 貝塔的化身武裝

將雅典娜武裝上身。白色的隊服配上黑色的王冕與翅膀如同雅典娜，翅膀下還有兩根由槍化為的鼬鐮。
- 幽靈極限合體

將自己的力量傳給隊友以便進攻，類似扎納克的極限合體方式。
沃德（ウォード）
聲優：大原崇；港：巫哲棋(TVB)、楊耀泰(ViuTV)
網際空間奧米加2.0汎用球員。位置DF，背號3。
褐髮的巨漢。
對第二階段孩童之戰中屬於鬼道小隊
必殺技為「防守指令03」(上層線圈)(動畫未登場)、「防守指令06」(魔法磁鐵)(動畫未登場)
多利姆（ドリム）
聲優：泰勇氣；港：鄧志堅（TVB）
網際空間奧米加2.0的汎用球員。位置MF，背號5。
戴著護目鏡，有著刺蝟頭的男性。臉上總是皺著眉頭。
被康曼送往無限獄中，被3.0的巴哈姆斯取代位置。
必殺技為「進攻指令04」(迴旋上擊)（動畫未登場）
奧爾加（オルカ）
声：佐佐木日菜子；港：羅孔柔、何寶珊（代配）（TVB）
網際空間奧米加2.0的汎用球員。位置MF，背號7。
講話語氣輕浮，行事冷漠的女性。
對第二階段孩童之戰中屬於黃金國小隊
必殺技為「射門指令08」(愛情之箭)、「進攻指令04」(迴旋上擊)（動畫未登場）
藤堂 丙吉(トウドウ・ヘイキチ)
網際空間奧米加2.0的教練。
參考埃爾多拉特。

### 網際空間奧米加3.0
在日本戰國篇之後取代網際空間奧米加2.0的新隊伍，也沿用2.0部分球員，亦加入了新隊員。
被札那克打倒後全隊被灌輸氣進行了強制的極限合體。
伽瑪/康曼（ガンマ）
聲優：泰勇氣；港：麥皓豐(TVB)、唐浩民(ViuTV)
網際空間奧米加3.0的隊長。位置FW，背號10。
取代貝塔率領奧米加協定的第三個隊長，擁有倒刺的銀髮。
在蹴鞠戰後，將被雷門擊敗的網際空間奧米加2.0成員們送還回黃金國，並找出代替人選和將部份人員送往無限獄，之後正式率領網際空間奧米加3.0。
前去襲擊天馬的途中反遭察拿克襲擊，全隊與察拿克進行極限合體，最終還是以失敗收場，被藤堂議長稱作「作戰失敗」而送往無限獄。
於中世紀敗給雷門後似乎被封印，在雷門與黃金國結盟後確定也是被關在無限獄。
對第二階段孩童之戰中屬於黃金國小隊
必殺技為「射門指令13」(伽瑪射線)、「射門指令24」(奧米加逆襲)」(阿爾法、比達)
- 伽瑪的化身

- 迅狼 呂卡翁（迅狼リュカオン）

獸型林屬性進攻化身。長得和「疾風的白虎」相似。
化身技為「進攻指令K06」(迅雷突擊)(動畫未登場)
- 伽瑪的化身武裝(遊戲登場)

達娜（ダーナ）
声：佐佐木日菜子；港：何寶珊(TVB)、梁倩蘅(ViuTV)
網際空間奧米加3.0的汎用球員。位置MF，背號8。
女性，有著黑髮與垂下的眼睛當作特徵。
對第二階段孩童之戰中屬於鬼道小隊
必殺技為「防守指令03」(上層線圈)、「進攻指令02」（直線驅動）(動畫未登場)、「射門指令06」（電漿之球）(動畫未登場)
魯吉斯/勞哲（ルジク）
聲優 金野润；港：黃積權(TVB)、李家傑(ViuTV)
網際空間奧米加3.0的汎用球員。位置GK，背號1。
對第二階段孩童之戰中屬於黃金國小隊
必殺技為「守門指令07」(儲能陀螺)
- 魯吉斯的化身（動畫未登場）

- 幸運的拉斯維加斯（幸運のラストベガ）

人型風屬性守門化身。長得和「勝負士 骰子男」、「灼熱的赤紅骰子」相似。
化身技為「守門指令K07」(幸運骰子)
- 合體化身（遊戲限定）

- 灼熱的赤紅骰子（灼熱のレッドダイス）

型火屬性守門化身。長得和「勝負士 骰子男」、「幸運的拉斯維加斯」相似。
由「勝負士 骰子男」、「幸運的拉斯維加斯」合體而成的。
化身技為「守門指令K07」(幸運骰子)
- 魯吉斯的化身武裝

蓋里姆（ガリング）
聲：奈良徹；港：楊耀泰(ViuTV)
網際空間奧米加3.0的汎用球員。位置DF，背號4。
對第二階段孩童之戰中屬於黃金國小隊
必殺技為「防守指令06」(魔法磁鐵)(動畫未登場)
巴哈姆斯（バハムス）
聲優 -
網際空間奧米加3.0的汎用球員。位置MF，背號5。
必殺技為「進攻指令02」（直線驅動）(動畫未登場)、「防守指令06」(魔法磁鐵)(動畫未登場)、「射門指令06」（電漿射門）(動畫未登場)
扎納克‧阿巴洛尼庫/察拿克‧阿帕朗尼（ザナーク‧アバロニク）
聲：小西克幸；港：陳灝瑋(TVB)、郭浩勤(ViuTV)
網際空間奧米加3.0臨時教練。襲擊網際空間奧米加3.0並將其擊敗，心智控制行動。

### 扎納克領域（ザナーク・ドメイン）
扎納克‧阿巴洛尼庫（ザナーク‧アバロニク）
聲：小西克幸；台：陳幼文；港：陳灝瑋（TVB）、郭浩勤（ViuTV）
扎納克領域隊長。位置FW，背號10號。
黃金國的S級危險人物，從黃金國的無限獄輕易逃出來。在康曼執行任務中出現並阻礙且在被攻擊後毫髮無傷。
喜歡自稱「無名的小市民」，口頭禪「我就知道你會這麼說」
自認為打倒雷門就能消除自己的罪而控制伽瑪等人前去襲擊。
力量暴走後被告知將作為Second Stage Children（第二階段孩童）覺醒。
於幕末時代敗給得到五之力和六之力的雷門隊後，打算將變為時空之石的圓堂還給天馬等人，但途中時空之石被阿斯雷·魯恩搶走。
必殺技為「破斷災厄G2」。
- 扎納克的化身

- 魔界王 宙狄亞克（魔界王ゾディアク）

人型山屬性射門化身。長得和「混沌之王 阿斯蘭特多」相似。
化身技為「赤紅監獄」(動畫未登場)
- 扎納克的化身武裝
- 極限合體

- 曹操

必殺技為「次元攔截」(動畫未登場)、「真空魔」(Wii版限定)
- 曹操的化身

- 剛力玄武（剛力の玄武）

人獸型山屬性防守化身。長得和「靈帝 雷同」相似。和「飛炎朱雀」、「疾風白虎」、「招雷青龍」為四聖獸。四臂膀加上四蛇頭，兩手制服兩蛇，氣態宛如屹立不搖的山神一般。
化身技為「正拳龜甲波」(動畫未登場)
- 極限合體

- 巨大颱風科拉羅傑/克拉拉珍

必殺技為「吾乃最強-super」
蘇坦（シュテン）
声：佐藤健輔；港：鄧港文（TVB）、楊耀泰（ViuTV）
位置GK，背號1。
必殺技為「沙塵切割」。
- 蘇坦的化身（動畫未登場）

- 巨神 基加迪斯（巨神ギガンテス）

人型山屬性守門化身。長得和「鐵壁的基加頓恩」相似。外型有如城堡一般而擁有壯闊的巨大身體，任何攻擊都能自豪的腕力排除。
化身技為「基加迪斯炸彈」
- 蘇坦的化身武裝

郭魯（ゴウズ）
聲：奈良徹
位置DF，背號2。
夜叉/夜莎（ヤシャ）
声：佐佐木日菜子；港：何寶珊（TVB）、姜嘉蕾（ViuTV）
位置DF，背號3。
必殺技為「螺絲起子」。
歐格（オーグ）
位置DF，背號4。
安吉爾/安基爾（エンギル）
聲：江口拓也 ；港：李鎮然（TVB）
察拿克領域汎用球員,DF，背號5。
梅斯/麥斯（メイズ）
聲-吉野裕行；港：周倚天（TVB）、劉達斌（ViuTV）
位置MF，背號6。
必殺技為「蹦極衝刺」
辛吉米/辛捷汶（シンジャミ）
聲：齋賀光希；港：何寶珊（TVB）、梁瑞芬（ViuTV）
位置MF，背號7。
古布利斯/谷布利斯（ゴブリス）
声：ゆりん；港：胡家豪（TVB）、張振熙（ViuTV）
位置MF，背號8。
修羅（シュラ）
声：佐藤健輔；港：李震權（TVB）
位置FW，背號9。
羅剎/拉碩磁（ラセツ）
声：金野潤；港：林筠翔（TVB）、李家傑（ViuTV）
位置FW，背號11。
必殺技為「食人鬼之刃」。
- 羅剎的化身（動畫未登場）

- 焰紅之翼 古霍武（紅きメガホーク）

人獸型火屬性射門化身。長得和「鳥人 法爾克」相似。
化身技為「法爾克之翼」
- 合體化身（遊戲限定）

- 慈愛的女神 墨提斯（慈愛の女神メティス）

人型火屬性射門化身。長得和「虛空的女神 雅典娜」相似。
由「虛空的女神 雅典娜」、「焰紅之翼 古霍武」合體而成的。
化身技為「雅典娜逆襲」
- 羅剎的化身武裝

### 完美病毒（パーフェクト．カスケイド）
實際上全員為人型機器人，有三種模式:「練習模式」、「普通潛行模式」、「超級潛行模式」(在超級潛行模式之下才會顯露出機器人的模樣)，全員皆會使用化身人工化身 電漿暗影（人工化身プラズマシャドウ）及化身武裝。
- 完美病毒戰術（必殺戰術）

「戰術AX5」(光纖傳輸)「タクティクスAX5」（オプティカルファイバー）
全員透過極細部的機密計算後進行突破，不只是突破敵方防守球員，並且連帶將球交給前鋒進行攻擊，由於需要機密的計算，並且中途不可出現差錯，只有全員都是機器人的完美病毒可以使用這個必殺戰術。
雷・路克（レイ・ルク）
聲：河野裕；港：鄧港文（TVB）、潘昀雋（ViuTV）
完美病毒隊長。位置MF，背號9。
必殺技為「進攻指令11」(無影走破)(完美病毒隨機2人)、「射門指令20」(雙飛流星彈)(完美病毒隨機2人)
- 雷的化身

- 人工化身 電漿暗影OF（人工化身プラズマシャドウOF）

人型山屬性進攻化身。
化身技為「進攻指令KO8」(暗影劍)
- 合體化身（遊戲限定）

- 獅子王 阿力歐斯（獅子王アリオス）

人獸型山屬性進攻化身。長得和「獸王 雷翁」相似。
由「人工化身 電漿暗影OF」×3，合體而成的。
化身技為「突襲獸爪」
- 雷的化身武裝

拉烏・瑟姆（ラウ・セム）
聲： 美名；港：梁倩蘅（ViuTV）
位置GK，背號1。
必殺技為「守門指令16」(弧月十字掌)
- 拉烏的化身

- 人工化身 電漿暗影GK（人工化身プラズマシャドウGK）

人型林屬性守門化身。
化身技為「守門指令KO8」(暗影手)
- 合體化身（遊戲限定）

- 魔王 基拉瑞（魔王ギラーゼ）

人型林屬性守門化身。長得和「不滅的獄長 歐苦洛特」相似。
由「人工化身 電漿暗影GK」×3，合體而成的。
化身技為「地獄重拳」
- 拉烏的化身武裝

馬多・阿多（バド・アツド）
位置DF，背號2。
必殺技為「防守指令21」(無影亂舞)(完美病毒隨機2人)、「進攻指令11」(無影走破)(完美病毒隨機2人)
- 馬多的化身

- 人工化身 電漿暗影DF（人工化身プラズマシャドウDF）

人型林屬性防守化身。
化身技為「防守指令KO8」(暗影守衛)
- 合體化身（遊戲限定）

- 太古的戰士 賈格沃克(太古の戦士ジャガウォック)

人型風屬性防守化身。
由「人工化身 電漿暗影DF」×3，合體而成的。
化身技為「狩獵之矛」
- 馬多的化身武裝

林・庫魯（リン・クール）
位置DF，背號3。
必殺技為「防守指令21」(無影亂舞)(完美病毒隨機2人)
- 林的化身

- 人工化身 電漿暗影DF（人工化身プラズマシャドウDF）

人型林屬性防守化身。
化身技為「防守指令KO8」(暗影守衛)
- 合體化身（遊戲限定）

- 太古的戰士 賈格沃克(太古の戦士ジャガウォック)

人型風屬性防守化身。
由「人工化身 電漿暗影DF」×3，合體而成的。
化身技為「狩獵之矛」
- 林的化身武裝

馬・多尼爾（マ・ドネル）
位置DF，背號4。
必殺技為「防守指令21」(無影亂舞)(完美病毒隨機2人)、「進攻指令11」(無影走破)(完美病毒隨機2人)
- 多尼爾的化身

- 人工化身 電漿暗影DF（人工化身プラズマシャドウDF）

人型林屬性防守化身。
化身技為「防守指令KO8」(暗影守衛)
- 合體化身（遊戲限定）

- 太古的戰士 賈格沃克(太古の戦士ジャガウォック)

人型風屬性防守化身。
由「人工化身 電漿暗影DF」×3，合體而成的。
化身技為「狩獵之矛」
- 多尼爾的化身武裝

艾咪・烏魯（エミ・ウル）
位置MF，背號5。
必殺技為「進攻指令11」(無影走破)(完美病毒隨機2人)、「射門指令20」(雙飛流星彈)(完美病毒隨機2人)、「防守指令21」(無影亂舞)(完美病毒隨機2人)
- 艾咪的化身

- 人工化身 電漿暗影OF（人工化身プラズマシャドウOF）

人型山屬性進攻化身。
化身技為「進攻指令KO8」(暗影劍)
- 合體化身（遊戲限定）

- 獅子王 阿力歐斯（獅子王アリオス）

人獸型山屬性進攻化身。長得和「獸王 雷翁」相似。
由「人工化身 電漿暗影OF」×3，合體而成的。
化身技為「突襲獸爪」
- 艾咪的化身武裝

華・尼爾（ファ・ニール）
位置MF，背號6。
必殺技為「進攻指令11」(無影走破)(完美病毒隨機2人)
- 華的化身

- 人工化身 電漿暗影OF（人工化身プラズマシャドウOF）

人型山屬性進攻化身。
化身技為「進攻指令KO8」(暗影劍)
- 合體化身（遊戲限定）

- 獅子王 阿力歐斯（獅子王アリオス）

人獸型山屬性進攻化身。長得和「獸王 雷翁」相似。
由「人工化身 電漿暗影OF」×3，合體而成的。
化身技為「突襲獸爪」
- 尼爾的化身武裝

凱・洛（ケイ・ロウ）
位置MF，背號7。
必殺技為「進攻指令11」(無影走破)(完美病毒隨機2人)
- 凱的化身

- 人工化身 電漿暗影OF（人工化身プラズマシャドウOF）

人型山屬性進攻化身。
化身技為「進攻指令KO8」(暗影劍)
- 合體化身（遊戲限定）

- 獅子王 阿力歐斯（獅子王アリオス）

人獸型山屬性進攻化身。長得和「獸王 雷翁」相似。
由「人工化身 電漿暗影OF」×3，合體而成的。
化身技為「突襲獸爪」
- 凱的化身武裝

戴・洛德（ダイ・ロード）
位置MF，背號8。
必殺技為「進攻指令11」(無影走破)(完美病毒隨機2人)
- 戴的化身

- 人工化身 電漿暗影OF（人工化身プラズマシャドウOF）

人型山屬性進攻化身。
化身技為「進攻指令KO8」(暗影劍)
- 合體化身（遊戲限定）

- 獅子王 阿力歐斯（獅子王アリオス）

人獸型山屬性進攻化身。長得和「獸王 雷翁」相似。
由「人工化身 電漿暗影OF」×3，合體而成的。
化身技為「突襲獸爪」
- 戴的化身武裝

布魯・雷克斯（ブル・レクス）
位置FW，背號10。
必殺技為「射門指令20(雙飛遊星彈)」(古拉)
- 布魯的化身

- 人工化身 電漿暗影SH（人工化身プラズマシャドウSH）

人型火屬性射門化身。
化身技為「射門指令KO8」(暗影腳)
- 合體化身（遊戲限定）

- 炎魔 卡薩德（炎魔ガザード）

人型火屬性射門化身
由「人工化身 電漿暗影SH」×3，合體而成的。
化身技為「爆炎風暴」
- 布魯的化身武裝

古拉・霍姆（グラ・フォム）
位置FW，背號11。
必殺技為「射門指令20(雙飛遊星彈)」(布魯)
- 古拉的化身

- 人工化身 電漿暗影SH（人工化身プラズマシャドウSH）

人型火屬性射門化身。
化身技為「射門指令KO8」(暗影腳)
- 合體化身（遊戲限定）

- 炎魔 卡薩德（炎魔ガザード）

人型火屬性射門化身
由「人工化身 電漿暗影SH」×3，合體而成的。
化身技為「爆炎風暴」
- 古拉的化身武裝

板真木（サカマキ・トグロウ）
聲：石井康嗣；港：盧國權（TVB）、陳漢祺→劉達斌（ViuTV）
完美病毒的教練，外號龍捲。

## 次世代少年（Second Stage Children / セカンドステージチルドレン）
擁有超人力量的少年們，以短命為代價獲得強大的力量(大多數活不到20歲)。為了實現自己的理念而組織了「FEIDA」。Children身上的優秀遺傳因子都來自優秀的足球運動員，這也是黃金國消除足球計畫的根據，由於因為壽命短而為了盡快統治世界而向黃金國提出了「諸神黃昏」的計畫。
劇場版GO有提到從千宮路開始就存在著Second Stage Children的優秀基因了。

### 進化世代FEIDA(フェーダ)
在200年後的未來與普通人類之間發動戰爭。

### 拉古那爾隊（ザ．ラグーン)
- 拉古那爾隊戰術（必殺戰術）(動畫未登場)

翻跟斗進行曲（タンブリングマーチ）
薩魯・艾凡（サリュー・エヴァン）/SARU(サル)
聲：冈本信彦；台：郭霖； 港：曹啟謙/陳成港（代配） （TVB）、李家傑（ViuTV）
次世代少年(FEIDA)的領袖，配戴防風眼鏡穿黑色長靴的白髮少年。有著跟天馬一樣的臉孔。在諸神黃昏之戰第4戰，因為跟天馬搶球，導致右腳受傷，再加上被時空風暴分數逆轉成4-5，正感到絕望的時候，是吉利斯伸出手才能站起來，才領悟到團結的意義。可以獸化同時身體變大。
礁湖隊隊長,位置FW,背號10號。
必殺技為「甲殼爆射」、「誘餌出擊」、「風暴領域」(動畫未登場)
- 薩魯的化身

- 超魔神 艾瓦斯（超魔神エヴァース）

人獸型山屬性射門化身。帶來憤怒與贈恨的震波化身。蓄著巨大一拳，準備強烈一擊放出。
化身技為「致死扣殺」(動畫未登場)
- 薩魯的化身武裝

將超魔神 艾瓦斯武裝上身。
- 極限合體

- S基因

其模樣宛如一隻大金剛。
必殺技為「進化射門GX」(梅伊亞&吉利斯)(遊戲登場)
梅伊亞(メイア)
位置MF,背號8號。
參考基爾隊(ギル)。
奇利斯(ギリス)
位置MF,背號9號。
參考基爾隊(ギル)。
胡斯（ホス）
聲：河野裕
位置GK,背號1號。
必殺技為「絕·顛倒世界」
- 胡斯的化身(動畫未登場)

- 不滅的獄長 歐苦洛特（不滅の獄長オクロット）

人型風屬性守門化身。長得和「魔王 基拉瑞」相似。巨大的身形有著撒旦的輪廓，剛腕能檔下任何強力的攻擊。
化身技為「地獄重拳」
- 胡斯的化身武裝(動畫未登場)

達克（ダク）
位置DF,背號2號。
必殺技為「盛大掃除」、「迎春之箭」
哈姆斯（ハムス）
位置DF,背號3號。
- 哈姆斯的化身(動畫未登場)

- 破壞神 迪斯洛斯（破壊神デスロス）

人型火屬性防守化身。擁有破壞力無窮的化身，在兩把金銃獵殺之下，誰都逃不了。
化身技為「破壞彈幕」
- 哈姆斯的化身武裝(動畫未登場)

席布（シープ）
位置DF,背號4號。
闢格（ピグ）
聲優：野島裕史；港：簡懷甄（ViuTV）
位置,MF,背號5號。
尼克（ニケ）
位置MF,背號6號。
- 尼克的化身(動畫未登場)

- 魅惑的達拉曼蘿絲（魅惑のダラマンローズ）

人型火屬性進攻化身。長得和「幻影的達拉曼卡拉斯」相似。
化身技為「跳舞鬼魂」
- 尼克的化身武裝(動畫未登場)

吼門（オム）
位置MF,背號7號。
伊姆斯（イムス）
位置FW,背號11號。
- 伊姆斯的化身(動畫未登場)

- 獅子王 阿力歐斯（獅子王アリオス）

人獸型山屬性進攻化身。長得和「獸王 雷翁」相似。
化身技為「突襲獸爪」
- 伊姆斯的化身武裝(動畫未登場)

### 扎隊(ザン)
扎那克‧阿巴洛尼庫（ザナーク‧アバロニク）
扎隊的隊長,位置FW,背號10號。
參考察拿克領域（ザナーク・ドメイン）
法達姆 (ファダム)
扎隊的汎用球員,GK,背號1號。頭上戴著遮住眼睛的頭盔, 身材非常壯碩。
- 法達姆的化身

- 深淵的阿基拉烏斯（深淵のアギラウス）

獸型風屬性守門化身。長得和「猛蛇 弗栗多」相似。從海底的光源處竄出的化身，一口飲下海水從巨大的嘴中噴出。
化身技為「強力絕咬螺旋」
- 法達姆的化身武裝(動畫未登場)

辛酷 (シンク)
扎隊汎用球員,DF,背號2號。
- 辛酷的化身（動畫未登場）

- 飛炎的朱雀（飛炎の朱雀）

人獸型火屬性防守化身。長得和「古代神 庫庫爾坎」相似。和「剛力的玄武」、「疾風的白虎」、「招雷的青龍」為四聖獸。掉下的炎之羽十分美麗，展翅宛如鳳凰一般。
化身技為「天空之舞」
- 辛酷的化身武裝(動畫未登場)

多利斯 (ドリス)
扎隊汎用球員,DF,背號3號。
魯德 (ルード)
扎隊汎用球員,DF,背號4號。
迪奧斯 (デオス)
扎隊汎用球員,MF,背號5號。
基加瑪 (ギガム)
扎隊汎用球員,MF,背號6號。
雜彈 (ザタン)
扎隊汎用球員,MF,背號7號。
羅帝歐(ロデオ)
声：ゆりん
扎隊汎用球員,MF,背號8號。
- 羅帝歐的化身

- 海王 波塞頓（海王ポセイドン）

人型風屬性射門化身。長得和「海帝 尼普頓」相似。下半身為魚身、有著像是海神波塞頓的容貌。
化身技為「重型水矛」
- 羅帝歐的化身武裝(動畫未登場)

吉普斯(ジプス)
扎隊汎用球員,MF,背號9號。
必殺技為「迎春之箭」
加羅(ガロ)
声：佐藤健輔；港：黃榮璋（ViuTV）
扎隊MF,背號11號。
- 加洛的化身

- 黑色之翼 雷文（黒き翼レイブン）

人獸型山屬性射門化身。長得和「蒼藍之翼 利爾克」相似。像是全身黑色的鳥人一般。
化身技為「狂怒烈爪」（動畫未登場）
- 合體化身（遊戲限定）

- 獄炎的阿修羅（獄炎のアシュラ）'

人型山屬性射門化身。長得和「天空的支配者 鳳凰」相似。
由「天空的支配者 鳳凰」、「黑色之翼 雷文」合體而成的。
化身技為「鳳凰烈火」
- 加羅的化身武裝(動畫未登場)

### 基爾隊(ギル)
梅伊亞/明雅(メイア)
声：佐佐木日菜子；港：朱妙蘭（TVB）、王夢華（ViuTV）
基爾隊隊長,位置MF,背號8號。和奇利斯是一對,為次世代少年(FEIDA)的第2把交椅
必殺技為「未來末日G2」(吉利斯)、「進化射門GX」(薩魯&奇利斯)(遊戲登場)
- 梅伊亞的化身

- 情熱戀人♀（情熱のラヴァーズ♀）

人型風屬性射門化身。長得和「情熱戀人♂」相似。擁有熱烈愛情，使用西洋劍武器挑戰的化身，與「情熱戀人♂」是對鴛鴦。
化身技為「愛之突刺」
- 梅伊亞的化身武裝(動畫未登場)

吉利斯/紀力斯(ギリス)
聲：江口拓也；港：李鎮然/劉奕希（代配）(TVB)、黃尉斯（ViuTV）
基爾隊MF,背號9號。和梅伊亞是一對,為梅伊亞的參謀般的存在。
必殺技為「未來末日G2」(梅伊亞)、「進化射門GX」(薩魯&梅伊亞)(遊戲登場)
- 吉利斯的化身

- 情熱戀人♂（情熱のラヴァーズ）

人型山屬性射門化身。長得和「情熱戀人♀」相似。擁有猛烈愛情，使用西洋劍武器挑戰的化身，與「情熱戀人♀」是對鴛鴦。
化身技為「愛之突刺」(動畫未登場)
- 吉利斯的化身武裝(動畫未登場)

普夫(ブーフウ)
基爾隊汎用球員,GK,背號1號。
必殺技為「排斥反應」
- 普夫的化身(動畫未登場)

- 鐵壁的基加頓恩（鉄壁のギガドーン）

人型山屬性守門化身。長得和「巨神 基加迪斯」相似。
化身技為「基加迪斯炸彈」
- 普夫的化身武裝(動畫未登場)

洛坦(ゾタン)
基爾隊汎用球員,DF,背號2號。
米絲妲(ミスタ)
基爾汎用球員,隊DF,背號3號。
茉莉(モリー)
基爾隊汎用球員,DF,背號4號。
吉姆斯(ギムス)
基爾隊汎用球員,MF,背號5號。
雷依克(ゼイク)
基爾隊汎用球員,MF,背號6號。
- 雷依克的化身

- 獸王 雷翁（獣王レオン）（動畫未登場）

人獸型山屬性進攻化身。長得和「獅子王 阿力歐斯」相似。獅子般外型的凶猛化身，其利爪能撕裂。
化身技為「利爪突襲」
米德(ミド)
基爾隊汎用球員,MF,背號7號。
鍥魯(チェル)
声：ゆりん
基爾隊汎用球員,FW,背號10號。長相和風丸一郎太有幾分相似。
- 鍥魯的化身(動畫未登場)

- 疾風的白虎（疾風の白虎）

獸型風屬性進攻化身。長得和「迅狼 呂卡翁」相似。和「剛力的玄武、「飛炎的朱雀」、「招雷的青龍」為四聖獸。兩肩駕有古代青銅鏡，跳動宛如疾風一般。
化身技為「迅雷突擊」
- 鍥魯的化身武裝'(動畫未登場)

札特(ザット)
聲優：大原崇
基爾隊汎用球員,FW,背號11號。長相和豪炎寺修也有幾分相似。
- 札特的化身(動畫未登場)

- 炎魔 卡薩德（炎魔ガザード）

人型火屬性射門化身。從灼熱的炎火出生的化身，破壞力飽足的拳頭準備一決勝負。
化身技為「爆炎風暴」
- 札特的化身武裝'(動畫未登場)

### 卡魯隊(ガル)
菲・魯恩（フェイ・ルーン）
卡魯隊隊長,位置FW,背號9號。
參考雷門中學足球隊
切特（チェット）
聲優：野島裕史； 港：鍾見麟（TVB）、姜嘉蕾（ViuTV）
卡魯隊汎用球員,GK,背號1號。長得像女性，實際上是男性。
- 切特的化身

- 白尾神 塔瑪茲莎（白尾神タマズサ）

人型林屬性守門化身。長得和「妖狐 妲己」相似。人氣居高不下的化身，能自由自在操縱身旁的式神。
化身技為「式神連線」
- 切特的化身武裝'(動畫未登場)

卡魯奇（カズチ）
卡魯隊汎用球員,DF,背號2號。
福密塔（フミータ）
卡魯隊汎用球員,DF,背號3號。
古蜜（グゥミ）
卡魯隊汎用球員,DF,背號4號。
尤卡（ヨッカ）
聲：河野裕
卡魯隊汎用球員,MF,背號5號。
- 尤卡的化身(動畫未登場)

- 狂戰士 迪爾貝洛（狂戦士ディアベル）

人型林屬性防守化身。長的和「龍騎士 泰迪斯」相似。
化身技為「猛龍風暴」
洛可（ローコ）
聲：城雅子；港：楊樂瑤（ViuTV）
卡魯隊汎用球員,MF,背號6號。
皮諾（ピノ）
卡魯隊汎用球員,MF,背號7號。
塔庫奇（タクジ）
卡魯隊汎用球員,MF,背號8號。
蝶奇（デッキ）
声：ゆりん
卡魯隊汎用球員,FW,背號10號。
- 蝶奇的化身（動畫未登場）

- 招雷的青龍（招雷の青龍）

獸型林屬性進攻化身。長得和「蒼天的霸者 玉龍」相似。和「剛力的玄武」、「飛炎的朱雀」、「疾風的白虎」為四聖獸。現身之際總是雷雲密布，咆嘯宛如雷神一般。
化身技為「落雷風暴」
- 蝶奇的化身武裝(動畫未登場)

優奇（ユウチ）
聲：河野裕；港：梁倩蘅（ViuTV）
卡魯隊汎用球員,FW,背號11號。
必殺技為「誘餌出擊」
- 優奇的化身

- 豪雪的賽亞（豪雪のサイア）

人型風屬性射門化身。長得和「白銀的女王 格爾達」相似。持有白色的長槍、穿著盔甲、外型像飄逸長髮的女性。
化身技是「冰霜路徑」
- 優奇的化身武裝(動畫未登場)

#### 月神的一族（ツキガミの一族)
伽路查‧烏盧凡（ガルシャア・ウルフェイン)）
聲 -關智一；港：李鎮然（TVB）、潘昀雋（ViuTV）
位置FW，背號10。
與SARU交談的像狼男般的少年，月神一族的隊長。
必殺技為「野獸領主」、「巨怪威嚇」(華凡尼)
- 伽路查的化身(遊戲登場)

- 地獄的業炎 燃盡（地獄的業炎イグニ）

獸型火屬性進攻化身。燃燒熱風放出兇狠的化身，背上的炎劍來自地獄。
化身技為「自燃邊境」
- 伽路查的化身武裝

將地獄的業炎 燃點武裝上身。
- 極限合體(遊戲登場)

- G基因

其模樣宛如一隻大狼人。
必殺技為「原子爆彈A」
　（サジート）
位置FW，背號11。
月神一族副隊長。
必殺技為「狼嚎死墜」
- 獄炎的阿修羅（獄炎のアシュラ）

人型山屬性射門化身。長得和「天空的支配者　鳳凰」相似。
化身技為「鳳凰烈火」
（ジョーグ）
位置GK，背號1。
- ジョーグ的化身

- 龍神 葛雷剛（龍神コロガオン）

人型火屬性守門化身。從異次元呼出的化身，擁有不可思議的祕密力量。
化身技為「緋紅球體」
　（ルーダ）
位置DF，背號2。
- キメラ的化身

- 古代神 庫庫爾坎（古代神ククルカン）

人獸型風屬性防守化身。長得和「飛炎的朱雀」相似。
化身技為「天空之舞」
　（キメラ）
位置DF，背號3。
- キメラ的化身

- 龍騎士 泰迪斯（竜騎士テディス）

人型風屬性防守化身。長得和「狂戰士 迪格貝洛」相似。像是龍一樣並且穿著綠色盔甲、宛如騎士一般。
化身技為「猛龍風暴」
- 合體化身（遊戲限定）

- 豪雪的賽亞（豪雪のサイア）

人型風屬性射門化身。長得和「白銀的女王 格爾達」相似。持有白色的長槍、穿著盔甲、外型像飄逸長髮的女性。
由「鳥人 法爾克」、「龍騎士 泰迪斯」合體而成的。
化身技為「冰霜路徑」
　（イエーガ）
位置MF，背號4。
　（アナンシ）
位置MF，背號5。
　（タウロス）
位置MF，背號6。
　（ナグン）
位置MF，背號7。
　（シルバ）
位置MF，背號8。
　（ソムニ）
位置FW，背號9。
- ソムニ的化身

- 幻影的達拉曼卡拉斯（幻影のダラマンガラス）

人型林屬性進攻化身。長得和「魅惑的達拉曼蘿絲」相似。手持一支權杖，穿著宛如魔女一般的羽服的女性。
化身技為「舞蹈鬼魂」

#### 德古拉組（ヴァンプティム)
華凡尼‧華普(ヴァンフェニー・ヴァンプ)
聲 -笹沼堯羅；港：鍾見麟（TVB）、陳漢祺（ViuTV）
位置MF，背號9。
與SARU交談的像吸血鬼般的少年，德古拉組的隊長。
必殺技為「吸血鬼領主」、「巨怪威嚇」(伽路查)
- 華凡尼的化身(遊戲登場)

- 白夜的閃光 蕾米亞（白夜の閃光ライメーザ）

人型山屬性進攻化身。從稻光中現出姿態的化身，一瞬閃光放出雷鳴之力足以暗闇一切。
化身技為「惡魔雷擊」
- 華凡尼的化身武裝

將白夜的閃光 蕾米亞武裝上身。
- 極限合體(遊戲登場)

- V基因

其模樣宛如一隻吸血鬼。
必殺技為「極·傾聽神諭」
(メルフェ)
位置FW，背號11。
德古拉組副隊長。
- ブラド的化身

- 白銀的女王 格爾達（白銀の女王ゲルダ）

人型林屬性射門化身。長得和「豪雪的賽亞」相似。
化身技是「冰霜路徑」
(フランゴ)
位置GK，背號1(德古拉組)。
- フランゴ的化身

- 魔王 基拉瑞（魔王ギラーゼ）

人型林屬性守門化身。長得和「不滅的獄長 歐苦洛特」相似。
化身技為「地獄重拳」
(ジンク)
位置DF，背號2(德古拉組)。
- ジンク的化身

- 靈帝 雷同（霊帝ライドウ）

人獸型山屬性防守化身。長得和「剛力的玄武」相似。
化身技為「正拳龜甲波」
(マスケス)
位置DF，背號3。
(ポルト)
位置DF，背號4(德古拉組)。
(スネーカー)
位置MF，背號5。
(クローマ)
位置MF，背號6(德古拉組)。
- クローマ的化身

- 光速的馬克西姆（光速のマキシム）

人型火屬性進攻化身。長得和「音速的巴裡屋斯」相似。
化身技為「超速驅動」
- 合體化身（遊戲限定）

- 海帝 尼普頓（海帝ネプチューン）

人型風屬性射門化身。長得和「海王 波賽頓」相似。
由「光速的馬克西姆」、「機械兵 卡雷烏斯」合體而成的。
化身技為「重型水矛」
(ベリア)
位置MF，背號7。
(ミーラ)
位置MF，背號8。
(ブラド)
位置FW，背號10(德古拉組)。
必殺技為「吸血鬼領主」
- ブラド的化身

- 夢紳士 多爾米伊庫（夢紳士ドリームアンクル）

人型林屬性射門化身。長得和「奇術魔 皮利姆」、「道化師 番塔姆」相似。
化身技為「魔術師之盒」

#### 埃克塞勒（ジ・エグゼラー)
伽路查‧烏盧凡（ガルシャア・ウルフェイン)）
聲 -關智一；港：李鎮然（TVB）、潘昀雋（ViuTV）
位置FW，背號10。
參考月神的一族（ツキガミの一族)
華凡尼‧華普(ヴァンフェニー・ヴァンプ)
聲 -笹沼堯羅；港：鍾見麟（TVB）、陳漢祺（ViuTV）
位置MF，背號9。
參考德古拉組（ヴァンプティム)
（ジョーグ）
位置GK，背號1。
參考月神的一族（ツキガミの一族)
(ルーダ）
位置DF，背號2。
參考月神的一族（ツキガミの一族)
(マスケス)
位置DF，背號3。
參考德古拉組（ヴァンプティム)
(ジンク)
位置DF，背號4(ジ・エグゼラー)。
參考德古拉組（ヴァンプティム)
（キメラ）
位置DF，背號5(ジ・エグゼラー)。
參考月神的一族（ツキガミの一族)
（ソムニ）
位置FW，背號6(ジ・エグゼラー)。
參考月神的一族（ツキガミの一族)
(クローマ)
位置MF，背號7(ジ・エグゼラー)。
參考德古拉組（ヴァンプティム)
（サジート）
位置FW，背號8(ジ・エグゼラー)。
參考月神的一族（ツキガミの一族)
(メルフェ)
位置FW，背號11。
參考德古拉組（ヴァンプティム)
(フランゴ)
位置GK，背號12(ジ・エグゼラー)。
參考德古拉組（ヴァンプティム)
（イエーガ）
位置MF，背號13(ジ・エグゼラー)。
參考月神的一族（ツキガミの一族)
(ポルト)
位置DF，背號14(ジ・エグゼラー)。
參考德古拉組（ヴァンプティム)
（アナンシ）
位置MF，背號15。
參考月神的一族（ツキガミの一族)
(ブラド)
位置FW，背號16。
參考德古拉組（ヴァンプティム)

## 過去時空的人物

### 時空最強十一人的能力持有者
- 「時空最強的十一人」是由圓堂大介所寫的「霸者聖典」中所記載的，他所追求的力量。天馬他們希望利用增強自身力量，故利用極限融合槍來拿取所代表能力之歷史人物之氣場，以對抗黃金國。
- 「時空最強十一人」為'織田信長、聖女貞德、諸葛孔明、劉玄德、坂本龍馬、沖田總司、風神翼龍 老爸、霸王龍 畢古、主宰之龍、亞瑟王、巨大颱風 克萊拉珍

織田信長
声：千葉一伸；台：陳幼文；港：關令翹（TVB）、李家傑（ViuTV）
符合「一之力」的人。
被後世諭為日本戰國時代的亂世霸者。天馬一行人來到1554年（天文23年）的時候尚未認識木下藤吉郎，並稱之為小霸王。但是由於原本擁有的氣場是凌駕於凡人之上，故能平伏暴亂的馬。在與雷門一行人組成的「織田軍」與奧美迦協定隊的「今川軍」進行足球比賽時，發現神童的多餘動作，並告訴他不要有無謂的動作，要懂得靈活運用靜和動，亦使神童學懂如何使用化身武裝。並經汪達巴的提議下，用自身的氣場與神童進行極限合體，以提升神童的力量。
擁有能力：真實的中場指揮官
看清別人，並且看清一切大局，靈活地兼用靜與動。
代表人物：神童 拓人 （背號：9）
必殺技為「剎那爆射」
聖女貞德
聲：壽美菜子；台：曾允凡；港：凌晞（TVB）、梁瑞芬（ViuTV）
符合「二之力」的人。
為後世人熟悉的法國救世主，是拯救法國的女英雄，引導英法百年戰爭通向勝利方向，並被後世人稱為「戰場上的女神」。本作設定為帶眼鏡。
性格和歷史上的貞德不一樣，對於戰鬥有所恐懼，據圓堂大介所述，其擁有的力量尚未覺醒，故未能成功拿取氣場。能聽到神的聲音，傳達神的旨意。
具有聽到他人內心聲音的能力，也能輕易認出偽裝的查理王子。遵從神的旨意而踏上戰場，但對於自己究竟能為大家做什麼而感到迷惘，與感到自身無力而焦躁的霧野產生了共鳴。看過天馬他們的足球後，認為讓大家團結一心的力量可用於戰場上，並答應如果天馬一行人可以幫助她拯救奧爾良和拿到援軍，就會借自己的力量予雷門。於雷門與奧美迦協定隊3.0比賽中被霧野的話覺醒其力量，認清自己應做的事，帶領著法國的士兵，解放奧爾良。
擁有能力：超凡魅力的後衛
呼喚起同伴的無限勇氣，化作鐵壁般的領袖後衛。
代表人物：霧野 蘭丸 （背號：3）
必殺技為「聖女烈焰」
諸葛孔明
聲：澤海陽子；台：曾允凡；港：魏惠娥（TVB）、姜嘉蕾（ViuTV）
符合「三之力」的人。
本作以女性的身份出現，曾拒絕會見前往兩次的劉玄德。
後來，劉玄德與天馬等人成功突破孔明要塞，會見孔明，她稱無意幫忙劉玄德。
於雷門隊與扎納克領域中，發現太陽的異樣，當太陽受天馬的激勵，再次專心在球場上踢球，卻被與曹操融合的扎納克打倒雷門隊全員。
此時，孔明釋放出自己的化身，朝著太陽那裡去，並在一道光芒下，使太陽與自己進行融合。
於和扎納克賽後答應跟著劉備，希望看到被他治理過後的國家。條件是成為劉備的搭檔而不是部下，如同水和魚一樣。
雷鳴版中發現白龍對無法搶球的焦躁，並放出自己的化身，朝白龍那裡去，在一道光茫下，與白龍強制融合
另外，太陽跟白龍都是前鋒，並非中場，不過孔明本身的位置是中場。
擁有能力：正確無比的中場球員
連未來都能一眼看透，情況分析能力能直插敵方要害。
代表人物：雨宮 太陽 （背號：18）「熱風&動畫」／ 白龍（背號：19）「雷鳴」
必殺技為「奇門遁甲之陣」(動畫版登場) 、「天地雷鳴」(劇場版登場)
- 孔明的化身

蒼天的霸者 玉龍（蒼天の霸者 玉龍）
獸型林屬性進攻化身。長得和「招雷的青龍」相似。擁有優雅姿態的化身，強大的力量足以造成天變地異。
化身技為「落雷風暴」（動畫未登場）
劉玄德
聲：平田廣明；台：何志威；港：張炳強（TVB）、杜景煜（ViuTV）
符合「四之力」的人。
天馬一行人前往三國時代遇到的人，本作設定為比較喜歡開玩笑，很有趣的大叔。遇到什麼事都不會輕易放棄，其強硬使天馬他們讓他擔任雷門隊的臨時守門員。
並於與兵馬俑的比賽中受傷，由信助入替，並鼓勵信助要勇敢面對眼前的一切，不要為此感到迷惘。幫助信助學會「驚天拳擊」的新必殺技。
於雷門隊與扎納克領域一戰中擔任臨時監督。
鼓勵信助要勇敢面燒對眼前的一切，並借其力量予信助。
擁有能力：鐵壁般的守門員
擁有治理大國的能力，強韌的行動力和實行力。
代表人物：西園 信助 （背號：20）
必殺技為「真˙大國謳歌」
坂本龍馬
聲優：千葉進步；台：陳幼文；港：周良鴻（TVB）、郭湛深（ViuTV）
符合「五之力」的人。
於第26集登場，天馬他們來到幕末時代遇到的人，本名才谷，因對足球有興趣而臨時加入雷門隊。
學習能力高，倒掛金鉤看過一次就會，非常會吃，雖然身材豐滿卻靈活。心胸開闊，聽到天馬他們來自未來也很快就接受。認為世上有許多未見的事物與知識，為此眼光要放遠才能進步，為了讓日本成為更開放的國家而努力，甚至會因此做出一人跑到敵人本營的亂來行動。與天馬他們相遇之後決心每天踢球減肥。
擁有能力：擁有超凡技術的中場球員
以寬闊似海之心，化作維繫攻防的橋樑。
代表人物：錦 龍馬 （背號：14）
必殺技為「黑潮駕馭」
沖田總司
聲優：梶裕貴；台：郭霖；港：梁偉德（TVB）、張振熙（ViuTV）
符合「六之力」的人。
新撰組一番隊隊長。本作以紫髮紮馬尾的形象於第26集登場，扎納克一度賜予他力量。
登場時已經罹患肺結核（肺癆），因此經常出現身體不適的情況，並告訴劍城自己時日無多，已經活不久，故此希望在生命完結前保護幕末，把企圖將日本進行維新的坂本龍馬殺害。在看到劍城不顧一切努力去比賽，卻不斷地失敗而回想起自己的責任，理解自己該做的事不是保護幕末而是守護日本這個國家本身。並把自己的力量借給劍城，讓他與扎納克進行比賽。
擁有能力：電光石火的神速前鋒
有如閃電般敏捷切入的速度。
代表人物：劍城 京介 （背號：10）
必殺技為「菊一文字」
風神翼龍老爸
符合「七之力」的天空之王。
養大人類托普的父親。
聽懂人類的話語，擁有寬大的心胸，收留天馬他們在自己的地盤過夜，也願意接納照顧種族不同的霸王龍之子嗶克。但同時也具有作為父親的嚴格，為了能讓養子東武一人獨立生存，必要的時候也會對其嚴厲。在恐龍時代擔任天馬他們的監督，也替天馬他們做足球特訓。
擁有能力：擁有絕對制空權的彈跳後衛
能自由自在地運用空間。
代表人物：托普 （背號：21）
必殺技為「古代之翼」
霸王龍嗶克
聲優：悠木碧
符合「八之力」的霸王龍，繼承恐龍首領父親『羅克斯達』的意志的小龍。
獸之谷首領的父親為了保護他而去世，與同樣獨自一人的菲產生了共鳴，成為了好友。年齡幼小卻隱藏成為恐龍首領的力量。為了保護菲而勇敢面對比自己大幾倍的成年三角龍『死亡之角』，其後學會了化身，覺醒力量之後與菲極限合體。化身為父親模樣的藍色霸王龍影子。
擁有能力：活力的中場球員
擁有深藏不露的太古力量，牙尖銳利的連海都能劈開。
代表人物：菲‧魯恩 （背號：11）
必殺技為「新˙王者之牙」、「最強十一人波動」(動畫限定)
白龍 (撒克遜) 霸王巨龍
聲優：小林優子；台：；港：黃玉娟（TVB）、王夢華（ViuTV）
符合「九之力」的賢者，本作為一條白色的龍。
為亞瑟王的好友，有著比人類還賢明聰敏的頭腦。作為賢者指引前來尋求幫助的他人，也是大家的守護神。會說人類的語言，聲音語調為溫柔穩重的年長女性。
被假扮黑騎士的完美聯合控制，白色的身軀染為漆黑，兇猛凶暴而咆嘯的一面因此顯現。聽令之下以黃名子為人質誘使變為圓桌騎士的雷門隊員前來。原本打算抓走作為公主的葵為人質，不過因黃名子的捨身保護而抓錯了人。但這不影響黑騎士引誘雷門的行動。
被控制的王者之龍其後藉由黃名子溫柔善良的信念與亞瑟王的聖劍驅除了黑暗恢復正常。理解黃名子為了守護所愛之物而戰鬥的決心，且看透那是隱藏在心靈中極為深刻的愛。並告知黃名子要守護所愛之人需要能面對降臨所愛之人危險的強大以及理解所愛之人受創心靈的智慧。對於直到最後都相信被控制的自己的黃名子，為了回報這份心意的王者之龍給予黃名子自己的力量令其極限合體，希望這份力量能幫助她守護所愛之人。
擁有能力：夢幻的自由人
同時具備野獸的兇猛和賢者的頭腦。
代表人物：菜花黃名子（背號：78）
必殺技為「閃亮亮幻象」
亞瑟王
聲優：星野充昭；台：陳幼文；港：蘇強文（TVB）、黃文軒（ViuTV）
符合「十之力」的人。
能看透他人本質，具備強大的領導風範。比起勝負更看重他人豪不退縮的前進意志與勇氣。
非常珍惜部下與同伴，一旦訂下決心與目標，就不會猶豫的去實行。見到天馬質疑煩惱自己身為隊長的身分，要他聽聽大家的聲音，告知他答案在場上。其後天馬在黃名子的呼喚下而注意到大家信任自己的心意因此解開心結，決心成為與大家一同前進的隊長。並與亞瑟王極限合體。
述說在天馬身上看到自己一直以來追尋的王者氣息。能夠站在他人的處境聆聽對方的聲音，能夠設身處地的理解他人的痛苦並一起分擔的才能。最後能將大家的心意合而為一成為面對強大敵人的一股力量。
見到天馬已經不再猶豫，因此承認繼承自己力量的天馬，對於為了守護足球的天馬一行人，在離別前給予祝福。要他成為為大家帶來希望之風的真正王者。
擁有能力：王者中場
擁有絕對的勇氣與毫不動搖的實行力，讓大地都以他為伴。
代表人物：松風天馬 （背號：8）
必殺技為「王之劍」、「極·最強十一人波動」
巨大颱風克萊拉珍
符合「十一之力」的自然現象，札那克以短短一天的時間來獨自修行時進行的強制極限合體。據札那克所言是歷史上最強的颱風。扎納克在變身後喜歡自稱「超級扎納克」。
擁有能力：貫穿一切的全能型選手
能使用灼熱的熱風與劇烈震動的雷鳴之力。
代表人物：扎納克‧阿巴洛尼庫 （背號：99）
必殺技為「吾乃最強」

### 日本戰國時代（1554年‧尾張國）[第12-17集]
織田信長
詳情參考時空最強十一人的能力持有者
木下藤吉郎
声：古島清孝；台：郭霖；港：周良鴻（TVB）、張振熙（ViuTV）
即被後世諭為「豐臣秀吉」的人，在白鹿組一事上幫助太助一行人，從故鄉那裡來到尾張之國，希望有一天能成為織田信長身邊的官員。十分機智，並能即時理解足球的規則，臨時代替旺達巴成為雷門的教練，向臨時加入雷門的太助提出指示，並在與今川軍的足球比賽上的調配，讓信長對他得到信任，並允許他為自己辦事。
前田利家
声：金野潤；港：劉奕希（TVB）、楊耀泰（ViuTV）
丹羽長秀
声：泰勇氣；港：周良鴻（TVB）、郭浩勤（ViuTV）
佐久間信盛
声：奈良徹；港：劉昭文（TVB）、劉達斌（ViuTV）
林秀貞
声：田尻浩章；港：林國雄（TVB）、陳漢祺（ViuTV）
小勝/阿勝
声：高垣彩陽；台：陳貞伃；港：何璐怡（TVB）、楊婉潼（ViuTV）
太助的姐姐。對神童有好感。最後因為神童不是日本戰國時代的人，所以就必須要離開，離別時送了一盒親手做的豆腐及祝願神童能完成保護足球的重任。
太助
声：折笠富美子；台：郭霖；港：梁少霞（TVB）、王夢華（ViuTV）
小勝的弟弟。
雷門混合隊隊員。位置FW/DF，背號25號。
必殺技為「一夜城」(五郎太&獅子丸)
市正
声：金野潤；港：魏惠娥（TVB）、梁瑞芬（ViuTV）
雷門混合隊隊員。位置DF，背號21號。
仁悟
声：藤村步；港：許盈（TVB）、黎皓宜（ViuTV）
雷門混合隊隊員。位置DF，背號22號。
五郎太
声：不明；港：雷碧娜（TVB）、姜嘉蕾（ViuTV）
雷門混合隊隊員。位置DF，背號23號。
必殺技為「一夜城」(太助&獅子丸)
獅子丸
声：美名；港：謝潔貞（TVB）、梁倩蘅（ViuTV）
雷門混合隊隊員。位置DF，背號24號。
必殺技為「一夜城」(太助&五郎太)
矢鳴陽介
声：佐藤健輔；港：梁偉德（TVB）、陳漢祺（ViuTV）
矢鳴成海
声：佐佐木日菜子；港：劉惠雲（TVB）、顧詠雪（ViuTV）
今川義元
声：；港：李锦纶（TVB）、陳漢祺（ViuTV）

#### 白鹿組
稲葉 大安（たいあん）
声：四宮豪；港：巫哲棋（TVB）、劉達斌（ViuTV）
白鹿組的隊長。位置FW，背號10號。
必殺技為「燕返」
- 稲葉的化身

- 妖鬼 鐮鼬（妖鬼カマイタチ）

獸型風屬性進攻化身。以旋風姿態現身的化身，用鐮爪切烈敵人。
化身技為「旋風之刃」
俄然 則丸（がぜん）
聲：大原崇；港：劉奕希（TVB）、梁皓翔（ViuTV）
位置GK，背號1號。
- 俄然的化身（動畫未登場）

- 勝負士 骰子男（勝負士ダイスマン）

人型山屬性守門化身。長得和「幸運的拉斯維加斯」、「灼熱的赤紅骰子」相似。背後、肩上與腰間都裝有轉輪，並雙手持有6顆骰子的男性。
化身技為「幸運骰子」
- 合體化身（遊戲限定）

- 灼熱的赤紅骰子（灼熱のレッドダイス）

人型火屬性守門化身。長得和「勝負士 骰子男」、「幸運的拉斯維加斯」相似。
由「勝負士 骰子男」、「幸運的拉斯維加斯」合體而成的。
化身技為「幸運骰子」
北上 總吉（すべよし）
聲：吉野裕行
位置DF，背號2號。
足黑 芳一朗（あしぐろ）
聲：田尻浩章；港：關令翹（TVB）
位置DF，背號3號。
必殺技為「桶狹間之壁」
矢部 半兵衛（はんべえ）
聲：奈良徹；
位置DF，背號4號。
加納 一活（いっかつ）
声：古島清孝
位置MF，背號5號。
淺間 傳兵衛（あさま）
声：岩崎了；
位置MF，背號6號。
山鐵 銀二（ぎんじ）
声：奈良徹；港：胡家豪（TVB）
位置MF，背號7號。
落村 傳來（おちむら）
声：佐藤健輔；港：張錦江（TVB）
位置MF，背號8號。
工黨 千兒（くとう）
声：高垣彩陽；港：關令翹（TVB）
位置MF，背號9號。
必殺技為「火槍彈丸」(前林)
前林 相林（まえばやし）
声：金野潤；港：劉奕希（TVB）
位置FW，背號11號。
必殺技為「火槍彈丸」(工黨)
氏木 神酒丸 (みきまる)
位置GK，背號12號。
四方山 同心 (よもやま)
位置DF，背號13號。
夜須 天慧 (やず)
位置MF，背號14號。
綾部 奉公郎 (あやべ)
位置FW，背號15號。
早矢馬 鏑郎 (あやべ)
位置FW，背號16號。
紅菊的姉御（べにぎく）
聲優：伊瀬茉莉也；台灣：錢欣郁；港：何寶珊（TVB）、楊樂瑤（ViuTV）
白鹿組監督。實際上是偽裝的貝塔，對白鹿組洗腦控制其行動。

### 英法百年戰爭（1427年‧法國沃庫勒爾）[第19-21集]
聖女貞德
詳情參考時空最強十一人的能力持有者
查理7世／查理王子
聲：鳥海浩輔；港：李震權（TVB）、楊耀泰（ViuTV）
法國的王子，為了試探貞德是否聽到神的力量，故要別人假冒自己，並在黃名子的邀請下一起進行練習，於對奧米加協議隊3.0的一戰中，自願成為雷門的臨時教練。

### 三國時期(207年‧中國 孔明隱居地)[第22-25集]
劉備
詳情參考時空最強十一人的能力持有者
諸葛孔明
詳情參考時空最強十一人的能力持有者
關羽
劉備的義弟，曾被札納克控制，了解奇門遁甲之陣。
張飛
劉備的義弟，曾被札納克控制，劉備說完話後會回"我也是這麼想的"。
曹操
劉備的宿敵，札納克用以極限合體。
代表人物：扎納克‧阿巴洛尼庫 （背號：10）
必殺技為「次元攔截」(動畫未登場)、「真空魔」(Wii版限定)
- 曹操的化身

- 剛力的玄武（剛力の玄武）

人獸型山屬性防守化身。長得和「靈帝 雷同」相似。中國四聖獸之一，龜甲蛇頭於一身的化身。四臂膀加上四蛇頭，兩手制服兩蛇，氣態宛如屹立不搖的山神一般。
化身技為「正拳龜甲波」(動畫未登場)

#### 兵馬俑
兵馬俑1號（へいば１）
位置GK，背號1號。
必殺技為「防御射線」
兵馬俑2號（へいば２）
位置DF，背號2號。
兵馬俑3號（へいば３）
位置DF，背號3號。
必殺技為「齒輪驅動」、「空間傳送」
兵馬俑4號（へいば４）
位置DF，背號4號。
必殺技為「空間傳送」
兵馬俑5號（へいば５）
位置MF，背號5號。
必殺技為「空間傳送」
兵馬俑6號（へいば６）
位置MF，背號6號。
必殺技為「空間傳送」
- 兵馬俑6號的化身(動畫未登場)

- 精鋭兵 波恩B（精鋭兵ポーンB）

人型火屬性進攻化身。長得和「精鋭兵 波恩W」相似。
化身技為「拳擊機槍」
- 合體化身（遊戲限定）

- 魔女 皇后蕾蒂亞B（魔女クィーンレディアB）'

人型林屬性射門化身。長得和「魔女 皇后蕾蒂亞W」相似。
由「精鋭兵 波恩B」×3合體而成的。
化身技為「全面征服」
兵馬俑7號（へいば７）
位置MF，背號7號。
必殺技為「空間傳送」
兵馬俑8號（へいば８）
位置MF，背號8號。
必殺技為「空間傳送」
- 兵馬俑8號的化身(動畫未登場)

- 精鋭兵 波恩B（精鋭兵ポーンB）

人型火屬性進攻化身。長得和「精鋭兵 波恩W」相似。
化身技為「拳擊機槍」
- 合體化身（遊戲限定）

- 魔女 皇后蕾蒂亞B（魔女クィーンレディアB）'

人型林屬性射門化身。長得和「魔女 皇后蕾蒂亞W」相似。
由「精鋭兵 波恩B」×3合體而成的。
化身技為「全面征服」
兵馬俑9號（へいば９）
位置MF，背號9號。
必殺技為「齒輪驅動」、「空間傳送」
兵馬俑10號（へいば１０）
位置MF，背號10號。
必殺技為「空間傳送」
- 兵馬俑10號的化身(動畫未登場)

- 精鋭兵 波恩B（精鋭兵ポーンB）

人型火屬性進攻化身。長得和「精鋭兵 波恩W」相似。
化身技為「拳擊機槍」
- 合體化身（遊戲限定）

- 魔女 皇后蕾蒂亞B（魔女クィーンレディアB）'

人型林屬性射門化身。長得和「魔女 皇后蕾蒂亞W」相似。
由「精鋭兵 波恩B」×3合體而成的。
化身技為「全面征服」
兵馬俑11號（へいば１１）
位置FW，背號11號。
必殺技為「齒輪驅動」、「空間傳送」
- 兵馬俑11號的化身(動畫未登場)

- 鐵騎兵 奈特B（鉄騎兵ナイトB）

人獸型山屬性射門化身。長得和「鐵騎兵 奈特W」相似。
化身技為「終極刺殺」
諸葛孔明
聲：澤海陽子
兵馬俑隊監督。
參考時空最強十一人的能力持有者

### 日本幕末時代[第26集-29集]
坂本龍馬
詳情參考時空最強的十一人的能力持有者
沖田總司
詳情參考時空最強的十一人的能力持有者
中岡慎太郎
坂本龍馬的好友，於雷門與札那古領域之戰擔任臨時教練。
近藤勇
新選組局長，原本被札那古封印並代替其位，比賽後回歸。

### 大恐龍時代（白堊紀‧獸之谷）[第31集-34集]
東武
詳情參考超時空風暴
老爸
詳情參考時空最強十一人的能力持有者
畢古（BIG）
詳情參考時空最強十一人的能力持有者
洛克斯塔（巖星/Rock Star）
畢古的母親，獸之谷的首領霸王龍。藍與白的體色，左眼有傷疤，有著比一般霸王龍更為巨大的身軀以及實力。遭受完美聯合的襲擊而變得虛弱，其後為了保護孩子勉強打跑凶暴三角龍『德斯洪』而耗盡了生命。將孩子畢古託付給東武後去世。
德斯洪（死亡犄角/Death Horn）
殘暴的三角龍，具有紅色染血般的尖角。長期打著獸之谷首領地位。在完美聯合的控制下襲向畢古與菲。

### 幻想世界（『亞瑟王與見習騎士』的繪本故事）[第35集-38集]
亞瑟王 (アーサー王)
詳情參考時空最強十一人的能力持有者
王者之龍 (天王巨龍/マスタードラゴン)
詳情參考時空最強十一人的能力持有者
席娜（シーナ）
在天馬掉入幻想世界之後，最初幫助指引他的少女。
黑龍騎士
操控亞瑟王的好友天王巨龍的邪惡騎士，其實是雷·路克。

## FFIV2亞洲區預賽隊伍(銀河巨人盃大賽銀河邊境A區預賽）

### 新閃電日本隊（Shinsei Inazuma Japan）
- 此隊與劇場版《閃電十一人GO VS紙箱戰機》的新生閃電日本隊並無關係，是由黑岩監督親自從日本挑選而組成的球隊。
- 除了三名雷門選手外，其他八名都是參加神聖之路的隊伍在全國大賽之後才加入隊伍，八人均是踢足球的新手。全隊目前十一人，暫無提及候補。
- 黑岩監督亦有解釋到特別選擇的八名成員原因是因為他們擁有稱為“野獸之力 (Beast Power)” 的特殊能力。並作為地球的代表隊——地球十一人。

松風天馬
位置MF，背號8號，新閃電日本隊隊長。
劍城京介
位置FW，背號10號。
神童拓人
位置MF，背號9號。
瞬木隼人（またたぎ はやと）(Matatagi Hayato)
聲：石川界人／遠藤綾（童年）；台：郭霖；港：鄧港文(TVB)、張添勝／姜嘉蕾(童年)(ViuTV)
二年級，位置FW，背號11號。
海王學園17號球員，原屬田徑部，擁有世界級的速度。雖然擁有一雙飛毛腿，但是個問題兒童。參賽的原因是賺錢為他的家人買一間大屋。家境窘困，父親許久以前離家，母親病倒無法工作，唯有讓瞬木自己照顧弟弟們。因為看到自己的朋友只是想找他玩玩具車，而不是真心想跟他當朋友，感覺被背叛，從此不肯相信他人。
弟弟曾經肚餓而盜竊，但為了弟弟，自己甘願代替弟弟被捕，自此之後沒人再相信他說的話。
表面上跟大家相處很好，不過私底下卻不信任大家。
在第26話薩札納拉十一人本來要用瞬木黑暗的"阿茲魯"來吞噬天馬閃耀的"阿茲魯"，結果天馬和市川並不討厭瞬木的"惡"，反而接納了瞬木，促使瞬木覺醒。覺醒後，部份頭髮變為跟劍城一樣的深藍色(覺醒的樣子是永久性的，並不是像九坂一樣可切換)。性格也變得比較自大。
必殺技為「跑酷攻擊」、「黑色黎明」（劍城）、「黑暗龍捲風」、「天堂墜擊」(遊戲版尚未覺醒的瞬木所習得)
- 靈魂(野獸之力)

- 游隼（ハヤブサ）

風屬性射門魂獸。由高空飛下飛向龍門，並把球射入。
井吹宗正（いぶき むねまさ）(Ibuki Munemasa)
聲：鈴木達央；台：何志威；港：李安邦(TVB)、黃文軒(ViuTV)
二年級，位置GK，背號1號。
月山國光20號球員，戴著黑色頭巾的白髮少年。原屬籃球部，是一名擁有與全國較量的極強籃球選手。是第一次踢足球，但卻擁有極強的反射神經。在第1話中空手接下了御門春馬的「皇帝企鵝7」，卻用手運球運到了場上。參賽的原因是為了賺錢進入世界級的籃球隊留學。由於認為身為守門員的自己才是截住射門的人，所以和神童關係比較不和。
與風暴之狼比賽中得到神童的協助後明白守門員最重要並不是單靠自己保護球門，而是與隊友一同保護球門後跟神童和解。
與神童在火之行星卡頓比賽前被羅丹陷害掉進山谷，東方部落的長老們救了井吹和神童，並幫忙井吹和神童使出野獸能力，下半場回來參加比賽。
必殺技為「狂野灌籃」、「昇烈斬」、「逆鱗扣殺」
- 靈魂(野獸之力)

- 猛犸象（マンモス）

風屬性守門魂獸。由全身的力量重重的壓向球，藉以阻止射門。
野咲櫻（野咲さくら）(Nozaki Sakura)
聲：遠藤綾；台：陳貞伃；港：凌晞 (TVB)、成樂怡(ViuTV)
二年級，位置MF，背號7號。
大海原中學12號球員，粉紅髮，專長韻律體操的少女。擁有靈活的身體的女孩，以成為新體操的世界第一為目標，在練習上十分熱心。參賽的原因是為了進入知名體操學校留學。自小被父母嚴格要求，因此對於自己表現不佳有非常大的恐懼，怕被父母數落，甚至會為了突顯自己而傷害他人，也因此受到原體操社的成員排擠。
必殺技為「華美之圈」
- 靈魂(野獸之力)

- 羚羊（カモシカ）

風屬性進攻魂獸。如跳過懸崖般的驚人跳躍力突破對手。
九坂隆二 (Kusaka Ryuuji)
聲：岡林史泰；台：陳幼文；港：陳耀楠(TVB)、鄧晟均(ViuTV)
三年級，位置MF，背號6號。
友信學園14號球員，蝎色皮膚戴頭巾的不良少年。他表面上和藹可親，但一旦生氣，就會變得十分恐怖，是個一群不良少年的頭頭。一旦他憤怒到MAX狀態就會進入怒髮衝天模式，把頭巾拿掉、睜開雙眼一副惡鬼模樣。小時候是一個很溫柔的小孩，但為了保護一個叫小覺的女孩，而被三個惡霸欺負。自始發展出兇惡的另一面。參賽的原因是為了幫助自己和朋友回學校讀書。
因為説森村很氣人而一直想跟避開他的森村道歉，後來眾人聽到他其實是跟森村告白。自此二人關係好轉。
必殺技為「兇暴頭槌」
- 靈魂(野獸之力)

- 灰熊（グリズリー）

山屬性進攻魂獸。兇猛的撲向對手令敵人畏懼，藉以突破對手。
鐵角真 (Tetsukado Shin)
聲：泰勇氣；台：梁興昌；港：鍾見麟(TVB)、杜景煜(ViuTV)
二年級，位置DF，背號5號。
萬能坂中16號球員。拳擊部的雷鬼頭少年，身手很敏捷。是世界級的選手，但由於在幫助一個被打劫的人時，被行劫者用鐵棍打傷右手而退出了。參賽的原因是賺錢去修理他家的漁船。
在與反抗日本隊的練習賽時与南泽搶球時扭到腳踝，因而想起右手被劫者用鐵棍打傷，所以對足球產生了恐懼，了解自己還太弱了。在與風暴狂狼隊賽中明白到要面對恐懼，而成功使用必殺技。在火之惑星伽頓比賽中的時候發現信助的手受傷了，為了幫助信助使出了新必殺技(可從己方球門踢到敵方球門)
必殺技為「移位抄截」、「死亡直擊」
- 靈魂(野獸之力)

- 水牛（バッファロー）

火屬性防守魂獸。全力突進，頂飛對手。
真名部陣一郎 (Manabe Jinichirou)
聲：野島裕史；台：何志威；港：張方正(TVB)、唐浩民(ViuTV)
一年級，位置DF，背號4號。
榮都學園18號球員。一個聰明的男孩，曾贏得計算達人比賽冠軍。有樂觀與清醒的頭腦，視神童為勁敵。多與皆帆一起行動，不過因為在父親方面持不同意見而關係開始惡化。
父親是商人而母親是外交官，因為雙親都希望真名部可以當優等生而要求他努力讀書，因此他渴望自由（小學時曾經因為不想回家而自願留在學校補課），參賽原因也是想遠離雙親自己生活。
與馬赫猛虎比賽前，發現馬赫猛虎隊、火焰神龍隊及蔚藍巨浪隊的選手在大會開幕前後的能力數據差異極大。
馬赫猛虎下半場期間，因為見到父親在觀察自己，感到緊張而開始作出混亂的判斷 （想讓父親認同自己）。後來皆帆說到自己的故事，令到真名部對自己重新再有信心。二人在比賽中憑著結合個人技巧（真名部：計算，皆帆：觀察）擔當戰略家。比賽後與皆帆和解。
必殺技為「守備方程式」、「勝利邏輯」(皆帆)（動畫未登場）
- 靈魂(野獸之力)

- 蜜獾（ラーテル）

風屬性防守魂獸。快速揮舞雙爪，奪取敵人的球。
皆帆和人 (Minaho Kazuto)
聲：代永翼；台：郭霖；港：陳灝瑋(TVB)、馮詠恩(ViuTV)
一年級，位置DF，背號3號。
天河原中19號球員。有一個刑警父親，擁有特別的推理能力。喜歡觀察人的臉色，對於所有成員的不同一面瞭如指掌。多與真名部一起行動，不過因為在父親方面持不同意見而關係開始惡化。非常仰慕自己的父親（被稱為日本的夏洛克·福爾摩斯），希望可以跟他一樣，參賽的原因也是為了去蘇格蘭場實習。
馬赫猛虎下半場期間，注意到真名部的不安，指出真名部想父親認同自己，並說到自己的父親在自己年少時已經過世的事實。二人在比賽中憑著結合個人技巧（真名部：計算，皆帆：觀察）擔當戰略家。比賽後與真名部和解。
在隊中八人和葵討論馬赫猛虎時，不經意聽到瞬木‘另外一面’的評語，因而對觀察瞬木的黑暗面感到有趣。
必殺技為「臨摹壓制」、「勝利邏輯」(真名部)（動畫未登場）、「看!那裏有一個UFO!」
- 靈魂(野獸之力)

- 貓頭鷹（フクロウ）

山屬性防守魂獸。令周圍環境變黑，並用發光的雙眼把球搶走。
森村好葉 (Morimura Konoha)
聲：悠木碧；台：錢欣郁；港：何晶晶(TVB)、石梓晴(ViuTV)
一年級，位置DF，背號2號。
漫遊寺中學20號球員，雙圓髻髮的小個子女孩，喜歡動物，內心害羞怕生，很難對陌生人敞開心胸。是隊伍中唯一沒有明顯特長的人，沒有人知道為什麼她被選中。
在退出測驗中，不小心踢出高難度的炫球。以及，要救過馬路要被車撞的貓，施展短程加速衝刺，難以想像是四肢短小的女孩子做的。
馬赫猛虎比賽在休息期間九坂向自己告白，對此說出自己還沒預備好，不過二人關係好轉。
在第17話為了搶球，出現了一個類似靈魂的氣場(狐狸型)。
必殺技為「好葉巨球」
- 靈魂(野獸之力)

- 狐（フォックス）

林屬性防守魂獸。圍著目標跑並揚起沙塵，然後對著目標衝擊並把球搶走。
黑岩流星 (Kuroiuwa Ryuusei)/影山零治
聲：佐佐木誠二；台：梁興昌；港：潘文柏(TVB)、楊耀泰(ViuTV)
新閃電日本隊的監督，右臉頰有傷疤，其真實身分為影山零治。原本在車禍中逝世，但醫生選擇用一種禁藥使其復活。
10年以來一直以死人的身分存在這個世界上。
於第1集尾段曾致電圓堂守，並說：「圓堂，這邊一切順利，對了，我拜託你的事進度如何？」（似乎一直有和圓堂暗中聯絡，而目的就是為了尋找有獸魂力量的球員加入）
鬼道曾認定他就是影山零治。在第14集看到不動和黑岩的對話中，不動的確有說影山。
第18集向豪炎寺透露為何沒有死亡的真相。
在遊戲版中也能選用為選手,必殺技皆為前作帝國的招式。
波多姆利・艾母納塔（ポトムリ・エムナトル）(Potomuri Emnator)
聲：三木真一郎；台：陳幼文；港：鍾見麟(TVB)、鄧晟均(ViuTV)
一個基爾的科學家，因為看見有一個黑洞威脅母星，打算製作宇宙等離子光砲對抗黑洞。但因為秘銀這種材料沒時間製作，而製作一個小宇宙飛船送走卡特拉。但最後卡特拉命令波多姆利自己逃跑。 因為飛船沒有逃脫成功，而失去肉體（也就是靈魂），在宇宙中飄蕩，終於來到地球並且進入當時生命垂危的水川身體裡救了她，並與她共用一個身體。其他時候會用小丑娃娃的身體。被瑪魯巴帶走。
水川美野里/稔（水川みのり）(Mizukawa Minori)
聲：高垣彩陽；港：魏惠娥(TVB)、姜嘉蕾(ViuTV)
新閃電日本隊的經理。真實身份是學校裡有名的大姐頭，被波多姆利的靈魂救了一命並與其共用一個身體，因此只要波多姆利的靈魂一離開他的身體，就會變回原本粗暴的個性。所以平常都是有波多姆利的靈魂在身體裡，才有那麼乖巧的一面。被瑪魯巴帶走。
空野葵（そらの あおい）
詳情參考雷門中學足球隊

### 反叛日本隊 (Resistance Japan)
- 黑岩流星對不動下達擊潰新生閃電日本的指示，所以在不動的招集下，組成電阻日本隊與新閃電日本對抗。

白龍
參考無盡閃耀隊。
電阻日本隊的隊長。位置FW，背號10號。
千宮路 大和
參考巨龍聯隊。
電阻日本隊的守門員。位置GK，背號1號。
雪村 豹牙
參考白戀中學。
位置FW，背號7號。
浪川 蓮助
參考海王學園。
位置FW，背號11號。
南澤 篤志
參考月山國光中學。
位置FW，背號9號。
喜多 一番
參考天河原中學。
位置FW，背號8號。
黑裂 真命
參考聖堂山中學。
位置MF，背號5號。
貴志部 大河
參考木戶川清修中學。
位置MF，背號6號。
真帆路 正
參考幻影學園。
位置MF，背號3號。
真狩 銀次郎
參考白戀中學。
位置DF，背號4號。
護巻 徹郎
參考巨龍聯隊。
位置DF，背號2號。
不動 明王
參考前代閃電十一人的關係者。
電阻日本隊的教練。

### 亞洲地區預選賽
- 參加的各國代表數目不明，直到打倒沙漠彎刀隊後，天馬說還要在比兩場。由此依序推算，參加預選賽的各國代表隊共有32支。
- 除了新生閃電日本隊外，所有隊伍均由外星人組成，而且亞洲地區預選賽實際上為格蘭西列斯塔銀河大賽銀河邊境A區預選賽。

#### 火焰神龍隊 (Fire Dragon)
- 韓國代表隊伍，擅長使出火屬性的必殺技。戰敗給新閃電日本後，因不明原因全隊在休息室消失，現場留下不明綠色液體(實際上他們全隊都是外星人)。

李忠允（リ・チュンユン（이충윤））
聲：佐藤健輔；港：鄧志堅(TVB)、楊耀泰(ViuTV)
火焰神龍隊的隊長。位置FW，背號10號。外號韓國之風，有著韓國最快的飛毛腿。
必殺技為「迅捷之火」
南到賢（ナム・ドヒョン（남도현））
聲：岩崎了；港：李震權(TVB)、袁德基(ViuTV)
位置GK，背號1號。
必殺技為「大爆發相撲推手」
崔申宰（チェ・シンジェ（최신재））
聲：大原崇
位置DF，背號2號。
裴正浩（ペ・ジョンホ（배정호））
聲：泰勇氣；港：周倚天(TVB)、姜嘉蕾(ViuTV)
位置DF，背號3號。
必殺技為「傍地火焰」
許永晉（ソ・ヨンジン（서영진））
位置DF，背號4號。
申佑真（シン・ウンジ（신우진））
位置DF，背號5號。
梁建宇（ヤン ゴンウ（양건우））
位置MF，背號6號。
宋志勛（ソン・ジフン（송지훈））
位置MF，背號7號。
卞敏瑞（ピョン・ミンソ（변민서））
聲：悠木碧
位置MF，背號8號。
沈素延（シム・ソヨン（심소연））
聲：港：曾秀清(TVB)
位置FW，背號9號。
黃准浩（ファン・ジュン（황준호））
位置FW，背號11號。
崔燦秀（チェ・チャンスウ（최찬수））
韓國代表火焰神龍隊的監督，前FFI的韓國代表隊選手。

#### 蔚藍巨浪隊 (Big Waves)
- 澳大利亞代表隊伍，是個擅長大量得分的特攻隊伍。
- 蔚藍巨浪隊戰術（必殺戰術）

吸收之陣(サックアウト，Suck Out）
四人版的吸收之陣，能將神的指揮棒徹底封鎖。
科爾·拉爾傑(コール・ラルーゼ)
聲：岩崎了；港：李鎮然(TVB)、黃文軒(ViuTV)
新蔚藍巨浪隊的隊長。位置MF，背號8號。
必殺技為「史前巨鯊」
裘德·戈登(ジュード・ゴードン)
新蔚藍巨浪隊的守門員，位置GK，背號1號。
歐恩·李斯特(オーウェン・イースター)
新蔚藍巨浪隊的成員，位置DF，背號2號。
海·派塔羅(ホール エールス)
新蔚藍巨浪隊的成員，位置DF，背號3號。
赫爾曼·博蒙特(ハーマン・ボーモント)
新蔚藍巨浪隊的成員，位置DF，背號4號。
可蘭·查爾德(クラム・チャイルズ)
新蔚藍巨浪隊的成員，位置DF，背號5號。
史卡伊特·懷特(スクウィド・ホワイト)
新蔚藍巨浪隊的成員，位置MF，背號6號。
瑪莎·亞克(マーシャ・アーク)
聲：北原沙弥香；港：陳琴雲(TVB)、石梓晴(ViuTV)
新蔚藍巨浪隊的成員，位置MF，背號7號。
阿曼達·塔娜(アマンダ・ターナー)
新蔚藍巨浪隊的成員，位置MF，背號9號。
羅伯·史達克(ロブ・スターク)
新蔚藍巨浪隊的成員，位置FW，背號10號。
歐加·巴斯芬(オクタ・パースン)
聲：奈良徹；港：曹啟謙(TVB)、郭浩勤(ViuTV)
新蔚藍巨浪隊的成員，位置FW，背號11號。
必殺技為「史前巨鯊」
奧蘭多・瑟門(オーランド・シャーマン)
聲：佐藤健輔；港：麥皓豐(TVB)、周倚天(ViuTV)
澳大利亞代表蔚藍巨浪隊的監督。

#### 波斯彎刀隊 (Shamshir)
- 沙烏地阿拉伯代表隊，擅長以集團戰法狙擊對方的弱點的猛攻型隊伍。
- 波斯彎刀隊戰術（必殺戰術）

大砂漠砂嵐（大砂漠砂嵐）
賽義德·阿什拉夫(サイード・アシュラフ)
聲：高口公介；港：鄧志堅(TVB)、袁德基(ViuTV)
波斯彎刀隊的隊長。位置FW，背號10號，外號「阿拉伯的獅子」。
必殺技為「石油衝刺」
蘇丹·柱(スルタン・カラム)
聲：田尻浩章；港：張裕東(TVB)、待確定(ViuTV)
波斯彎刀隊的守門員。位置GK，背號1號。
必殺技為「干旱打擊」
薩可魯茲·禍(シャーキル・ザハル)
波斯彎刀隊隊員。位置DF，背號2號。
犽宿杜·凱速(アサド・ガイス)
波斯彎刀隊隊員。位置DF，背號3號。
布塔莉·馬吉歐(バタル・マジド)
波斯彎刀隊隊員。位置DF，背號4號。
卡美魯·薩迪多(カミール・サディード)
波斯彎刀隊隊員。位置DF，背號5號。
哈里魯·拓拔(ハリール・ウトバ)
波斯彎刀隊隊員。位置MF，背號6號。
納吉魯·尼薩姆(ナジム・ニザール)
波斯彎刀隊隊員。位置MF，背號7號。
泰米爾·納斯爾（タミル・ナスル）
聲：小林優；港：黃積權(TVB)、姜嘉蕾(ViuTV)
波斯彎刀隊隊員。位置MF，背號8號。
拉希德·哈基姆（ラシード・ハキム）
波斯彎刀隊隊員。位置MF，背號9號。
卡西姆·巴德爾（カシム・バドル）
聲：石川界人；港：胡家豪(TVB)、潘昀雋(ViuTV)
波斯彎刀隊隊員。位置FW，背號11號。
穆魯息多·阿米魯（ムルシド・アミール）
波斯彎刀隊的監督。

#### 兇猛之虎隊(Mach Tiger)
- 泰國代表隊，在準準決賽中，以5比0壓倒性的比數，大勝強隊卡塔爾代表隊－沙漠雄獅。

納帕·拉達姆(ナパ・ラダーム)
聲：コノミアキラ；港：沈小蘭(TVB)、楊婉潼(ViuTV)
馬赫猛虎隊的隊長，位置DF。背號3號。擅長泰拳式的足球踢法。
必殺技為「死神鐮刀中斷」（亞姆）
由德姆·卡恰依(ウドム・ゲウチャイ)
聲：岩崎了；港：唐浩民(ViuTV)
馬赫猛虎隊的守門員，位置GK。背號1號。
必殺技為「殺手肘擊」
亞姆·布拉訪(ヤム・ボアパン)
馬赫猛虎隊隊員，位置DF。背號2號。
必殺技為「死神鐮刀中斷」（納帕）
那達多·史迪羅克(ナデート・シリラック)
馬赫猛虎隊隊員，位置DF。背號4號。
薩魯托·庫克里(サラト・ククリ)
馬赫猛虎隊隊員，位置MF。背號5號。
沙力普·西那瓦(サリット・チナワット)
馬赫猛虎隊隊員，位置MF。背號6號。
必殺技為「死神鐮刀低襲」
那瓦托·拉姆(ナワット・ラム)
馬赫猛虎隊隊員，位置MF。背號7號。沙力普的青梅竹馬。
媚·薩帕蒂(メイ・チャパディ)
馬赫猛虎隊隊員，位置MF。背號8號。
伯克·傑巴羅(バーク・セパクロー)
馬赫猛虎隊隊員，位置MF。背號9號。
卡歐蘭·薩格特(ガオラン・サゴット)
馬赫猛虎隊隊員，位置MF。背號10號。
太姆剛·挾(タムガン・ジャー)
馬赫猛虎隊隊員，位置FW。背號11號。
必殺技為「象牙衝擊」
拉席禮·薩蘭尤(ラシリー・サランユー)
馬赫猛虎隊的監督。

#### 風暴之狼隊（Storm Wolf）
- 烏茲別克代表隊，決賽的對手。在準決賽勝UAE代表隊。
- 在第17話結尾，因為受天空射出的光線影響，可以見到其實風暴狂狼所有成員均為外星人。

多米特利·瑟比洛夫(ドミトリー・ソビロフ)
風暴狂狼隊的隊長。位置FW。背號10號。
必殺技為「黃金狂熱」
阿列克謝（アレクセイ・カルノフ）
風暴狂狼隊守門員。位置GK，背號1號。
必殺技為「扭轉攔截」
露斯蘭·卡西莫夫（ルスラン・カシモフ）
風暴狂狼隊隊員。位置DF，背號2號。
米莎·埃雷明（ミーチャ・エレミン）
風暴狂狼隊隊員。位置DF，背號3號。
必殺技為「迴旋血滴子」(尤里)
尤里·阿姆艾琳（ユーリ・アヴェリン）
風暴狂狼隊隊員。位置DF，背號4號。
必殺技為「迴旋血滴子」(米莎)
根那季·谷里巴斯（ゲンナジー・ゴリバフ）
風暴狂狼隊隊員。位置DF，背號5號。
羅蘭·拉扎列夫（ロラン・ラザレフ）
風暴狂狼隊隊員。位置MF，背號6號。
必殺技為「絲路幻象」
魯斯蘭·卡西莫夫（ルスラン・カシモフ）
風暴狂狼隊隊員。位置MF，背號7號。隊上的指揮官擔綱。
亞倫·吉因思契（ルスラン・カシモフ）
風暴狂狼隊隊員。位置MF，背號8號。
馬克西姆·阿杜洛夫（マクシム・アドロフ）
風暴狂狼隊隊員。位置FW，背號9號。
必殺技為「黃金狂熱」
撒拉爾·姆魯芙（ザウル・メレフ）
風暴狂狼隊隊員。位置FW。背號11號。
尼古拉·加佳林（ニコライ・ガガーリン）
風暴狂狼隊監督。

## 地球十一人
- 前身為新閃電日本隊，為地球代表隊。

松風天馬
位置MF，背號8號，地球十一人隊長。
- 靈魂(野獸之力)

- 馬

- 靈魂的進化

- 佩加薩斯(天馬)

劍城京介
位置FW，背號10號。
- 靈魂(野獸之力)

- 狼

神童拓人
位置MF，背號9號。
- 靈魂(野獸之力)

- 孔雀

西園 信助
位置GK，背號20號
瞬木隼人
位置FW，背號11號。
- 靈魂(野獸之力)

- 隼

井吹宗正
位置GK，背號1號。
- 靈魂(野獸之力)

- 猛獁象

野咲櫻
位置MF，背號7號。
- 靈魂(野獸之力)

- 羚羊

九坂隆二
位置MF，背號6號。
- 靈魂(野獸之力)

- 灰熊

鐵角真
位置DF，背號5號。
- 靈魂(野獸之力)

- 公牛

真名部陣一郎
位置DF，背號4號。
- 靈魂(野獸之力)

- 蜜獾

皆帆和人
位置DF，背號3號。
- 靈魂(野獸之力)

- 貓頭鷹

森村好葉
位置DF，背號2號。
- 靈魂(野獸之力)

- 綠狐狸

市川座名九郎(Ichikawa Zanakurou)
位置FW，背號18號。
聲：小西克幸；港：雷霆(TVB)、郭浩勤(ViuTV)
像似扎納克‧阿巴洛尼庫的人，受過圓堂訓練後加入地球十一人。雖與扎納克的個性相反，很有禮貌，但口頭禪和一些必殺技卻與其完全一樣，似乎是扎納克的祖先（扎納克是200年後的未來人）。
必殺技為「歌舞伎突破」（動畫版未登場）、「吾乃最強 super」
- 靈魂(野獸之力)

- 獅（ライオン）

以火熱的咆哮攻入球門。

## 18萬8000光年遠的人物
它是閃電十一人GO銀河的第2個故事，以宇宙篇為舞台。

### 銀河巨人盃宇宙決賽隊伍
為決定那個行星能夠不被法拉姆·歐比亞斯侵略的宇宙足球比賽。

#### 沙德利亞斯十一人(サンドリアスイレブン）
- 沙之行星沙德利亞斯的代表隊。必殺技多跟沙有關係。

卡泽尔马·烏克(カゼルマ・ウォーグ）
聲：河西健吾；港：林筠翔(TVB)、張振熙(ViuTV)
沙德利亞斯十一人的隊長。位置MF，背號7號。
非常反對巴爾加入隊和他的粗暴足球。就算知道比賽輸了要把自己的行星送出，也堅持要踢公平的足球。
必殺技為「沙塵標槍」
- 靈魂(野獸之力)

- 多奧碼（ドーマ） 

山屬性進攻魂獸。迅速地在地底與地面之間流動，飛過對手的頭頂越過對手。
八達伊·扎蘭(バダイ・ジャラン)
位置GK，背號1號。
必殺技為「沙震」
納米巴·米部(ナミバ・ミブ)
位置DF。
必殺技為「挖起」
砂爾·克亞(シャル・キーヤー)
位置FW。
必殺技為「挖通」
薩巴·哈爾拉(ザバ・ハーラー)
位置FW。
- 靈魂(野獸之力)(動畫未登場)

- 古瑪（グーマ） 

火屬性射門魂獸。
巴爾加·塞克斯(バルガ・ザックス/Barga Zachs)
位置DF，背號4號。其實是法拉姆·歐比亞斯人，為紫天王一員。主張粗暴的踢球方式。
必殺技為「岩石錘」
- 靈魂(野獸之力)

- 伽多蘭（ガンドラン） 

山屬性防守魂獸。全力突進，頂飛對手。
ズンダル
沙德利亞斯十一人的教練。

#### 薩扎納拉十一人(サザナーライレブン)
- 水之惑星薩扎納拉的代表隊。必殺技多跟水有關係。
- 據水川實所說，他們擁有能看穿對手內心(即阿兹魯)的能力。

波外·裘蕾莉(ポワイ・ピチョリ)
聲：折笠富美子；港：陳皓宜(TVB)、石梓晴(ViuTV)
薩扎納拉十一人的隊長。位置MF，背號5號。對瞬木的阿兹魯特別有興趣。
必殺技為「液體流動」(動畫版中沒登場)
- 靈魂(野獸之力)(動畫未登場)

- 多芳尼斯(ドルファヌス)

風屬性防守魂獸。在地底與地面之間游動，以頭部的衝擊搶走對手的球。
楚爾卡·波塔(チェルカ・ボッタ)
位置MF。
烏露米·吹弗(ウルミ・チャブフ)
位置MF。
- 靈魂(野獸之力)(動畫未登場)

- 多芳尼斯(ドルファヌス)

風屬性防守魂獸。在地底與地面之間游動，以頭部的衝擊搶走對手的球。
瓦爾哈·波露波(ヴァルハ・ボロボ)
位置FW。
梵·塔勒雷(ヴァン・タレル)
位置GK，背號1號。
必殺技為「暴水壓制」
- 靈魂(野獸之力)(動畫未登場)

- 達琵納斯(デルピヌス)

林屬性守門魂獸。
希拉麗·弗蕾露(ヒラリ・フレイル/Hilary Flail)
聲：小林優；港：梁少霞(TVB)、姜嘉蕾(ViuTV)
法拉姆·歐比亞斯人，為紫天王一員。位置MF，背號7號。她的頭髮可吸收他人生命能源，遊戲版裡沒有。
必殺技為「折疊銳刃」
- 靈魂(野獸之力)

- 芬尼奇阿斯(フェニキアス)

風屬性進攻魂獸。張開七彩羽翼，大放光彩，令敵人無法直視乘勢突破對手。
ポルコ
薩扎納拉十一人的教練。

#### 格頓十一人(ガードンイレブン）
- 火之惑星卡頓的代表隊。必殺技多跟火有關係。

阿鲁貝加·格頓 (アルベガ・ゴードン)
聲：高口公介；台：陳幼文；港：陳永信(TVB)、周倚天(ViuTV)
格頓十一人的隊長。位置GK，背號1號。同時也是格頓的西邊部落「機器推進派」的宗主教，嘗試以格頓十一人和地球十一人的比賽當中證明「機器推進派」的立場才是正確的。羅丹再度放出火山岩石時，因為要擋住火山岩石而反動了靈魂。 賽後明白了要相信其他人，和保護其他人是要保護他們的精神這個道理而把火燄石 （第三塊希望碎片）送給天馬。
必殺技為「火山頭鎚」(PV中登場，動畫版中沒登場)
- 靈魂 (野獸之力)

- 豪龍 (ゴウリュウ)

火屬性守門魂獸。飛舞壯健的巨大尾巴，反彈對手的射門。
梅拉琵爾•謝庫雷塔 (メラピル・セクレタ)
位置DF。
米斯緹•奧魯(ミスティ・オール)
位置DF。
卜勞莫•淑比魯(プロモ・シュービル)
位置MF。
尼拉•菲順(ニーラ・フェズン)
位置FW。
必殺技為「火山岩」
羅丹·加斯古斯(ロダン・ガスグス/Rodan Gasgus)
聲：藤村步；港：朱妙蘭→廖杏茵(TVB)、梁倩蘅(ViuTV)
法拉姆·歐比亞斯人，為紫天王一員。做事不擇手段，為求地球十一人落敗而放出火山岩石射向他們，在第二半場被教練調出，卻還放出火山岩石，亦因似發動了阿鲁貝嘉的魂兽。
遊戲版裡只放一次火山岩石或沒有被教練調出。
必殺技為「火山雷」
- 靈魂(野獸之力)

- 多魯伽(ドルーガ)

火屬性射門魂獸。以火熱的咆哮攻入球門。
羅葛羅斯·格登(ログロス・ゴードン）
聲： 園部啓一；港：李錦綸(TVB)、陳漢祺(ViuTV)
阿魯貝嘉父親。為格頓的東方部落「機器否定派」的長老。
カルデラ
卡頓十一人的教練。

#### 拉托尼克十一人（ラトニークイレブン）
- 綠之行星拉托尼克的代表隊。必殺技多跟林有關係。拉托尼克人為昆蟲所演化的種族，他們每個人的生命時間都是有限的，只有一周到一年的時間，他們的生命時間很短暫。
- 每個拉托尼克十一人的原成員名字都是由昆蟲名稱的日文和英文轉化而來。(例：帕塔福的發音像日本英文的蝴蝶的讀法，而她的姓氏綢綢則像日文蝴蝶的讀法)

蘇塔古·庫瓦塔（スタッグ・クワッタ）
拉托尼克十一人的隊長，背號9號，位置MF，似乎是由鍬形蟲演化而來，是隊伍中最長壽的。
必殺技為「巨藤」(動畫版沒出現)、「蘑菇跳躍」
- 靈魂(野獸之力)

- 古斯菲（グスフィー）

山屬性進攻魂獸。拋下迷彩果實，讓爆炸出的粉紅煙幕迷惑對手。
斑達·克洛古(バンダ・コローギュ)
聲：金野潤；台：郭霖；港：張裕東(TVB)、簡懷甄(ViuTV)
位置MF，背號7號。似乎是由蟋蟀演化而來，隊伍上最樂觀開朗的成員，自願擔任代表為地球十一人帶路，也邀他們和自己的隊伍一同練習，在櫻、森村、真名部、九坂被襲擊時，跳出來與幻惑草奮鬥，比賽前夕告知九坂自己只能活到明天，卻在比賽剩下不多時間的時候去世了，雖然如此他還是微笑地和九坂告別。
必殺技為「巨藤」、「蘑菇跳躍」(動畫版皆未出現)、「觸手抓取」(動畫版限定)
- 靈魂(野獸之力)

- 古斯菲（グスフィー）(動畫版未登場)

山屬性進攻魂獸。
龍加·卡米克拉（ロンガ・カミキュラ）
位置GK，背號1號，似乎是由天牛演化而來。在隊伍上不是非常引人注目，但也沒有甚麽弱點。他也深受隊長蘇塔古的信任。
必殺技為「血盆大口」
- 靈魂(野獸之力)

- 莫斯菲（モスフィー）(動畫版未登場)

林屬性守門魂獸。
多隆·納普(ドロン・ナブーン)
位置DF，背號2號，似乎是由金蚊(カナブン)演化而來。一個身體像盔甲的後衛。據聞一個普通鏟球不會令他感受到甚麽。
莫斯·伽（モス・ガー）
位置DF，背號3號，似乎是由蛾演化而來。每當他動起來也會有發光的鱗片掉下來。雖然沒有甚麽壞處，但卻有點麻煩。
安托阿·愛麗（アントワ・アーリィ）
位置MF，背號4號，似乎是由螞蟻演化而來。雖然她比較小，卻有著難以想象的力量。再加上她是個勤勞的工作者，是對手的話可是大問題。
迪絲·卡馬(ティス・カーマ)
聲:悠木碧
位置MF，背號5號，似乎是由螳螂演化而來。在奇羅村是一個出名的獵人。足球經驗雖淺但擁有厲害的潛能。
帕塔福·綢綢（パタフ・チョチョ）
位置MF，背號6號，似乎是由蝶演化而來。她本來是一個蛹，直到現在，突然出現的她能力大大提升，而她亦是個本季球員。
荷帕·巴塔（ホッパー・バタ）
位置MF，背號8號，似乎是由草蜢演化而來。利用他的腿力，他可以向上跳5米，並在助跑的幫助下向上跳15米。
羅克斯·伊納古斯（ローカス・イナグス）
位置FW，背號12號，似乎是由蝗蟲演化而來。蘇塔古的一個童年朋友，他伴隨着他戰鬥，直到他在一場迷你足球賽中呼出他的最后一口氣。
※遊戲版中原本是他在比賽前死掉，動畫版中則是克梅基死掉。
荷納朵·哈查（ホネット・ハーチャ）
位置FW，背號13號，似乎是由虎頭蜂演化而來。拉托尼克十一人的冷靜前鋒，不顧情況的她會冷靜地攻擊敵人的弱點。
克梅基·修柳(コメッキー・ショリョウ)
位置FW，背號15號，似乎是由蝗蟲演化而來。在聯隊練習中教導完迪絲技巧隨後壽命了結去世，也讓天馬他們了解到拉托尼克人短命的事實。
※遊戲版中並非拉托尼克十一人的成員，只是一個普通角色。
塔蘭·楚拉克莫(ターラン・チュラクモ)
位置FW，似乎是由捕鳥蛛演化而來。斑達死後替換他比賽。
※遊戲版中並非拉托尼克十一人的成員，只是一個普通角色。
琉凯爾·巴藍(リュゲル・バラン/Ryugel Baran)
聲：Arthur Lounsbery；港：胡家豪(TVB)、陳漢祺(ViuTV)
位置FW，背號10號。
法拉姆·歐比亞斯人，為紫天王一員，剛達雷斯的哥哥。個性有點自大，經常對弟弟灌輸錯誤觀念。雖然能在二人合作下壓制地球十一人，但在被皆帆使用了「你們看！那裡有個幽浮」後撤退。
遊戲版裡二人沒有撤退。
必殺技為「伊甸嗥鳴」(剛達雷斯)、「黑暗龍捲風」(額外路線限定)、皇帝企鵝二號(黑岩、剛達雷斯)(動畫限定)
- 靈魂(野獸之力)

- 佩利恩（ぺリオン）

風屬性射門魂獸。
剛達雷斯·巴藍(ガンダレス・バラン/Gandales Baran)
聲：興津和幸；港：李震權(TVB)、張添勝(ViuTV)
位置FW，背號11號。
法拉姆·歐比亞斯人，為紫天王一員，琉喀爾的弟弟。非常敬佩(近乎盲目崇拜)哥哥琉喀爾。不論哥哥説甚麽也會贊同。雖然能在二人合作下壓製地球十一人，但在被皆帆使用了「你們看！那裡有個幽浮」後撤退。
遊戲版裡二人沒有撤退。
必殺技為「伊甸嗥鳴」(琉喀爾)、「死亡之矛」(額外路線限定)、「黑暗龍捲風」(傳說閘門限定)、皇帝企鵝二號(黑岩、琉喀爾)(動畫限定)
- 靈魂(野獸之力)

- 貝利恩(ベリオン)

林屬性射門魂獸。
希姆露·費羅夢娜(シムール・フェロモナ)
聲：根本圭子；台：陳貞伃；港：馮詠恩(ViuTV)
拉托尼克十一人的監督。

#### 法拉姆·迪特（ファラム・ディーテ）
- 法拉姆·歐比亞斯的代表隊，名稱與法拉姆迪相同（遊戲版得知）

劍城京介（つるぎ‧きょうすけ/Tsurugi Kyosuke）
法拉姆·迪特隊長。
位置FW，背號10號。
詳情參考雷門足球社先發隊伍
阿魯高·巴傑斯（アルゴ‧バージェス）
位置GK，背號1號。夠強的他被稱為法拉姆·迪特的守護神。
必殺技為「反彈光層」
- 靈魂(野獸之力)

- 安吉戈拉(アンギドラ)

風屬性守門魂獸。舞動三個強壯的頭擊退進犯的射門。
奇塞瑙·沃爾夫（キセノ・ヴォルフ）
位置DF，背號2號。雖然他經常改變他的髮型和行為，他很煩惱他在隊伍中不起眼。
必殺技為「迷彩行走」(動畫未登場)
巴爾加·塞克斯(バルガ・ザックス/Barga Zachs)
位置DF，背號3號。
詳情參考沙德亞斯十一人。
雷頓·毛姆（ラドン・モーム）
位置DF，背號4號。由於他眼睛被前髮擋住了，所以他依賴自己聽覺和其他感應器官，比如他的角。
瑟蘭·梅魯符（セレン・メルヴィル）
位置MF，背號5號。 她喜歡廚藝，在比賽和練習時她會烹調並帶來她的便當給其他隊員。
希拉麗·弗蕾露(ヒラリ・フレイル/Hilary Flail)
位置MF，背號6號。
詳情參考薩納拉十一人。
尼奧露·洛茨（ネオル・ロッツ）
位置MF，背號7號。她的座右銘是要活得高高興興，而她視跟地球人的比賽為遊戲的擴充。
必殺技為「全息所影」
琉喀爾·巴藍(リュゲル・バラン/Ryugel Baran)
位置FW，背號9號。
詳情參考拉托尼克十一人。
剛達雷斯·巴藍(ガンダレス・バラン/Gandales Baran)
位置FW，背號8號。
詳情參考拉托尼克十一人。
羅丹·加斯古斯(ロダン・ガスグス/Rodan Gasgus)
位置FW，背號10/11號。
詳情參考卡頓十一人。
薩露法·巴古（サルファー・バーグ）
位置FW，背號11/12號。雖然他有著隨隨便便的臉，他非常討厭輸。據聞他在提高警覺，打探如何加入紫天王。
黑岩流星/影山零治
位置FW，背號96號（9-6的日文發音與黑岩的日文發音相同）離開地球十一人後加入法拉姆·迪特成為其教練。其後讓自己的分身機器人進場比賽。詳情參考新閃電日本隊（Shinsei Inazuma Japan）。
必殺技為「烈焰龍捲風」(動畫限定)、「皇帝企鵝2號」(路凱爾&伽達雷斯)(動畫限定)、「真·魔幻之球」(遊戲限定)、「真·鏟球殺手」(遊戲限定)

### 法拉姆·歐比亞斯(ファラム・オービアス/Faram Obius)
為法拉姆迪的銀河系中一顆行星。因為黑洞和過量人口而決定侵略其他行星。銀河聯邦評議會跟他們商議出解決方案: 銀河巨人盃大賽。
拉拉雅·奧比伊斯 （ララヤ・オビエス）(Lalaya Obies)
聲：高垣彩陽；港：何寶珊(TVB)、陳子瑩(ViuTV)
法拉姆·歐比亞斯女王。在看見劍城京介使用倒掛之劍後對其産生興趣，命令她的僕人把他帶過來，以作為她的丈夫。
米內爾·伊巴（ミネル・エイバ）(Minel Eiba)
聲：佐藤健輔；港：蕭徽勇(TVB)、袁德基(ViuTV)
拉拉雅的僕人。他也跟拉拉雅提及過紫天王。
露撒·多诺尔泽(ルーザ・ドノルゼン）(Ruza Donolzen)
聲：美名；港：林丹鳳(TVB)、姜嘉蕾(ViuTV)
拉拉雅的顧問。看不惯拉拉雅当女王，企图将她从女王的座位上拉下来。暗地里操控着星球。动漫32集中称拉拉雅病重代替了她成为星球统治者，实际上将拉拉雅与剑城关在牢房里。
亞古洛斯·奧比伊斯（アクロウス・オビエス）
聲：淺利遼太(青年版) 花田光(成年版) 悠木碧(黑精靈版)；港：林筠翔(TVB)、陳漢祺(ViuTV)
拉拉雅的父親(劍城於28集中首次提到)、伊雷多的兒子，同時也是閃電十一人GO3 銀河超新星版的限定人物。拉拉雅會選擇劍城當作丈夫的原因，或許是因為劍城長得很像自己的父親。
遊戲版中因為父親伊雷多阻止亞古洛斯拯救母親而與他戰鬥，不小心把他推下城樓而成為新的國王。他在一場戰爭中喪生，後來以黑色精靈的狀態復活。
在動畫版第36話中，以死前的國王狀態出現在劍城面前。
伊雷多·奧比伊斯（イレイド・オビエス）
亞古洛斯父親，法藍奧比亞斯前任國王。

#### 紫天王
爲法拉姆·歐比亞斯的一個組織。
巴爾加·塞克斯 (バルガ・ザックス) (Barga Zachs)
詳情參考沙德亞斯十一人。
希拉麗·弗蕾露 (ヒラリ・フレイル) (Hilary Flail)
詳情參考薩納拉十一人。
羅丹·加斯古斯 (ロダン・ガスグス) (Rodan Gasgus)
詳情參考卡頓十一人。
琉凯爾·巴藍(リュゲル・バラン) (Ryugel Baran)
剛達雷斯的哥哥，詳情參考拉托尼克十一人。
剛達雷斯·巴藍(ガンダレス・バラン) (Gandales Baran)
琉凯爾的弟弟，詳情參考拉托尼克十一人。　　　　　　

### 奇艾爾 /奇耶爾(Kiel)
卡多拉公主和波多姆利本身所居住的行星，最後被黑洞摧毀。
波多姆利・艾母納塔（ポトムリ・エムナトル）(Potomuri Emnator)
參考新閃電日本隊
卡多拉·帕吉 (カトラ・ペイジ/Katra Paige)
聲：上田麗奈；港：羅孔柔(TVB)、顧詠雪(ViuTV)
其耶爾的公主。只出現在天馬面前，並向他說明要拯救整個銀河系，便要在銀河巨人盃大賽中獲勝。在每一個星球上都帶領天馬拿到一塊閃光石。
沙傑斯·路古(サージェス・ルーグ)
聲：小西克幸；港：曹啟謙(TVB)、郭浩勤(ViuTV)
其耶爾的王宮士兵，效忠於卡多拉公主，同時為閃電十一人GO3 銀河大霹靂版的限定人物。
遊戲版中，因為受到另一個國家的難民冤枉殺死自己的同伴而被流放，跟卡特拉承諾會在她有危險的時候回來保護她。一次為了回來保護卡多拉而喪生，後來以白色精靈的狀態復活。
在動畫版第36話中，以死前的狀態出現在天馬面前。

### 銀河聯邦評議会
為銀河性的組織。籌辦銀河巨人盃大賽以解決法拉姆·歐比亞斯的問題。

### 伊克薩爾費立德(イクサルフリート)
為最後活下來的伊庫薩魯人的隊伍。因為在200年前，伊克薩爾行星被法拉姆·歐比亞斯摧毀，其中184人乘坐太空船的冬眠系統得以活命，但只有11人從冬眠中醒過來。這11人便組成隊伍伊庫薩魯艦隊對整個銀河系施展報復。最終以7-8比數敗給銀河十一人。
伊克薩爾費立德的戰術（必殺戰術）
- 狂怒之光(ベルセルクレイ)

能讓靈魂暴走，該場比賽無法再使用魂獸。
彼特威·奧茲隆（ビットウェイ・オズロック）(Bitway Ozrock)
聲：津田健次郎；港：梁偉德(TVB)、陳成港(ViuTV)
銀河連邦評議會的其中一個成員。在新閃電日本和風暴狂狼的比賽後，帶走裝成風暴狂狼的外星人並向新閃電日本粗約地介紹了銀河巨人盃大賽。
其實是整個大賽的幕後黑手，目的是要操控整個銀河系。
位置FW，背號10號。伊庫薩魯艦隊的隊長。
必殺技為「星隕噴發」
靈魂(野獸之力)
- 伊庫薩魯（イクサール）

風屬性射門魂獸
科波斯·克阿斯(フォボス・クェーサー)
位置GK，背號1號。
必殺技為「射門吞噬」（動畫版沒登場）
靈魂 (野獸之力)
- 奇奇拉斯 (ギギラス)

無屬性守門魂獸。飛舞有力的觸手，擋住射門。
艾奇魯·瑟菲多(エーギル・セファイド)
位置DF，背號2號。
魂獸 (野獸之力)
- 庫路比（クルペ）

無屬性防守魂獸。
伊斯伽斯·歌爾母（イシガシ・ゴーラム）(Ishigashi Gorham)
聲：遠藤綾；港：黃瑩瑩(TVB)、王夢華(ViuTV)
銀河連邦評議會的其中一個成員。接到奧茲隆的命令迎接地球十一人。
必殺技為「判決之光」
位置DF，背號3號。
靈魂(野獸之力)
- 雷帝奧（レディオ/梅花鹿）

無屬性進攻魂獸。
戴莫斯·雷普頓(デイモス・レプトン)
位置DF，背號4號。
靈魂 (野獸之力)
- 庫路比（クルペ）

無屬性防守魂獸。
瑜米魯·卡迪納(ユミル・カテナ)
位置DF，背號5號。
靈魂 (野獸之力)
- 庫路比（クルペ）

無屬性防守魂獸。
斯露佩·莉露阿(シノーぺ・リノア)
位置DF，背號6號。
靈魂 (野獸之力)
- 雷帝奧（レディオ/梅花鹿）

無屬性進攻魂獸。
塔科斯·波深(タルヴォス・ボソン)
位置MF，背號7號。
靈魂 (野獸之力)
- 佩姬樣（ペギラン）

無屬性射門魂獸。
戴安納·巴魯積 (ディオネ・バルジ)
位置MF，背號8號。
靈魂 (野獸之力)
- 雷帝奧（レディオ/梅花鹿）

無屬性進攻魂獸。
德斯琵娜·拉庫斯(デスピナ・ラクス)
位置FW，背號9號。
靈魂 (野獸之力)
- 佩姬樣（ペギラン）

無屬性射門魂獸。
羅傑·扣利斯(ローゲ・コリス)
位置FW，背號11號。
必殺技為「放大魔術」（動畫版沒登場）
靈魂 (野獸之力)
- 佩姬樣（ペギラン）

無屬性射門魂獸。

### 其他宇宙人物
瑪魯巴·奇卜祖（マヌーバ・ギブツ）
聲：大原崇；港：李凱傑(TVB)、黃尉斯(ViuTV)
23集中悄悄潛入銀河探索號裡，催眠了真正的劍城，然後待在地球十一人監視天馬他們的行動。雖然長得和真正的劍城只有幾分差距（最大差距是紫色的眼睛），但卻沒人發現，好葉曾經起疑過。在28集中察覺到羅丹設下的陷阱，救了信助等人。在35集時偷走了希望碎片，也將水川(波多姆利)給帶走。
達庫斯甘·巴表(ダクスガン・バービュー)
聲：勝杏里；港：陳卓智(TVB)、杜景煜(ViuTV)
銀河大賽進行期間，就由他對觀眾進行實況播報，長得像章魚，常常混著一些英文當發語詞或語助詞(ex:Oh Yeah!Baby!)。

## 銀河十一人
- 由各星球與地球十一人戰鬥過的選手們所組成的隊伍。

阿魯貝嘉·葛登 (アルベガ・ゴードン)
聲:高口公介
位置DF，背號12號。
詳情參考卡頓十一人。
巴爾加·塞克斯 (バルガ・ザックス) (Barga Zachs)
位置DF，背號13號。
詳情參考沙德亞斯十一人。
克傑魯馬·悟阿古 (カゼルマ・ウォーグ）
聲：河西 健吾
位置DF，背號14號。
詳情參考沙德亞斯十一人。
波外·裘蕾莉 (ポワイ・ピチョリ)
聲:折笠富美子
位置MF，背號15號。
詳情參考薩札拉十一人。
希拉麗·弗蕾露 (ヒラリ・フレイル) (Hilary Flail)
位置MF，背號16號。
詳情參考薩札拉十一人。
蘇塔古·庫瓦塔(スタッグ・クワッタ) (Stag Kwatta)
聲:津田健次郎
位置MF，背號17號。
詳情參考拉托尼克十一人。(遊戲版限定)
市川座名九郎
聲：小西克辛
位置FW，背號18號。
詳情參考地球十一人。(動畫版限定)
羅丹·加斯古斯 (ロダン・ガスグス) (Rodan Gasgus)
位置MF，背號19號。
詳情參考卡頓十一人。
西園 信助（にしぞのしんすけ）（Nishizono Shinsuke）
聲: 戶松遙
位置GK，背號20號。
詳情參考雷門中學足球隊
琉喀爾·巴藍(リュゲル・バラン) (Ryugel Baran)
聲:Arthur Lounsbery
位置FW，背號23號。
詳情參考拉托尼克十一人。
剛達雷斯·巴藍(ガンダレス・バラン) (Gandales Baran)
聲:興津和幸
位置FW，背號22號。
詳情參考拉托尼克十一人。
班達·克洛古Jr  (バンダ・コローギュJr)
位置MF，背號21號。
班達的兒子。
靈魂(野獸之力)
- 古斯菲(グスフィー/食蟻獸)

薩巴·哈爾拉 (ザバ・ハーラー)
位置FW，背號24號。
詳情參考沙德亞斯十一人。(遊戲版限定)
烏露米·吹弗 (ウルミ・チャブフ)
位置MF，背號25號。
詳情參考薩札納十一人。(遊戲版限定)
梵·塔勒雷 (ヴァン・タレル)
位置GK,背號26號。
詳情參考薩札納十一人。(遊戲版限定)
マヨン・クレステ
位置DF,背號27號。
詳情參考卡頓十一人。(遊戲版限定)
龍加·卡米克拉（ロンガ・カミキュラ）
位置GK，背號28號
詳情參考拉托尼克十一人。(遊戲版限定)

## 其他人物
角馬 王將（かくま おうしょう）
声：稻田徹；港：陳永信(TVB)、郭浩勤(ViuTV)
前作中擔任明日之星足球大賽全國大賽和FFI亞洲預賽的播報員，現在依然擔任著播報員工作。
1年前的神聖之路決賽中、負責播報雷門中學對木戶川清修中學的比賽。現在則是負責播報神聖之路全國大賽。
原雷門中學學生角馬圭太及雷門中學學生角馬步之父親。
風烈 隼光（ふうれつ はやみ）
聲：不明
在『FLET閃電廣告系列原創動畫』上登場，位置是FW。為雷門足球社新加入的成員，對天馬的事非常熟悉，與天馬比試過盤球，有比天馬速度更快的盤球技術，後來海王學園對雷門中學發出的挑戰書，他也一同參與其中。未有於動畫正編登場，於遊戲版只要透過密碼就能加入成為雷門的球員之一。
是FLET光與閃電十一人GO合作的宣傳角色
必殺技為「音速射擊」、「疾風盤球」。
矢嶋 陽介
聲：佐藤健輔；台：何志威；港：梁偉德(TVB)、陳漢祺(ViuTV)
沖繩小吃店海之家老闆，當天馬等人和未來的人戰鬥就會被叫來當裁判和播報員。
矢嶋 成海
聲：佐佐木日菜子；台：錢欣郁；港：劉惠雲(TVB)、顧詠雪(ViuTV)
矢嶋的老婆，對於丈夫一再消失感到生氣。
阿斯雷・魯恩 （アスレイ・ルーン ）
聲：家中宏；港：鄧港文→張方正(TVB)、楊耀泰(ViuTV)
支援者Ｘ，菲的父親，告訴札納克關於自身的力量的老人都是他，原本是埃爾多拉特的幹部。
他把手鐲送給豪炎寺和優一。第二季第7集從豪炎寺所知，他有協助成立「第五院」。
前往黃名子的時代，也就是已故妻子與菲同齡的年輕時代。託付她守護菲的任務然後將黃名子送到雷門。在第46集現出原本的面貌，說出自己是菲的父親。
在劇場版也有出現。
阿爾諾博士
聲：楠見尚己；台：何志威；港：盧國權(TVB)、郭浩勤(ViuTV)
未來人物，神出鬼沒地來幫助天馬等人，並幫助改造閃電行動Van。
阿爾諾博士對菲是FEIDA的一員一切都知情。
修妹
聲：伊瀨茉莉也（廣播劇）
修的妹妹，在究極之絆劇場版中在修的回憶裹出現。在廣播劇中也有登場,在GO2遊戲版也能收的，官方一直以「修的妹妹」稱呼，並未公開真名。
松居 安二郎
聲：松木安太郎
FFIV2解說員，負責向角馬王將與觀眾說明現況的人。
神田里子
聲：矢野亜沙美；港：陳皓宜(TVB)、姜嘉蕾(ViuTV)
九坂 隆二他為了保護一個叫小里的女孩挺身而出卻反遭欺負，因此有了怒髮衝冠模式。
財前 宗助
聲：中村悠一；港：蕭徽勇(TVB)、鄧晟鈞(ViuTV)
於前作中擔任和本作中繼續擔任日本總理

## 劇場版出現之隊伍

### 傳說日本閃電十一人隊（Inazuma Legend Japan）
- 於「劇場版-閃電十一人GO VS 紙箱戰機W」中登場的隊伍，實際上為前作的閃電日本隊的大部分球員。

圓堂 守
傳說日本閃電十一人隊隊長。位置GK，背號1號。
風丸 一郎太
位置DF，背號2號。
壁山 塀吾郎
位置DF，背號3號。
綱海 條介
位置DF，背號4號。
不動 明王
位置MF，背號8號。
吹雪 士郎
位置FW，背號9號。
豪炎寺 修也
位置FW，背號10號。
鬼道 有人
位置MF，背號14號。
佐久間 次郎
位置MF，背號16號
染岡 龍吾
位置MF，背號17號。
基山 浩人
位置MF，背號18號。

### 新生閃電日本隊
- 於「劇場版-閃電十一人GO VS 紙箱戰機W」中登場的隊伍，實際上為神聖之路大賽後的部分球員組成的隊伍，以新生閃電日本隊名義，與圓堂的傳說閃電日本隊踢一場表演賽。
- 新生閃電日本隊戰術（必殺戰術）

神之指揮棒FI（Fire Illusion, 火炎幻象）
透過神童的指揮，使其將足球以神童所劃出的火焰軌跡來互相傳球，並且依照神童的指揮行動，就好像一名指揮家在指揮球隊一樣。
松風天馬
位置MF，背號8號。
霧野蘭丸
位置DF，背號3號。
菜花黃名子
位置DF，背號78號。
雪村豹牙
位置FW，背號6號。
白龍
位置FW，背號7號，劍城的勁敵，在劇場版中懂得使用武裝。
神童拓人
位置MF，背號9號。
劍城京介
位置FW，背號10號。
錦龍馬
位置MF，背號14號。
狩屋正樹
位置DF，背號15號。
雨宮太陽
位置MF，背號18號。
西園信助
位置GK，背號20號。

### 破壞者(デストラクチャーズ)
芙蘭（フラン）
破壞者隊長,位置FW。
必殺技為「黑玫瑰死槍」(劇場版未登場)、「全部刪除」(劇場版未登場)、「神奇花香」(劇場版未登場)
- 芙蘭的化身(劇場版與遊戲皆有登場)

- 混沌的魔女 卡奧斯（混沌の魔女カオス）

人型風屬性防守化身。令世界陷入混亂的風之化身。被頭上的觸手抓到便全身無法動彈。
化身技為「神祕的刺」
- 芙蘭的化身武裝(劇場版登場)

- 極限合體

- 黑玫瑰

其模樣宛如一位黑魔女。
必殺技為「混沌慧星」(劇場版未標示名稱)
阿斯塔（アスタ）
破壞者副隊長,位置FW。
芙蘭青梅竹馬。
必殺技為「次元風暴」、「矩陣防禦」
- 阿斯塔的化身(劇場版未登場)

- 渾沌的王 阿斯蘭特多（渾沌の王アスタロト）

人型山屬性射門化身。長得和「魔界王 佐狄亞克」相似。
化身技為「赤紅監獄」
- 阿斯塔的化身武裝

- 阿斯塔的分體（デュプリ）

如同複製人的化身，能將分體分化成多數隊員補足隊伍人數上的空缺，但會讓本人的體力極速消耗，所以非必要時都不會使出分體，就可以令力量集中。其分化的每位分體模樣都不同。分體是透過主人遠程遙控來行動的，要是主人看不到就沒有辦法。
分體是從絕對的孤獨中所誕生的力量。
- （ジニアス）

位置FW
必殺技為「黑玫瑰死槍」、「神奇花香」(劇場版未登場)
- ジニアス的化身(劇場版未登場)

- 魔女 皇后蕾蒂亞B（魔女クィーンレディアB）

人型林屬性射門化身。長得和「魔女 皇后蕾蒂亞W」相似。
化身技為「全面征服」
- （チューリ）

位置DF
必殺技為「神奇花香」(劇場版未登場)
- チューリ的化身(劇場版未登場)

- 神官 法官（神官ジャッジ）

人型林屬性防守化身。全能的神。能在自陣中裁定敵人。
化身技為「血腥安可」
- （ロータス）

位置GK
必殺技為「光之穴」、「命運闇雲」
- ロータス的化身(劇場版未登場)

- 猛蛇 弗栗多（猛蛇ヴァリトラ）

獸型火屬性守門化身。長得和「深淵的阿基拉烏斯」相似。
化身技為「絕力絕咬螺旋」

## 閃電最強十一人VS最強之敵十一人
為慶祝閃電十一人動畫系列已播放了5年，而舉行全民票選閃電最強十一人。期後會放映閃電最強十一人對戰最強之敵十一人的番外篇。
名為"閃電十一人超次元夢幻比賽"。
比賽結果為 3:2 閃電最強十一人獲勝。

### 閃電最強十一人 (イナズマ・ベストイレブン)
圓堂 守（えんどう まもる）
位置GK，背號1。該球隊隊長，詳情參考雷門中學。
霧野 蘭丸（きりの‧らんまる）
位置DF，背號3。詳情參考先發隊伍(雷門中學足球隊)。
風丸 一郎太（かぜまる いちろうた）
位置DF，背號2。詳情參考雷門中學。
菜花 黃名子 (なのばな きなこ）
位置DF，背號78。詳情參考先發隊伍(雷門中學足球隊)。
神童 拓人（しんどう‧たくと）
位置MF，背號9。詳情參考先發隊伍(雷門中學足球隊)。
亞風爐 照美（あふろ てるみ)
位置MF，背號7。詳情參考世宇子中學。
鬼道 有人（きどう ゆうと）
位置為MF，背號14。詳情參考帝國學園 詳情參考雷門中學。   。
松風 天馬（まつかぜ てんま）
位置是MF，背號8。詳情參考先發隊伍(雷門中學足球隊)。
劍城 京介（つるぎ‧きょうすけ）
位置FW，背號11。詳情參考先發隊伍(雷門中學足球隊)。
修（シュウ)
位置FW，背號12。詳情參考遠古黑暗隊。
豪炎寺 修也（ごうえんじ しゅうや）
位置FW，背號10。詳情參考雷門中學。
圓堂 加儂（えんどう カノン）
位置FW（後備），背號20。詳情參考劇場版未來。
響木 正剛（ひびき せいごう）(Hibiki Seigou)
該球隊教練，詳情參考OB原閃電足球隊。

### 戰鬥十一人 (バトルイレブン)
迪薩姆／砂木沼 治（さぎぬま おさむ）
位置GK，背號1。詳情參考極限零度。
貝塔（ベータ）
位置DF，背號2。詳情參考奧美迦協定隊2.0。
彼特威·奧茲隆 （ビットウェイ・オズロック）
位置DF，背號3。詳情參考伊庫薩魯艦隊。
扎納克‧阿巴洛尼庫（ザナーク‧アバロニク）
位置DF，背號99。詳情參考扎納克領域。
菲・魯恩（フェイ・ルーン）
位置MF，背號7。詳情參考先發隊伍(雷門中學足球隊)。
不動 明王（ふどう あきお）
位置MF，背號8。詳情參考真・帝國學園。
薩魯・艾凡（サリュー・エヴァン）/薩魯(SARU)
位置MF，背號20。詳情參考拉古那爾隊。
基山 浩人（きやま ヒロト）/古蘭（Guran）
位置MF，背號18。該球隊的隊長，詳情參考創世紀。
白龍（はくりゅう）
位置FW，背號9。詳情參考無盡閃耀隊。
帕達普・史利托(バダップ・スリード)
位置FW，背號10。詳情參考王牙學園。
瞬木 隼人（またたぎ はやと）
位置FW，背號11。詳情參考新閃電日本隊。
洛可可・烏魯巴（ロココ・ウルパ）
位置GK/FW（後備），背號19。詳情參考科特亞魯代表隊「小巨人」
影山 零治 (かげやま れいじ)
該球隊教練。詳情參考帝國學園